# Berlin
Berlin este capitala Germaniei, fiind cel mai mare oraș al țării cu aproximativ 3.782.202 locuitori (31 decembrie 2023)
și acoperind o suprafață aproximativ 892 km² (2020). Berlinul este, în același timp, și unul din cele 16 landuri federale, având guvern de land propriu, numit „Senat”. Poziția sa pe hartă este aidoma unei insule înconjurată complet de landul Brandenburg. Este traversat de râurile Spree și Havel. Este centrul Regiunii Metropolitane Berlin-Brandenburg, care are în jur de șase milioane de rezidenți din cadrul a 180 de națiuni. Datorită situării sale pe Câmpia Europeană, Berlin este influențat de un climat temperat sezonier. În jur de o treime din teritoriul orașului constă în păduri, parcuri, grădini, râuri și lacuri.
Atestat pentru prima dată în secolul al XIII-lea, Berlinul a fost capitală a Margrafiatului Brandenburg (1417-1701), a Regatului Prusiei (1701–1918), a Imperiului German (1871–1918), a Republicii de la Weimar (1919–1933) și a celui de-Al Treilea Reich (1933–1945). În anii 1920, Berlinul era a treia cea mai mare municipalitate din lume. După cel de-Al Doilea Război Mondial, orașul a fost împărțit; Berlinul de Est a devenit capitala Germaniei de Est, iar Berlinul de Vest a devenit de facto o enclavă a Germaniei de Vest, îngrădit de Zidul Berlinului (1961–1989). În urma reunificării Germaniei din 1990, Berlinul a devenit din nou capitala întregii Germanii.
Berlin este un oraș global al culturii, politicii, mediei și științei. Economia sa are la bază firme de înaltă tehnologie și sfera serviciilor. Orașul are o gamă diversă de industrii creative, facilități pentru cercetare, corporații media și locuri pentru convenții. Berlin servește ca punct continental pentru transportul aerian și feroviar și are o rețea foarte complexă de transport public. Metropola este o destinație turistică populară. Printre ramurile semnificative ale sectorului industrial se numără IT-ul, industria farmaceutică, ingineria biomedicală, biotehnologia, construcția și electronica.
Berlinul modern este casa unor renumite universități, orchestre, muzee, locuri de divertisment și găzduiește multe evenimente sportive. Este un loc căutat pentru producțiile internaționale de filme. Orașul este cunoscut pentru festivalurile sale, arhitectura diversă, viața de noapte, arte contemporane și calitatea înaltă a vieții. De-a lungul ultimului deceniu, Berlinul a fost martorul unei scene antreprenoriale cosmopolite.

## Etimologie
Originea numelui Berlin este nesigură. Ar putea avea origini în limba slavilor occidentali care au locuit pe teritoriul Berlinului de azi și poate fi asociat cu vechiul polab berl-/birl- („mlaștină”). Etimologia populară face legătură între numele orașului cu cuvântul german pentru urs, Bär. De asemenea, un urs apare pe stema orașului.

## Istorie

### Secolele XII-XVI
Cele mai vechi evidențe ale așezărilor pe teritoriul Berlinului actual sunt o tijă de lemn ce datează aproximativ din 1192 și resturi ale unei case de lemn, datate din 1174 și găsite în 2012 într-o săpătură din Berlin Mitte. Primele documente scrise ale târgurilor de pe teritoriul actualului Berlin datează de la sfârșitul secolului al XII-lea. Spandau este menționat pentru primata dată în 1197, iar Köpenick în 1209, dar aceste teritorii nu s-au alăturat Berlinului până în 1920. În partea centrală a Berlinului au existat înainte două orașe: Cölln, situat pe Fischerinsel, care este menționat pentru prima dată într-un document din 1237, și Berlin, situat de-a lungul râului Spree, care este ceea ce acum este numit Nikolaiviertel, referențiat într-un document din 1244. Primul dintre acești ani (1237) este considerat anul fondării orașului. Cele două orașe au dezvoltat de-a lungul timpului relații economice și sociale. În 1307, ele au format o alianță cu o politică externă comună, administrația lor internă rămânând încă separată.

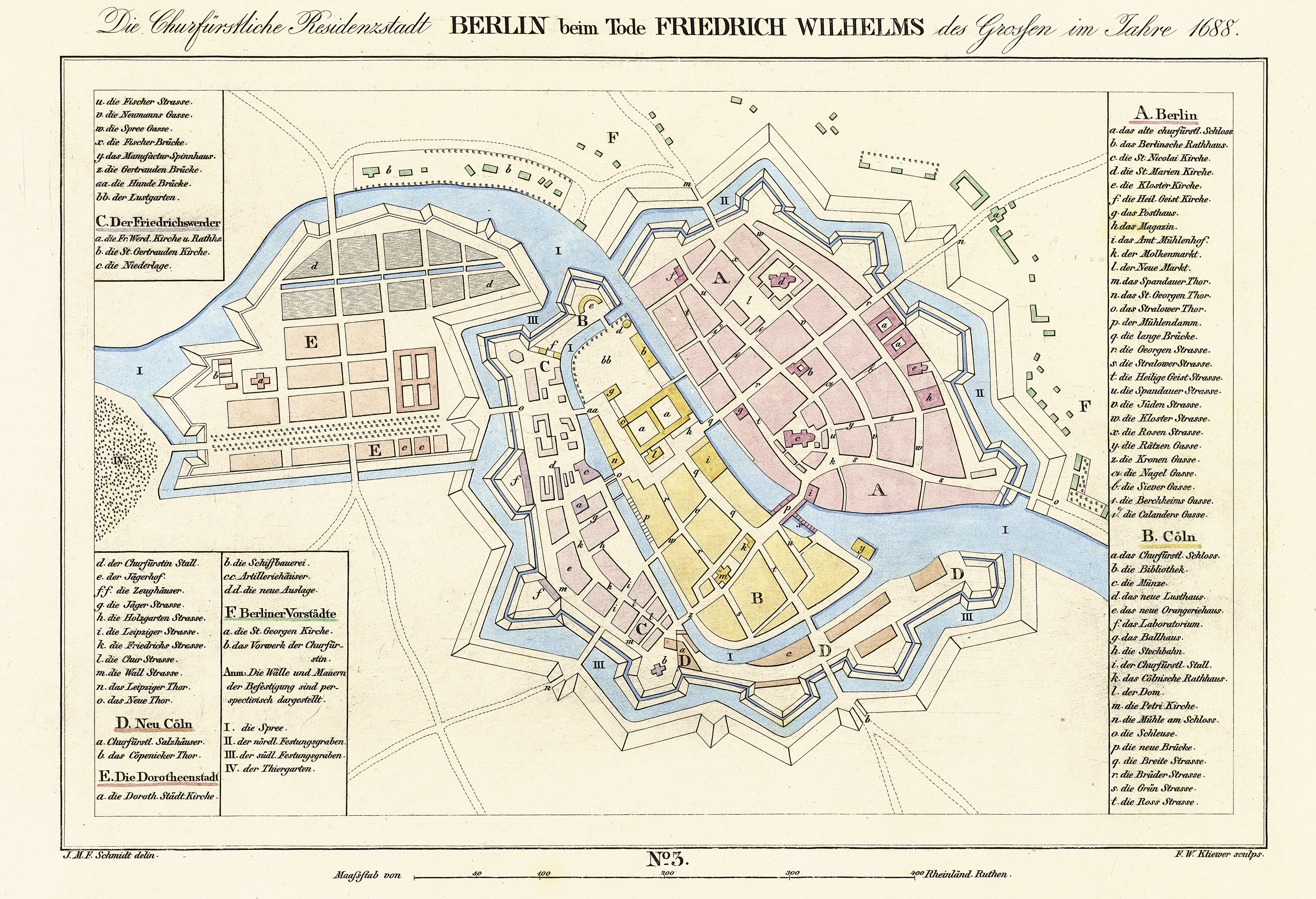
Harta Berlinului în 1688

În 1415, Frederick I a devenit principe elector al Margrafiatului Brandenburgului, pe care l-a condus până în 1440. În timpul secolului al XV-lea, succesorii săi vor face din Berlin-Cölln capitala margrafiatului, iar membrii ulteriori ai familiei Hohenzollern au condus Berlinul până în 1918, mai întâi ca electori ai Brandenburgului, apoi ca regi ai Prusiei, iar din 1871 până în 1918 ca împărați germani. În 1443, Frederick II al Brandenburgului a început construcția noului palat regal în Berlin-Cölln. Protestele cetățenilor orașului împotriva clădirii au culminat în 1448, cu „Revolta Berlinului”. Acest protest n-a avut succes, iar cetățenii orașului au pierdut multe din privilegiile lor politice și economice. După ce palatul regal a fost terminat în 1451, a intrat treptat în uz. Din 1470, cu noul elector Albrecht III Ahile, Berlin-Cölln a devenit noua reședință monarhică. În mod oficial, din 1486, când Johann Cicero a venit la putere, palatul din Berlin-Cölln a devenit reședința permanentă a electorilor Brandenburgului, membri ai dinastiei Hohenzollern. În orice caz, Berlin-Cölln, a trebuit să renunțe la statutul său de oraș hanseatic liber. În 1539, electorii și orașul au devenit în mod oficial luterani.

### Secolele XVII-XIX

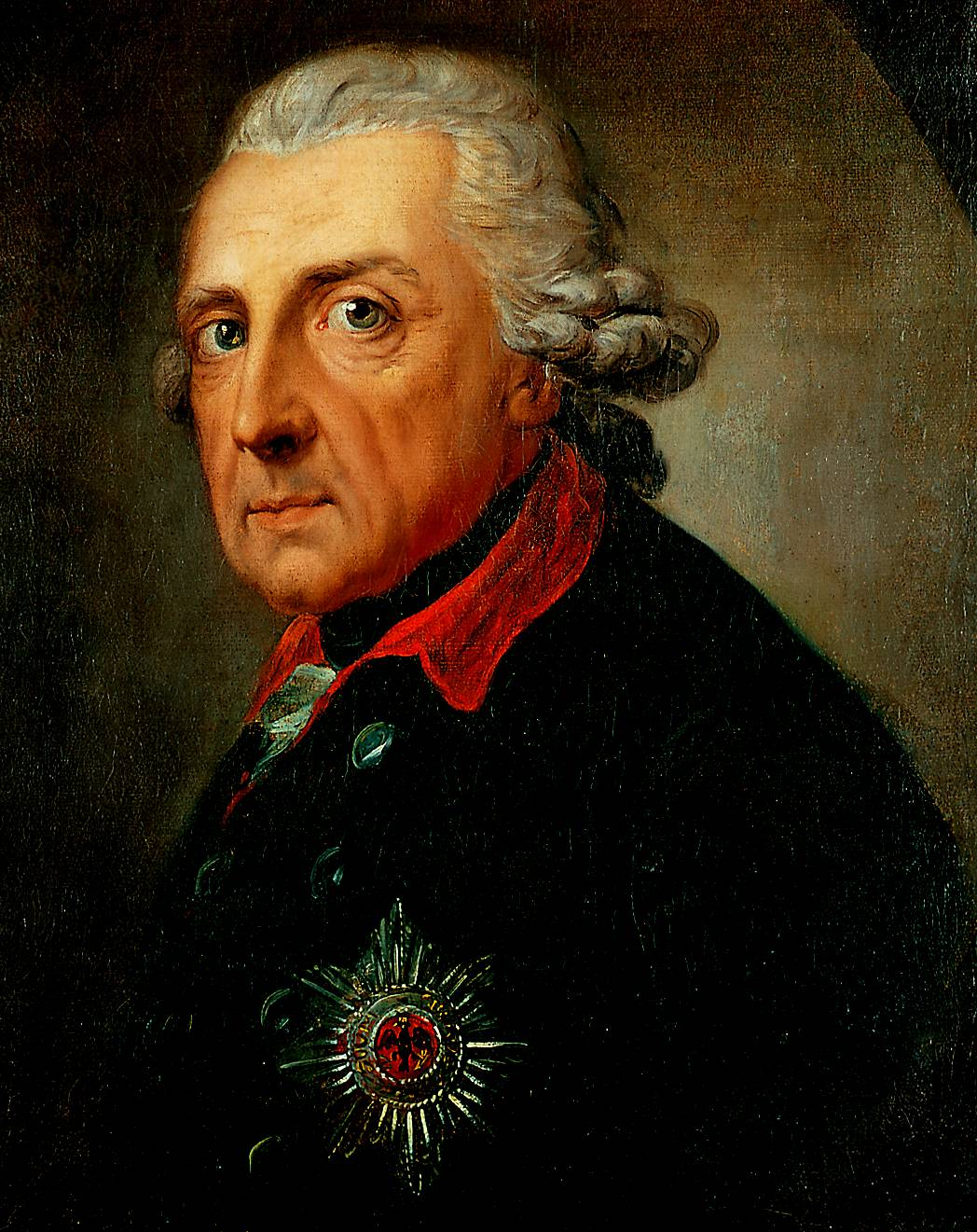
Frederic cel Mare (1712–1786) a fost unul dintre monarhii luminați ai Europei.

Războiul de Treizeci de Ani dintre 1618 și 1648 a devastat Berlinul. O treime din casele sale au fost avariate sau distruse, iar orașul a pierdut jumătate din populație. Frederic Wilhelm, cunoscut ca „mare Elector”, care și-a succedat tatăl, George Wilhelm în funcția de Elector în 1640, a inițiat o politică promovare a imigrației și a toleranței religioase. Prin Edictul de la Potsdam din 1685, Frederic William a oferit azil hughenoților francezi. La Berlin s-au stabilit cca. 15.000 de hughenoți. Așezarea acestora la Berlin a dus la creșterea economică și culturală a orașului. Prin 1700, aproximativ 30 de procente din locuitorii Berlinului erau francezi, datorită imigrației hughenote. Mulți alți imigranți au venit din Boemia, Polonia și Salzburg.

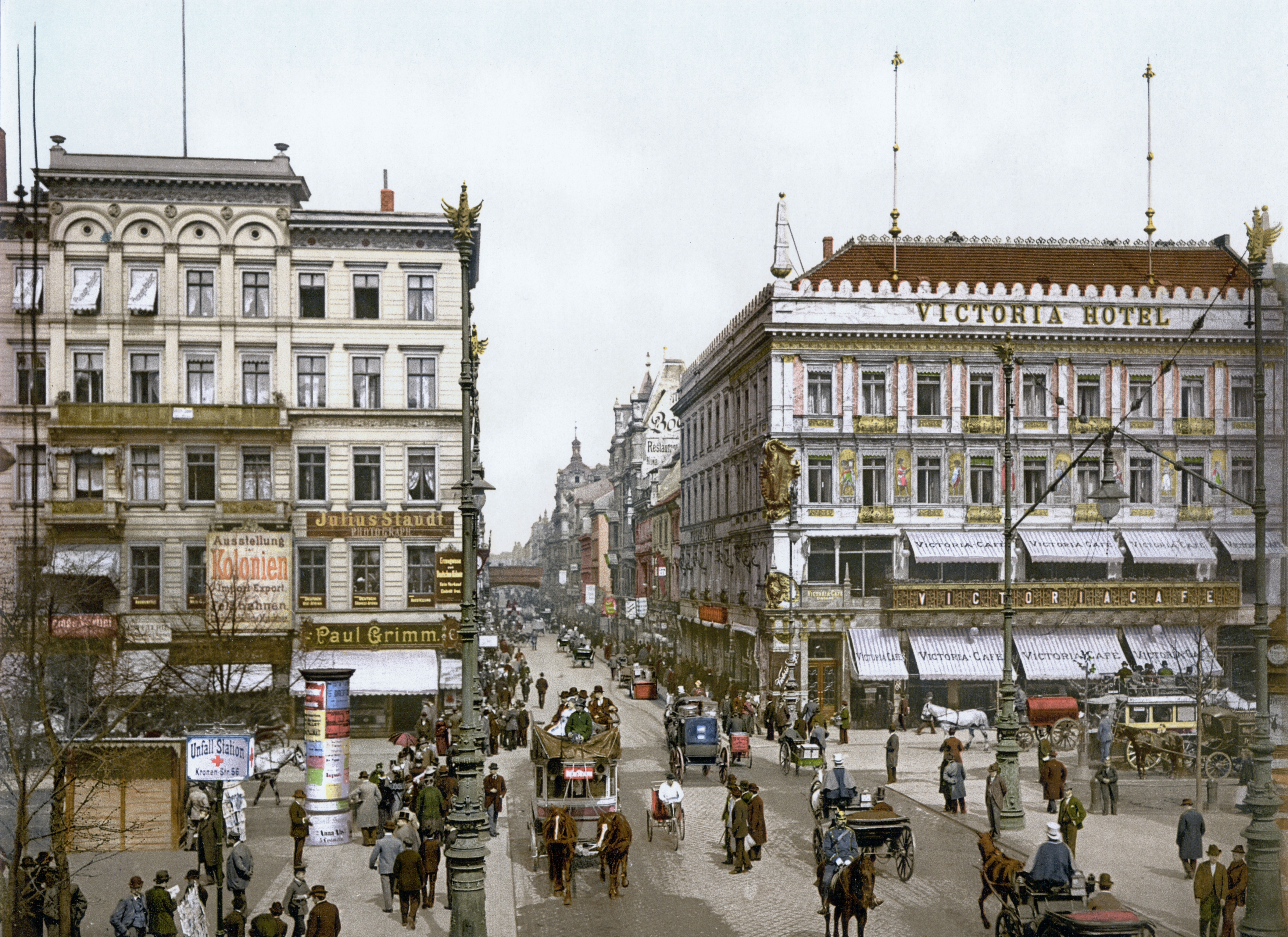
Berlin a devenit capitala Imperiului German în 1871 și s-a extins rapid în anii următori. (Unter den Linden in 1900)

Din 1618, Margrafiatul Brandenburg s-a aflat în uniune personală cu Ducatul Prusia. Oricum, în 1701, statul dual a format Regatul Prusiei, iar Frederick III, Elector de Brandenburg, s-a încoronat pe sine ca regele Frederic I al Prusiei. Berlin a devenit capitala noului regat. Aceasta a fost încercare reușită de a centraliza capitala într-un stat foarte întins și a fost pentru prima dată când orașul a început să crească. În 1809, Berlin a fuzionat cu patru orașe, Cölln, Friedrichswerder, Friedrichstadt și Dorotheenstadt, orașul extins având numele Berlin, „Haupt- und Residenzstadt Berlin”.
În 1740, Frederic II, cunoscut Frederic cel Mare (1740–1786), a venit la putere. Sub conducerea lui Frederic II, Berlin a devenit centrul iluminismului, dar de asemenea, a fost ocupat pentru scurt timp de armata rusă în timpul Războiului de Șapte Ani. În timpul Războiului celei de-a Patra Coaliții, câștigat de Franța, Napoleon Bonaparte a mărșălui în Berlin în 1806, dar a acordat autoguvernare orașului. În 1815, orașul a devenit parte a noii Provincii Brandenburg.
Revoluția Industrială a transformat Berlinul în timpul secolului 19; economia și populația orașului s-au extins rapid, iar Berlinul a devenit principalul punct feroviar și centru economic al Germaniei. S-au dezvoltat suburbii adiționale ce au mărit teritoriul și populația Berlinului. În 1861, suburbii învecinate precum Wedding, Moabit și încă câteva au fost încorporate în Berlin. In 1871, Berlin a devenit capitala nou fondatului Imperiu German. În 1881, Berlin a devenit un sector al orașului diferit de Brandenburg.

### Secolele XX-XXI

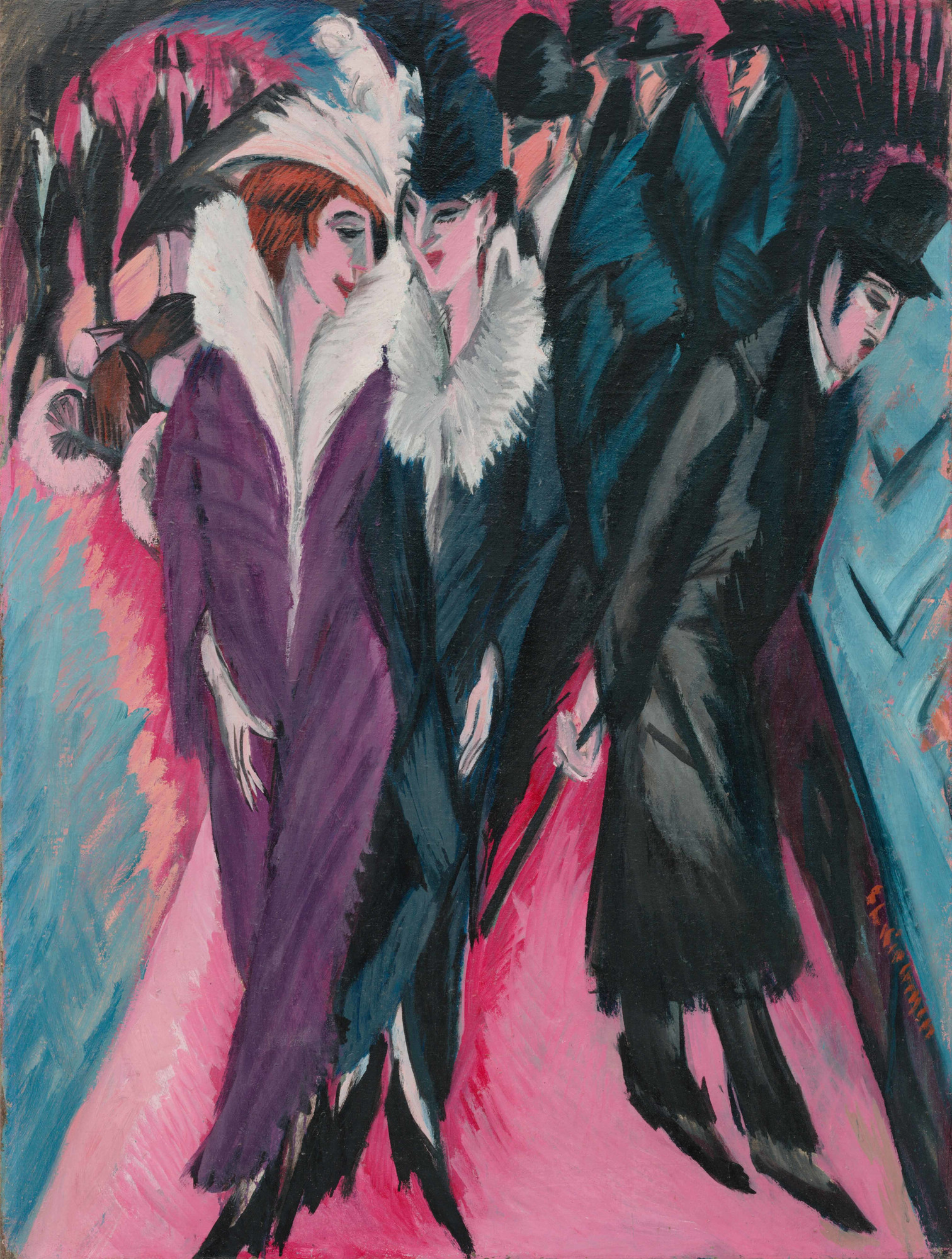
Stradă, Berlin (1913) de Ernst Ludwig Kirchner

La începutul secolului XX, Berlinul a devenit un teren fertil pentru mișcarea expresionistă germană. În domenii precum arhitectura, pictura și filmul, au fost inventate noi forme de stiluri artistice. La sfârșitul Primului Război Mondial, în 1918, republica a fost proclamată de Philipp Scheidemann la Clădirea Reichstag. În 1920, prin legea cu privire la reconstruirea noii autorități locale a Berlinului, capitala a încorporat duzini de orașe suburbane, sate și proprietăți din jurul Berlinului, orașul extinzându-se semnificativ. Actul a mărit teritoriul Berlinului de la 66 la 883 km2. Populația aproape s-a dublat, Berlinul având după extindere în jur de patru milioane de locuitori. În timpul epocii Weimar, Berlinul a îndurat tulburări politice cauzate de problemele economice, dar a devenit de asemenea un centru recunoscut al Anilor '20 Zgomotoși. Metropola și-a experimentat apogeul ca o majoră capitală a lumii și a fost cunoscută pentru aflarea în fruntea rolurilor în știință, tehnologie, arte, binefaceri, plănuirea orașului, film, educație superioară, guvernământ și industrie. Albert Einstein a devenit persoană de importanță publică în timpul anilor când a fost stabilit la Berlin, primind Premiul Nobel pentru Fizică în 1921.

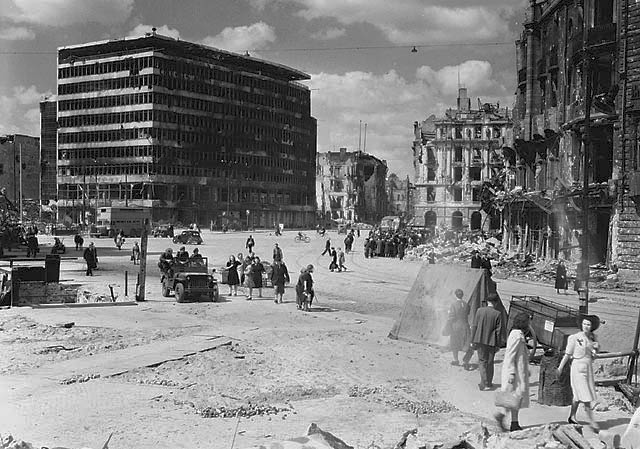
Berlinul în ruine după cel de-Al Doilea Război Mondial (Potsdamer Platz, 1945).

În 1933, Adolf Hitler și Partidul Nazist au venit la putere. Sub conducerea NSDAP, a fost distrusă efectiv comunitatea evreiască din Berlin, care număra 160,000 și reprezenta o treime din totalul evreilor din țară. Comunitatea evreiască berlineză a scăzut de la 80,000 în urma emigrației dintre 1933 și 1939. După Noaptea de cristal din 1938, mii de grupuri persecutate din oraș au fost închise în apropierea lagărului de concentrare Sachsenhausen sau, începând cu începutul anului 1943, erau trimiși în lagăre ale morții, precum Auschwitz. În timpul celui de-Al Doilea Război Mondial, părți mari din Berlin au fost distruse de raidurile aeriene din 1943–45 și în timpul Bătăliei Berlinului. În jur de 125,000 de civili au fost omorâți. După sfârșitul războiului în Europa în 1945, Berlinul a primit mari numere de refugiați din provinciile estice. Puterile victorioase au împărțit orașul în patru sectoare, analog cu zonele de ocupație în care Germania a fost împărțită. Sectoarele aliaților occidentali (Statele Unite, Regatul Unit și Franța) au format Berlinul de Vest, iar sectorul sovietic a format Berlinul de Est.

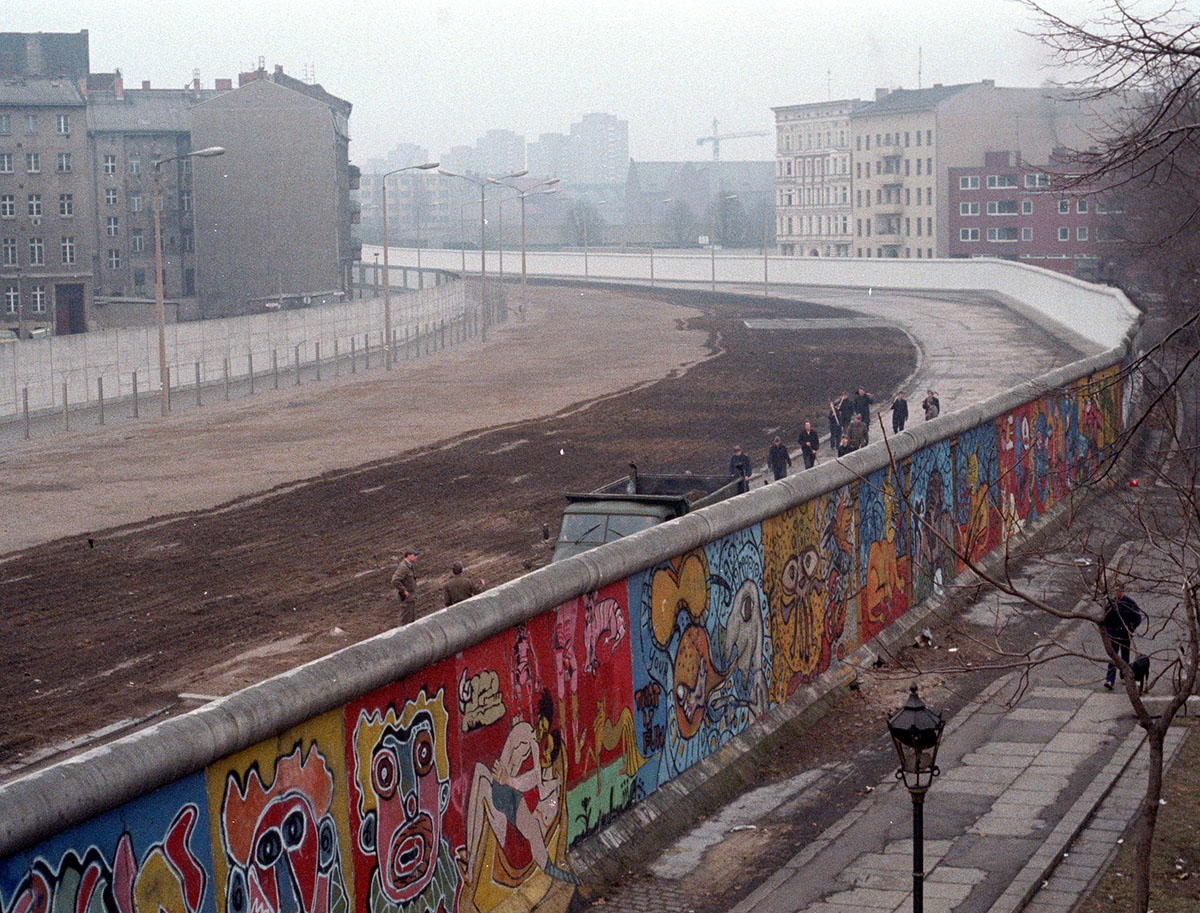
Zidul Berlinului în 1986, pictat pe partea vestică. Oamenii ce treceau așa-numita fâșie a morții de pe partea estică riscau să fie împușcați.

Toți cei patru aliați au împărțit responsabilitățile asupra Berlinului. Oricum, în 1948, când aliații occidentali au extins reforma monetară din zonele vestice ale Germaniei în cele trei sectoare occidentale ale Berlinului, Uniunea Sovietică a impus o blocadă pe rutele de acces spre și dinspre Berlinul de Vest, ce erau cu totul fixate în cadrul teritoriului controlat de sovietici. Transportul aerian berlinez, condus de cei trei aliați occidentali, a trecut peste această blocadă, furnizând mâncare și alte oferte orașului din iunie 1948 până în mai 1949. În 1949, Republica Federală Germană a fost fondată în Germania de Vest și includea toate zonele controlate de americani, britanici și francezi, nu însă și zonele din Berlin ce aparțineau aliaților vestici, pe când marxist-leninista Republică Democrată Germană a fost proclamată în Germania de Est. Berlinul occidental a rămas oficial un oraș ocupat, dar politic s-a alăturat Republicii Federale Germane, în ciuda izolării geografice a Berlinului de Vest. Transportul aerian către Berlinul occidental a fost permis doar liniilor aeriene americană, britanică și franceză. 

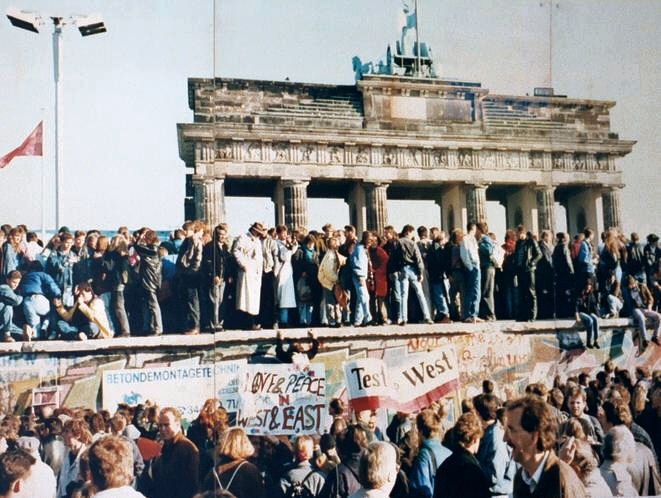
Căderea Zidului Berlinului pe 9 noiembrie 1989. Pe 3 octombrie 1990, procesul de reunificare germană a fost în mod oficial finisat.

Fondarea celor două state germane a crescut tensiunile Războiului Rece. Berlinul de Vest a fost înconjurat de teritoriul Germaniei de Est, iar Germania de Est a proclamat partea estică a orașului, capitală, mișcare ce nu a fost recunoscută de puterile occidentale. Berlinul de Est includea mai mult centrul istoric al orașului. Guvernul Germaniei de Vest s-a stabilit la Bonn. În 1961, Germania de Est a început construirea Zidului Berlinului între estul și vestul orașului și s-a ajuns la trimiterea unor tancuri din partea sovieticilor și americanilor la punctul de control Charlie, fapt ce n-a degenerat într-un conflict armat. Berlinul de Vest a fost de acum de facto parte a Germaniei de Vest, cu un statul legal unic, pe când Berlinul de Est - de facto parte a Germaniei de Est. John F. Kennedy a ținut al său „Ich bin ein Berliner” – discurs din 1963 ce sublinia susținerea SUA pentru partea occidentală a orașului. Berlinul a fost complet divizat. Cu toate că pentru vestici a fost posibil să treacă dintr-o parte în alta a orașului prin niște puncte de control bine controlate, pentru cei mai mulți estici, călătoria în Berlinul de Vest sau în Germania de Vest a fost interzisă. În 1971, o înțelegere a celor patru puteri aliate a garantat accesul spre și dinspre Berlinul de Vest, printr-o mașină sau tren care să treacă prin Germania de Est.
În 1989, odată cu sfârșitul Războiului Rece și presiunea din partea populației Germaniei de Est, Zidul Berlinului a căzut pe 9 noiembrie și a fost ulterior în mare parte demolat. Astăzi, Galeria Părții Estice păstrează o porțiune mare din Zid, aici se găsește și muzeul zidului Berlinului deschis în anul 2016. Pe 3 octombrie 1990, cele două părți ale Germaniei s-au reunit, noua țară numindu-se oficial Republica Federală Germană, iar Berlinul a devenit din nou capitala oficială germană. În 1991, Parlamentul german, Bundestagul, a votat mutarea capitalei Germaniei de la Bonn la Berlin, fapt desăvârșit complet în 1999. Reforma administrativă a Berlinului din 2001, a unit mai multe districte. Numărul acestora a fost redus de la 23 la 12. În 2006, finala Campionatului Mondial de Fotbal 2006 a avut loc la Berlin.
Unele palate și parcurile din Berlin au fost înscrise în anul 1990 pe lista patrimoniului cultural mondial UNESCO (Museumsinsel, „Insula Muzeelor”, în anul 1999).

## Geografie

### Topografie

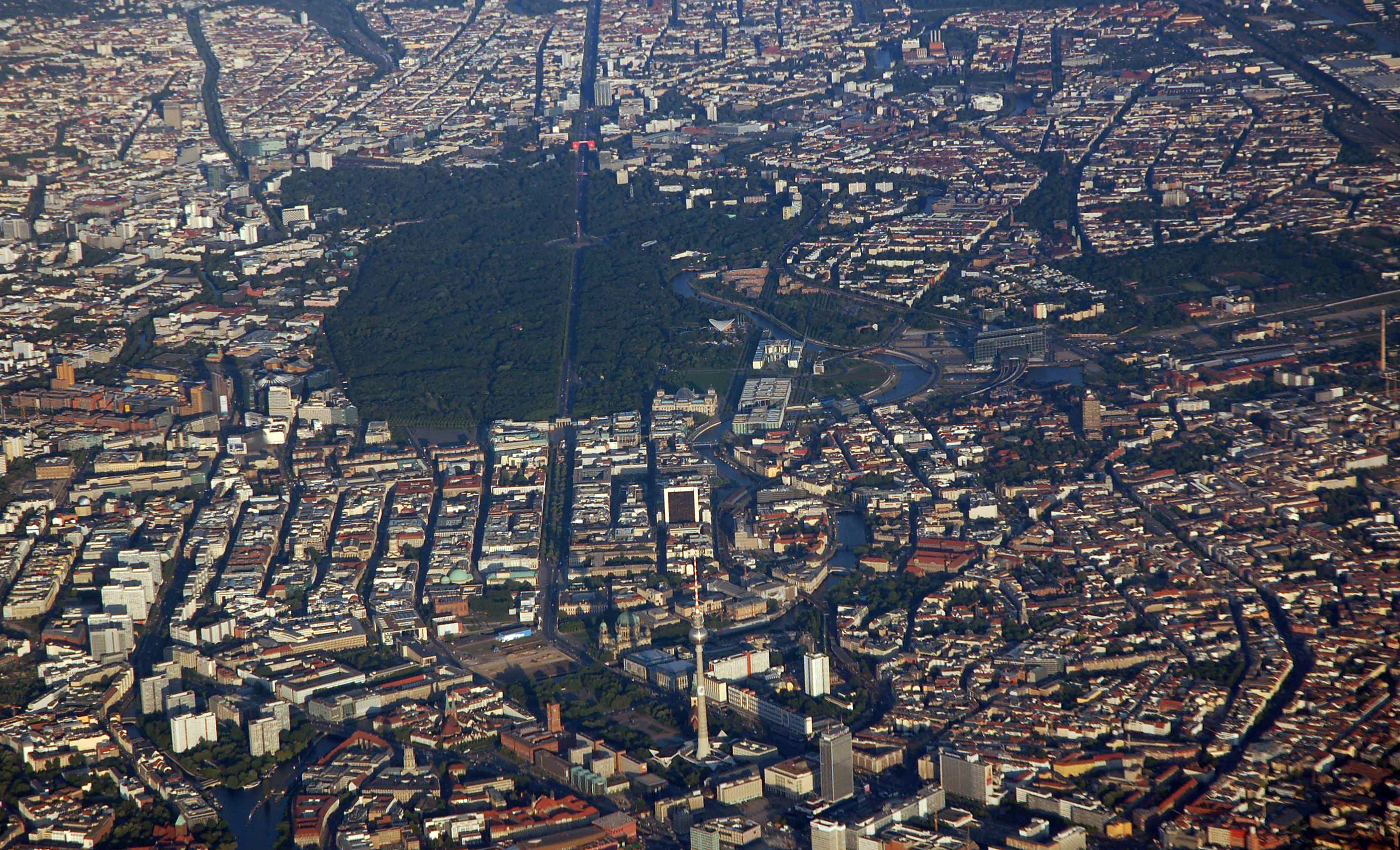
Vedere aeriană a centrului istoric.

Berlin este situat în nord-estul Germaniei, pe un teritoriu cu regiuni păduroase mlăștinoase, cu o topografie în primul rând netedă, parte a vastei Câmpii a Europei de Nord, ce se întinde din nordul Franței până în vestul Rusiei. Berliner Urstromtal (vale glaciară din epoca de gheață), aflată între Podișul Barnim situat spre nord și Podișul Teltow situat spre sud, a fost format din zăpadă topită cursă din învelișuri de gheață la sfârșitul ultimei perioade glaciare. Râul Spree curge acum în această vale. În Spandau, cel mai vestic district al Berlinului, Spree curge în râul Havel, care curge din nord spre sud prin Berlinul occidental. Cursul lui Havel este mai mult asemenea unui lanț de lacuri, cele mai mari fiind Tegeler See și Großer Wannsee. De asemenea, o serie de lacuri alimentează partea superioară a râului Spree, care curge prin Großer Müggelsee în Berlinul de est.
Părți importante ale Berlinului de azi s-au extins pe podișul jos de pe ambele părți ale Văii Spree. Părți mari ale districtelor Reinickendorf și Pankow se află pe Podișul Barnim, iar districtele Charlottenburg-Wilmersdorf, Steglitz-Zehlendorf, Tempelhof-Schöneberg și Neukölln se află pe Podișul Teltow.
Districtul Spandau se află parțial în cadrul Văii Glaciare Berlin și parțial pe Planul Nauen, care se întinde în vestul Berlinului. Punctele aflate la cele mai înalte altitudini din Berlin sunt Teufelsberg și Müggelberge, aflate la periferia orașului, și Kreuzberg, în centru. Dacă ultimul măsoară 66 m (217 ft) peste nivelul mării, primele două au o înlălțime de aproximativ 115 m (337 ft). Teufelsberg este de fapt un deal artificial compus dintr-o grămadă de molozuri provenite din ruinele cauzate de cel de-Al Doilea Război Mondial.

### Climă

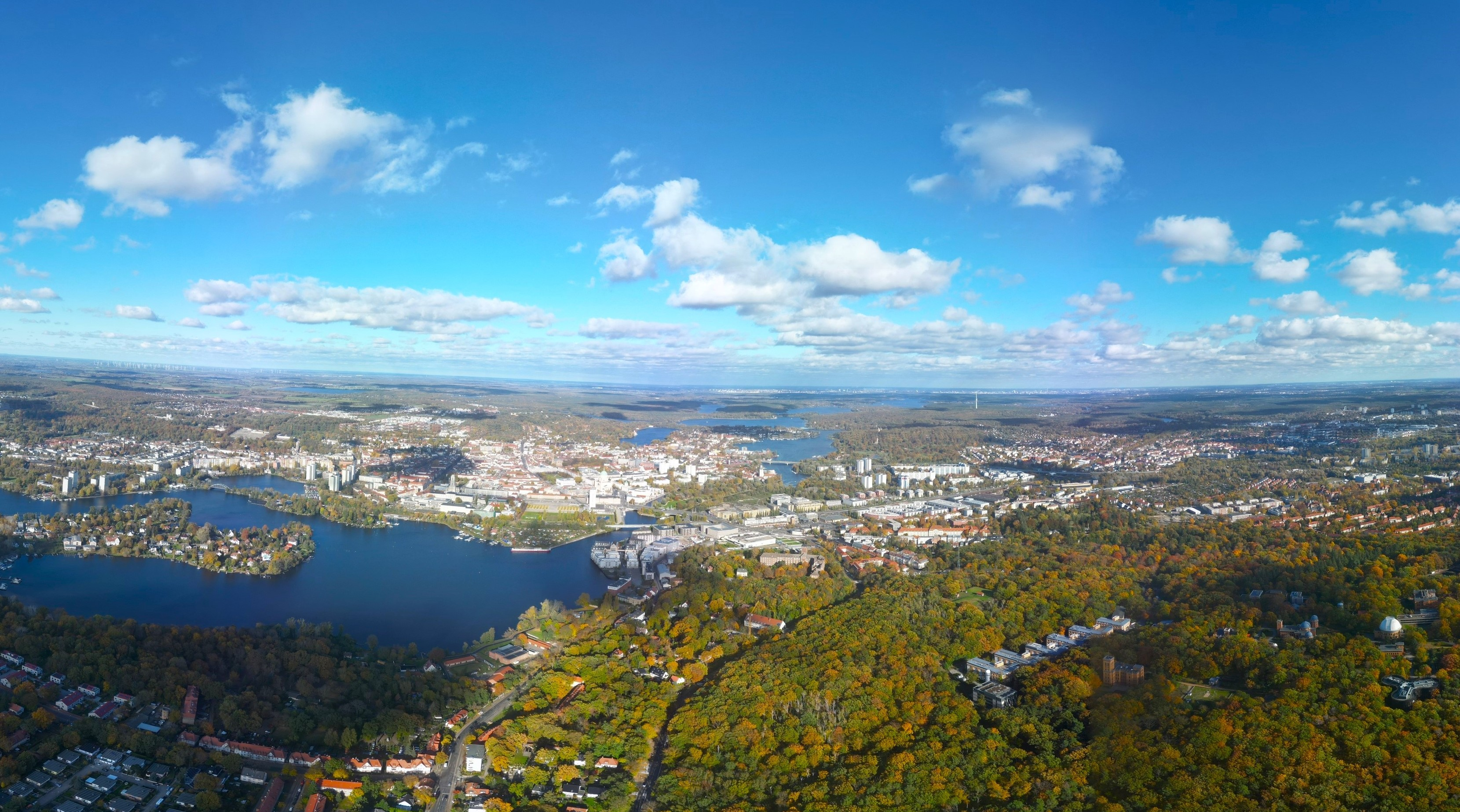
Marginile Berlinului sunt acoperite cu păduri și numeroase lacuri

Potrivit sistemului de clasificare climatică Köppen, Berlin are un climat temperat-oceanic. Orașul este influențat semnificativ de climatul continental blând, datorită poziției sale în intracontinentale. Gerurile sunt obișnuite iarna, iar între diferitele anotimpuri sunt diferențe mai mari de temperatură decât în mai multe zone cu climat oceanic.
Verile sunt calde și uneori umede, cu media temperaturilor celor mai înalte de 22–25 °C (72–77 °F), iar a celor mai scăzute de 12–14 °C (54–57 °F). Iernile sunt reci, cu media temperaturilor celor mai înalte de 3 °C (37 °F), iar a celor mai scăzute de la −2 la 0 °C (de la 28 la 32 °F). În general, primăvara și toamna sunt de la răcoroase la moderate. Teritoriul berlinez acoperit cu clădiri creează un microclimat, cu o căldură păstrată de clădirile orașului. Temperaturile pot fi cu 4 °C (7 °F) mai mari în oraș decât în teritoriile înconjurătoare.
Precipitația anuală este de 570 mm (22 in), cu precipitații moderate pe parcursul anului. Ninsorile au loc în principal din decembrie până în martie.

| Date climatice pentru Berlin (1971-2000), extreme (1876- 2015) (sursă: DWD) | Date climatice pentru Berlin (1971-2000), extreme (1876- 2015) (sursă: DWD) | Date climatice pentru Berlin (1971-2000), extreme (1876- 2015) (sursă: DWD) | Date climatice pentru Berlin (1971-2000), extreme (1876- 2015) (sursă: DWD) | Date climatice pentru Berlin (1971-2000), extreme (1876- 2015) (sursă: DWD) | Date climatice pentru Berlin (1971-2000), extreme (1876- 2015) (sursă: DWD) | Date climatice pentru Berlin (1971-2000), extreme (1876- 2015) (sursă: DWD) | Date climatice pentru Berlin (1971-2000), extreme (1876- 2015) (sursă: DWD) | Date climatice pentru Berlin (1971-2000), extreme (1876- 2015) (sursă: DWD) | Date climatice pentru Berlin (1971-2000), extreme (1876- 2015) (sursă: DWD) | Date climatice pentru Berlin (1971-2000), extreme (1876- 2015) (sursă: DWD) | Date climatice pentru Berlin (1971-2000), extreme (1876- 2015) (sursă: DWD) | Date climatice pentru Berlin (1971-2000), extreme (1876- 2015) (sursă: DWD) | Date climatice pentru Berlin (1971-2000), extreme (1876- 2015) (sursă: DWD) |
| Luna                                                                        | Ian                                                                         | Feb                                                                         | Mar                                                                         | Apr                                                                         | Mai                                                                         | Iun                                                                         | Iul                                                                         | Aug                                                                         | Sep                                                                         | Oct                                                                         | Nov                                                                         | Dec                                                                         | Anual                                                                       |
| --------------------------------------------------------------------------- | --------------------------------------------------------------------------- | --------------------------------------------------------------------------- | --------------------------------------------------------------------------- | --------------------------------------------------------------------------- | --------------------------------------------------------------------------- | --------------------------------------------------------------------------- | --------------------------------------------------------------------------- | --------------------------------------------------------------------------- | --------------------------------------------------------------------------- | --------------------------------------------------------------------------- | --------------------------------------------------------------------------- | --------------------------------------------------------------------------- | --------------------------------------------------------------------------- |
| Maxima medie °C (°F)                                                        | 2.9 (37,2)                                                                  | 4.2 (39,6)                                                                  | 8.5 (47,3)                                                                  | 13.2 (55,8)                                                                 | 18.9 (66)                                                                   | 21.6 (70,9)                                                                 | 23.7 (74,7)                                                                 | 23.6 (74,5)                                                                 | 18.8 (65,8)                                                                 | 13.4 (56,1)                                                                 | 7.1 (44,8)                                                                  | 4.4 (39,9)                                                                  | 13,36 (56,04)                                                               |
| Media zilnică °C (°F)                                                       | 0.6 (33,1)                                                                  | 1.4 (34,5)                                                                  | 4.8 (40,6)                                                                  | 8.9 (48)                                                                    | 14.3 (57,7)                                                                 | 17.1 (62,8)                                                                 | 19.2 (66,6)                                                                 | 18.9 (66)                                                                   | 14.5 (58,1)                                                                 | 9.7 (49,5)                                                                  | 4.7 (40,5)                                                                  | 2.0 (35,6)                                                                  | 9,68 (49,42)                                                                |
| Minima medie °C (°F)                                                        | −1.9 (28,6)                                                                 | −1.5 (29,3)                                                                 | 1.3 (34,3)                                                                  | 4.2 (39,6)                                                                  | 9.0 (48,2)                                                                  | 12.3 (54,1)                                                                 | 14.3 (57,7)                                                                 | 14.1 (57,4)                                                                 | 10.6 (51,1)                                                                 | 6.4 (43,5)                                                                  | 2.2 (36)                                                                    | −0.4 (31,3)                                                                 | 5,88 (42,59)                                                                |
| Minima istorică °C (°F)                                                     | −23.1 (−9.6)                                                                | −26 (−14.8)                                                                 | −16.5 (2,3)                                                                 | −8.1 (17,4)                                                                 | −4 (24,8)                                                                   | 1.5 (34,7)                                                                  | 5.4 (41,7)                                                                  | 3.5 (38,3)                                                                  | −1.5 (29,3)                                                                 | −9.6 (14,7)                                                                 | −16 (3,2)                                                                   | −20.5 (−4.9)                                                                | −26 (−14,8)                                                                 |
| Ploaie mm (inches)                                                          | 42.3 (1.665)                                                                | 33.3 (1.311)                                                                | 40.5 (1.594)                                                                | 37.1 (1.461)                                                                | 53.8 (2.118)                                                                | 68.7 (2.705)                                                                | 55.5 (2.185)                                                                | 58.2 (2.291)                                                                | 45.1 (1.776)                                                                | 37.3 (1.469)                                                                | 43.6 (1.717)                                                                | 55.3 (2.177)                                                                | 570,7 (22,469)                                                              |
| Nr. mediu de zile ploioase (≥ 1.0 mm)                                       | 10.0                                                                        | 8.0                                                                         | 9.1                                                                         | 7.8                                                                         | 8.9                                                                         | 7.0                                                                         | 7.0                                                                         | 7.0                                                                         | 7.8                                                                         | 7.6                                                                         | 9.6                                                                         | 11.4                                                                        | 101,2                                                                       |
| Ore însorite                                                                | 46.5                                                                        | 73.5                                                                        | 120.9                                                                       | 159.0                                                                       | 220.1                                                                       | 222.0                                                                       | 217.0                                                                       | 210.8                                                                       | 156.0                                                                       | 111.6                                                                       | 51.0                                                                        | 37.2                                                                        | 1.625,6                                                                     |
| Sursă: Organizația Meteorologică Mondială (UN), HKO                         |                                                                             |                                                                             |                                                                             |                                                                             |                                                                             |                                                                             |                                                                             |                                                                             |                                                                             |                                                                             |                                                                             |                                                                             |                                                                             |

### Peisaj urban

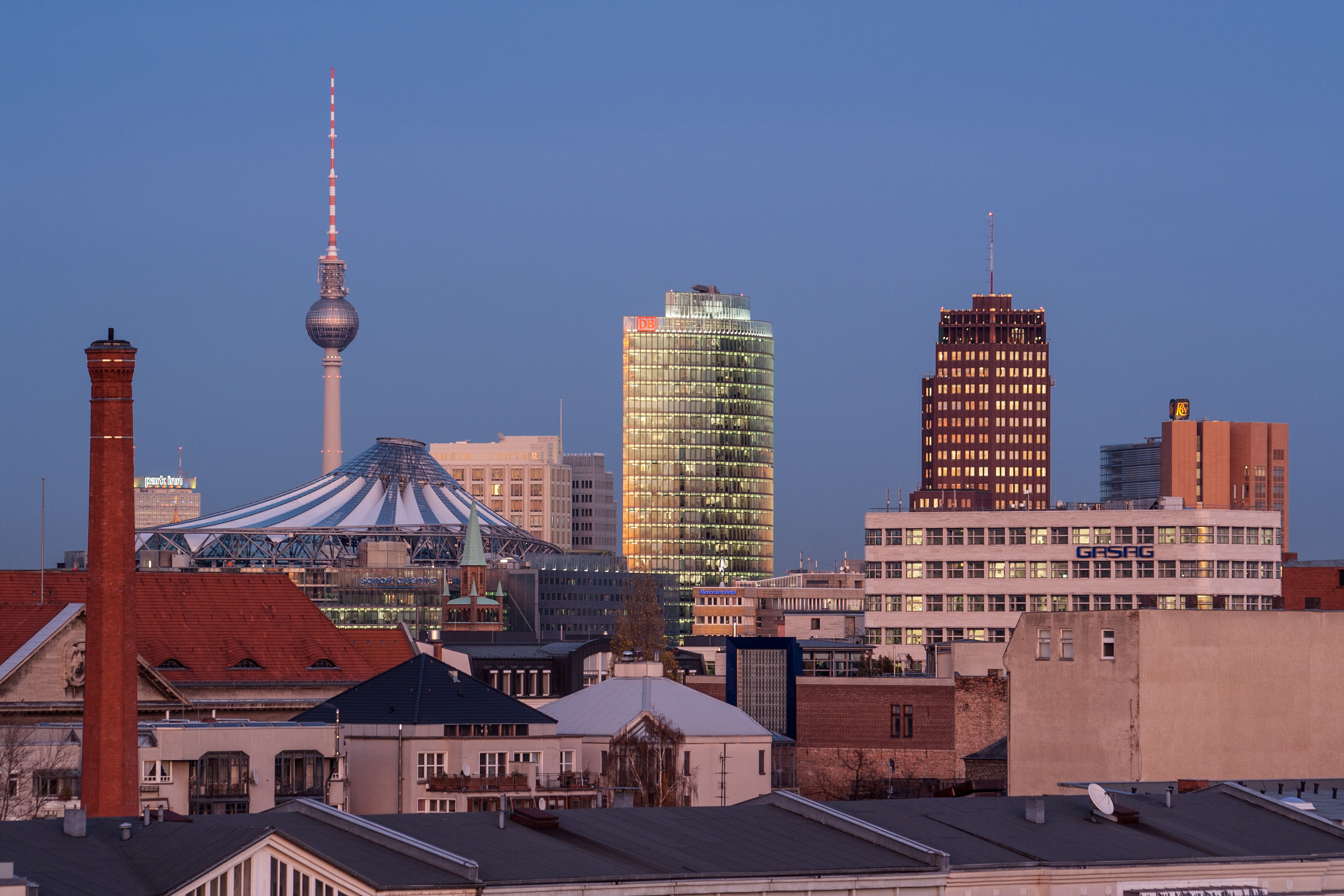
Acoperișurile din Berlin-Centru și turnul de televiziune, privite din Potsdamer Platz și Alexanderplatz

Istoria Berlinului a lăsat orașul într-o aranjare arhitecturală foarte eclectică. Aspectul de azi al orașului este predominant modelat de rolul cheie pe care l-a jucat Germania în istoria secolului XX. Fiecare din administrațiile naționale cu baza la Berlin — Regatul Prusiei, Imperiul German din 1871, Republica de Weimar, Germania nazistă, Germania de Est, iar acum Germania reunificată — au inițiat programe ambițioase de reconstrucție, fiecare adăugând propriul stil distinct la arhitectura orașului.
Berlin a fost devastat de raiduri cu bombe, incendii și bătălii stradale în timpul celui de-Al Doilea Război Mondial, iar multe din clădirile care rămas după război au fost demolate în perioada postbelică, atât în vestul, cât și în estul Berlinului. Multe din aceste demolări au fost inițiate de programul de arhitectură municipală pentru a construi noi noi cartiere rezidențiale și de business și străzi principale. Multe ornamente ale clădirilor dinainte de război au fost distruse de dogmele moderniste. În timpul Germaniei divizate, precum și în Berlinul reunificat, variate monumente istorice au fost de asemenea (parțial) reconstruite, inclus Forum Fridericianum cu, de exemplu, Opera de Stat (1955), Castelul Charlottenburg (1957), principalele monumente din Gendarmenmarkt (anii 1980), Kommandantur (2003), la care se adaugă proiectul de reconstruire a fațadelor baroce ale Palatului Orașului. Un număr de clădiri noi sunt inspirate de la predecesoarele istorice sau de la stilul clasic general al orașului, precum cel al Hotelului Adlon.
Grupul clădirile înalte se află în locuri precum Potsdamer Platz, Noul Vest și Alexanderplatz. Berlin are trei din cele 40 cele mai înalte clădiri din Germania.

### Arhitectură

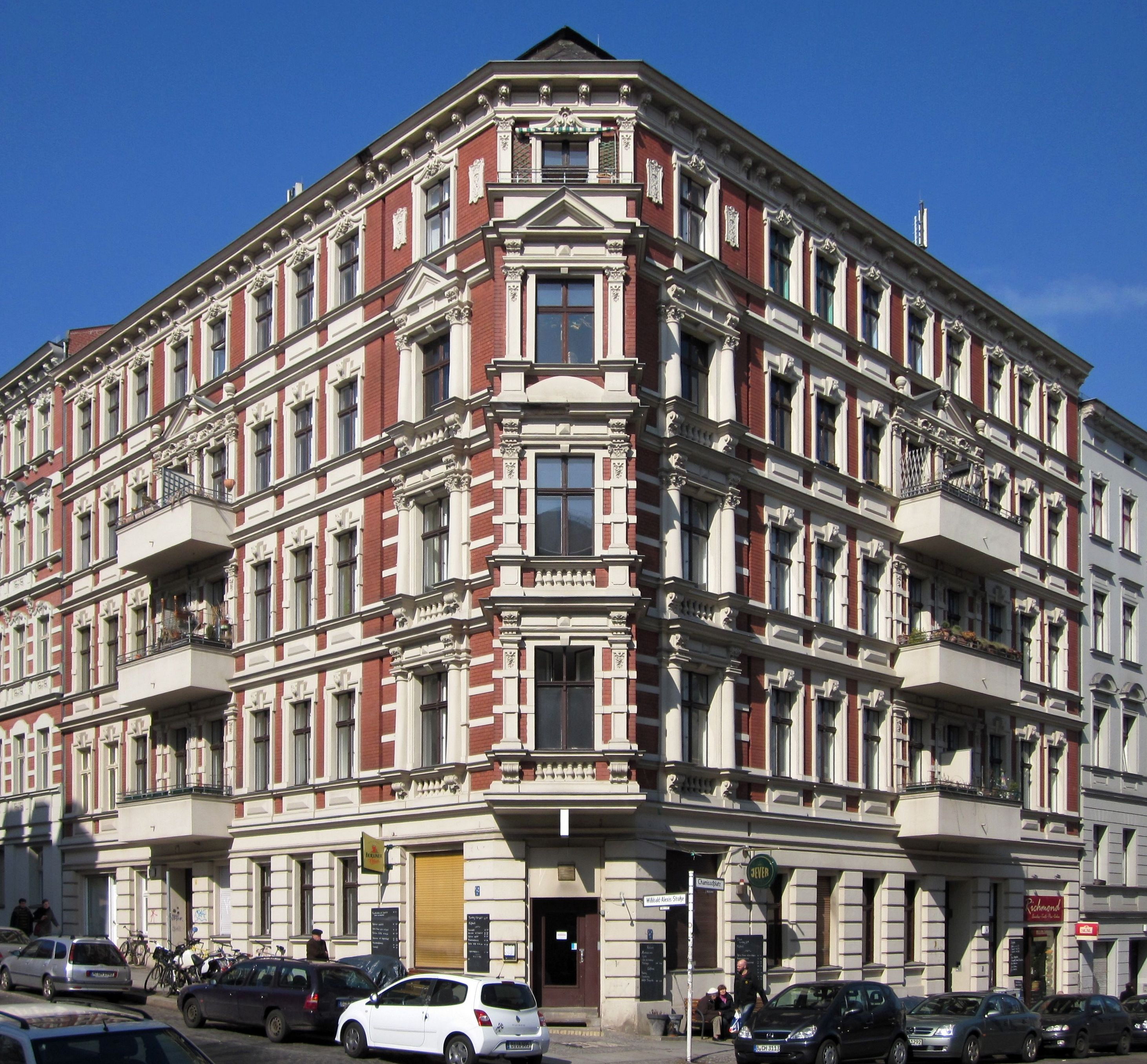
O clădire cu uz mixt în Kreuzberg. Structura planului Hobrecht este tipică pentru Berlin.

Turnul de televiziune aflat în Alexanderplatz, în Berlin-Centru, este cea mai înaltă construcție din Berlin și printre cele mai înalte structuri din Uniunea Europeană, având 368 m (1.207 ft). Construit în 1969, este vizibil în tot orașul, în special în districtele centrale. Orașul poate fi văzut de la etajul său de înaltă observație aflat la înălțimea 204 m (669 ft). Începând de aici, Karl-Marx-Allee pune capăt unei străzi cu clădiri residențiale monumentale, proiectate în stilul clasic socialist. În apropierea acestui teritoriu este Rotes Rathaus (primăria), cu arhitectura ei distinctă din cărămidă roșie. În față se află Neptunbrunnen, o fântână înfățișează grupul mitologic al tritonilor, personificări ale celor patru râuri principale prusace, cu Neptun deasupra lor.

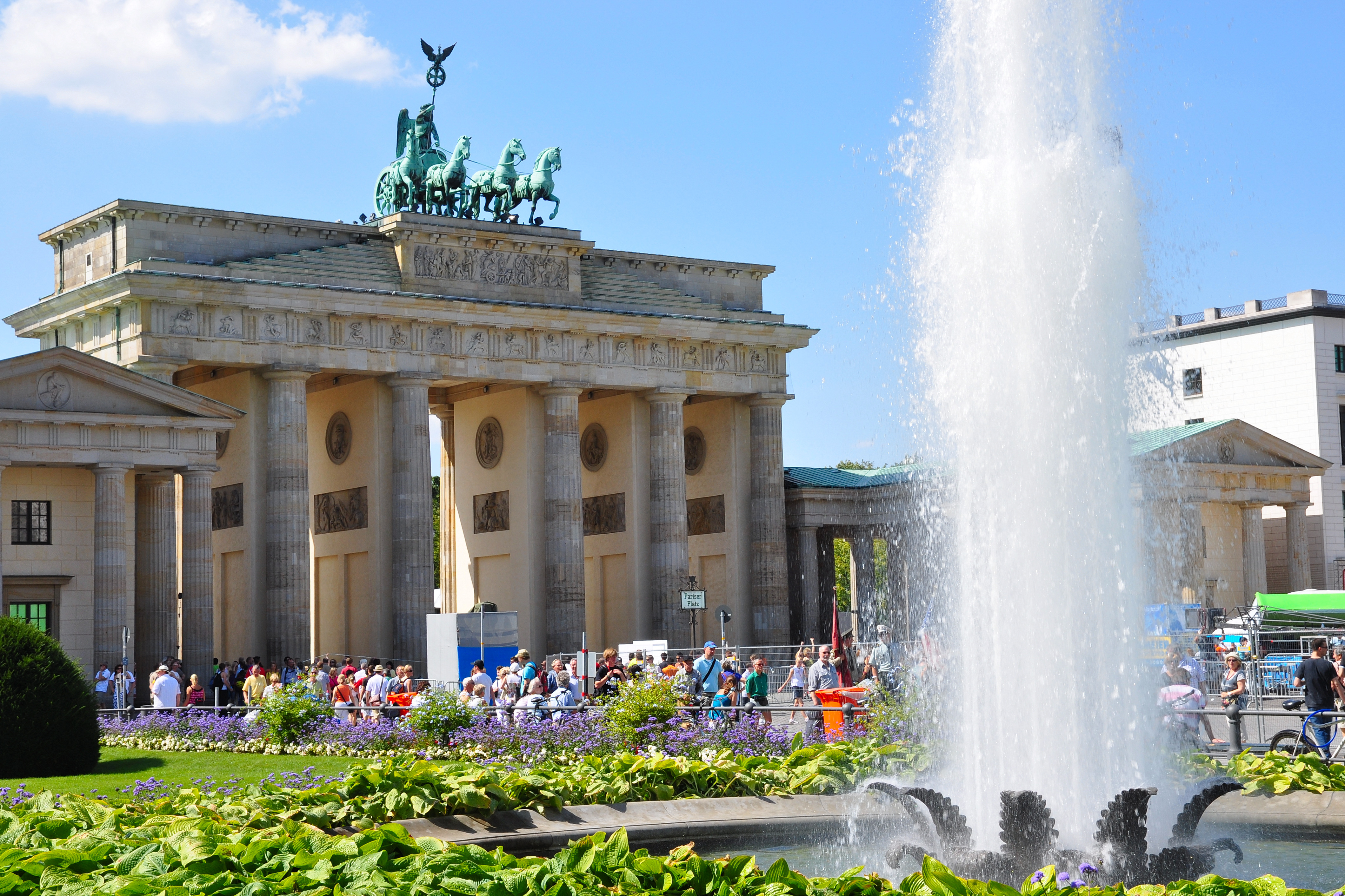
Poarta Brandenburg.

Poarta Brandenburg este un reper emblematic al Berlinului și al Germaniei. Rămâne ca un simbol al istoriei europene bogată în evenimente, a unității și păcii. Clădirea Reichstagului este sediul tradițional al Parlamentului german. A fost remodelată de arhitectul britanic Norman Foster în anii 1990 și înfățișează o boltă de sticlă deasupra camerei ședințelor, ce permite accesul public liber la procedurile parlamentare și la priviri magnifice asupra orașului. 
East Side Gallery este o expoziție în aer liber a artei pictate direct pe ultimele porțiuni existente ale Zidului Berlinului. Este cea mai mare evidență rămasă a divizării istorice a orașului. 
Gendarmenmarkt, o piață neoclasică din Berlin, numele căreia derivă de la sediile regimentului faimos Gens d'armes, localizate acolo în secolul 18, este mărginită de două catedrale proiectate în mod asemănător, Domul Französischer, cu platforma sa de observație și Domul Deutscher. Konzerthaus (sale de concerte), casa Orchestrei Simfonice din Berlin, se află între cele două catedrale.

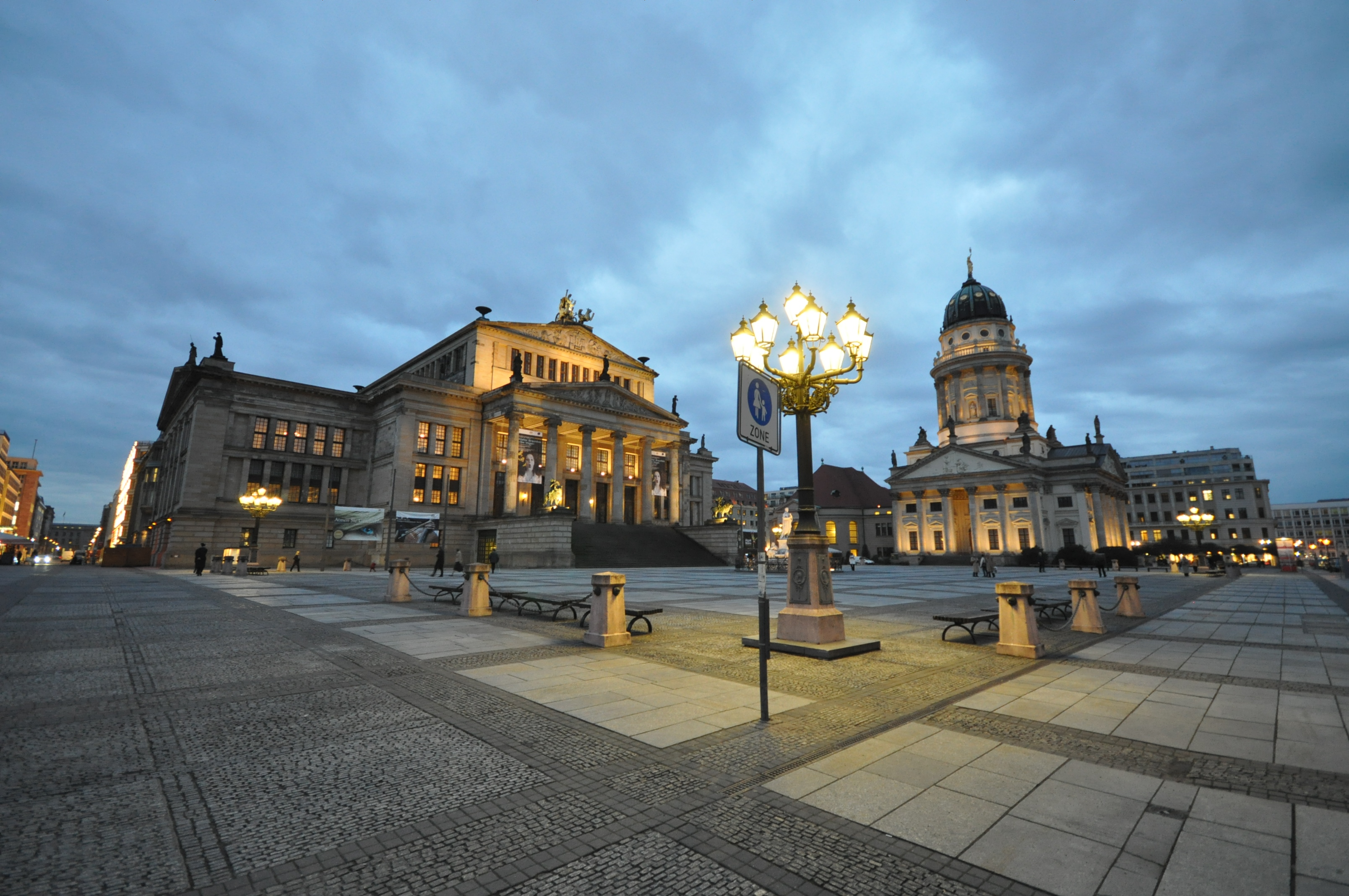
Gendarmenmarkt

Insula Muzeului, situată pe râul Spree are cinci muzee, construite între 1830 și 1930 și face parte din Patrimoniul Mondial UNESCO. Restaurarea și reconstruirea intrărilor principale în toate muzeele, precum și a Palatului Orașului continuă. De asemenea, pe insulă și în apropierea Lustgartenului și a palatului se află Catedrala Berlinului, încercare ambițioasă a împăratului Wilhelm al II-lea de a crea o replică protestantă la Bazilica Sfântul Petru din Roma. O criptă largă adăpostește rămășițele unor membri a familiei regale prusace timpurii. Catedrala Sfânta Hedviga este catedrala romano-catolică a Berlinului.

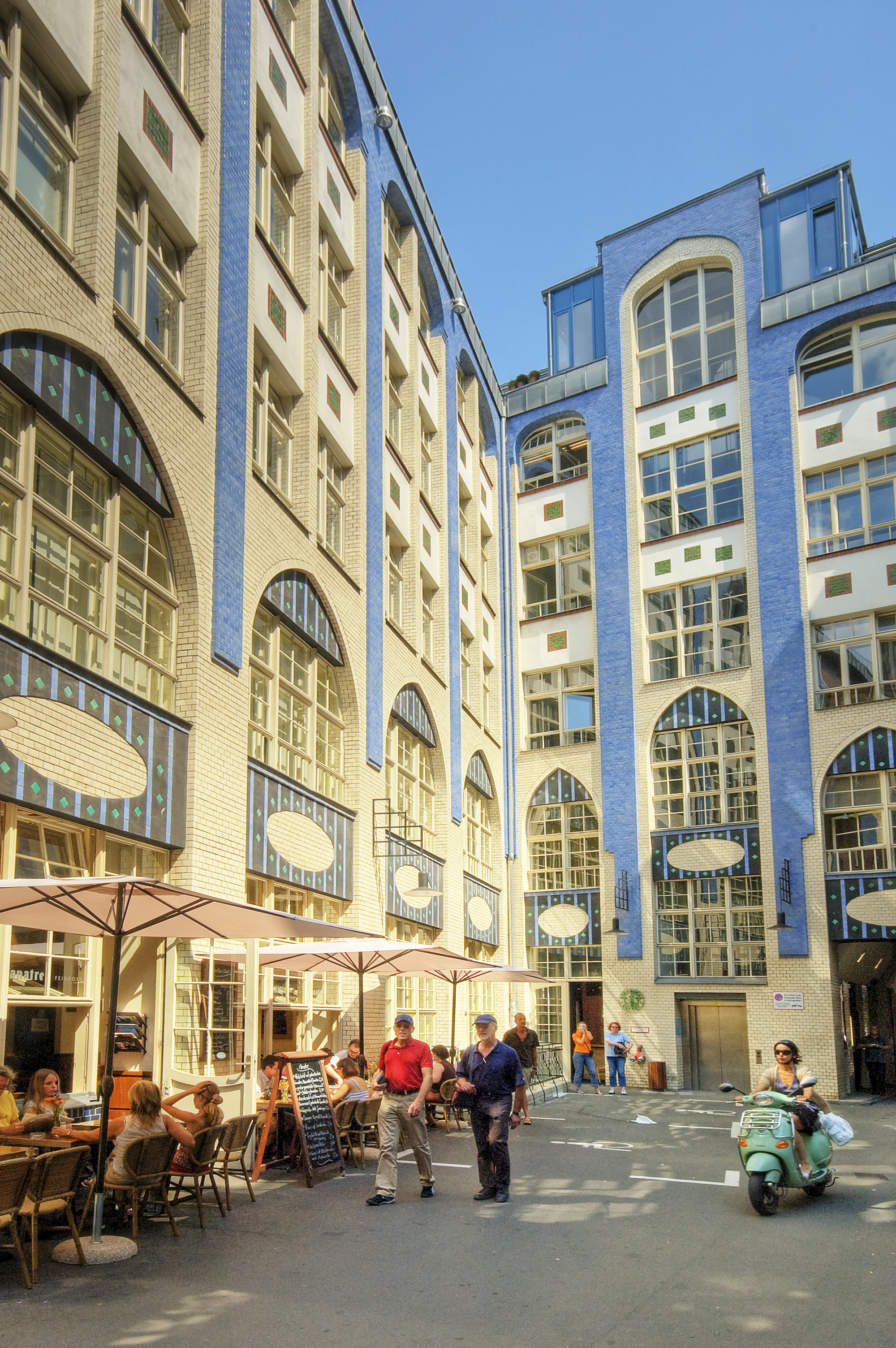
Hackesche Höfe

Unter den Linden este o stradă cu copaci aliniați pe ambele părți, ce se întinde de la Poarta Brandenburg până la locul unde se afla fostul Stadtschloss. Multe clădiri clasice sunt aliniate de-a lungul străzii și o parte din Universitatea Humboldt se află aici. Friedrichstraße a fost strada legendară a Berlinului în timpul Douăzecilor de Aur. Ea combină tradițiile secolului 20 cu arhitectura modernă a Berlinului de azi. 
Potsdamer Platz este un cartier construit de la zero după 1995. La vest de Potsdamer Platz se află Kulturforum, unde se află Gemäldegalerie, ce este flancată de Noua Galerie Națională și Filarmonica berlineză. Memorialul Evreilor Uciși din Europa, un memorail al Holocaustului, este situat spre nord.
Teritoriul din jurul Hackescher Markt este casa culturii mondene, cu nenumărate debușee, cluburi, baruri și galerii. Printre ele se numără și Hackesche Höfe, o conglomerație de clădiri dimprejurul diferitor curți, reconstruită în jurul anului 1996. Noua Sinagogă, aflată în apropiere, este centrul culturii evreiești. 

Castelul Charlottenburg este cel mai mare palat din Berlin.

Straße des 17. Juni, ce face conexiune între Poarta Brandenburg Gate și Ernst-Reuter-Platz, servește ca axă centrală est-vest. Numele ei comemorează răzvrătirile din Berlinul de Est din 17 iunie 1953. La aproximativ jumătate de cale de la Poarta Brandenburg se află Großer Stern, o insulă de trafic circulare unde se află Siegessäule (Coloana Victoriei). Acest monument, construit pentru comemorarea victoriilor Prusiei, a fost mutat în 1938–39 din fosta locație în fața Reichstagului.
Kurfürstendamm este locul în care se află mai multe magazine luxoase, precum și Kaiser-Wilhelm-Gedächtnis-Kirche în est, la Breitscheidplatz. Biserica a fost distrusă în Al Doilea Război Mondial și a devenit ruine. În apropiere se află KaDeWe, revendicat a fi cel mai mare magazin universal din Europa continentală. Rathaus Schöneberg, unde John F. Kennedy și-a ținut faimoasa cuvântare „Ich bin ein Berliner!”, este situat în Tempelhof-Schöneberg.
Vestul centrului, Schloss Bellevue este reședința președintelui Germaniei. Castelul Charlottenburg, care a fost ars în Al Doilea Război Mondial, este cel mai mare palat istoric din Berlin.
Funkturm Berlin este un turn radio înalt de 150 m (490 ft), construit între 1924 și 1926. Este singurul turn de observație care stă pe izolatoare și are un restaurant aflat la înălțimea de 55 m (180 ft) și o punte de observație aflată la înălțimea de 126 m (413 ft), care este accesibilă printr-un ascensor cu ferestre.

## Demografie

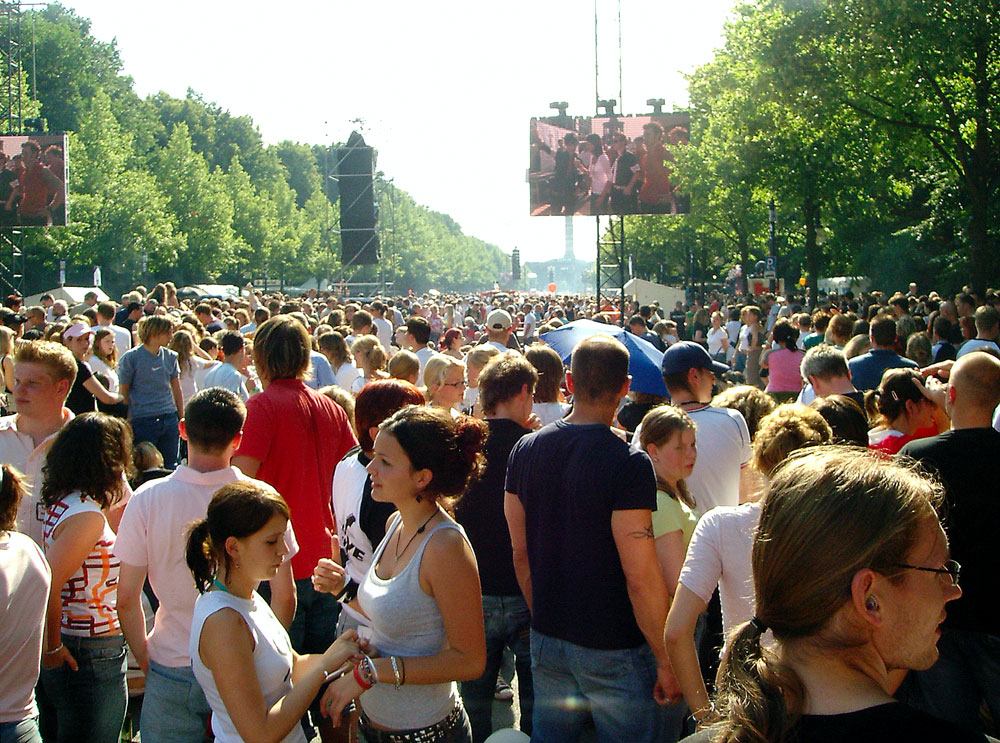
Tineri berlinezi în parcul Tiergarten

Pe 31 decembrie 2014, orașul Berlin avea o populație de 3.562.166 locuitori întregistrați pe un teritoriu de 891,85 km2 (344,35 mi2). Densitatea populației orașului este de 3.994 loc./km2. Berlin este al doilea cel mai populat oraș din UE. Zona urbană a Berlinului cuprinde în jur de 4 milioane de oameni, fiind a doua cea mai populată zonă urbană din Uniunea Europeană. Aria metropolitană a regiunii Berlin-Brandenburg este casa a circa 4,5 milioane de locuitori pe un teritoriu de 5.370 km2 (2.070 mi2). În 2004, Aria Funcțională Urbană a fost casa a circa 5 milioane de oameni pe un teritoriu de 17.385 km2 (6.712 mi2). Întrega regiune a capitalei Berlin-Brandenburg are o populație de 6 milioane.

Populația Berlinului în 1880–2012

Migrația națională și internațională în oraș are o istorie lungă. În 1685, în urma revocării Edictului de la Nantes în Franța, orașul a răspuns cu Edictul de la Potsdam, care a garantat libertatea religioasă și scutirea de impozite a hughenoților francezi pentru zece ani. Prin Actul Marelui Berlin din 1920, au fost încorporate multe suburbii și orașe din jurul Berlinului. Astfel s-a format teritoriul ce cuprinde Berlinul modern. Actul a crescut populația orașului de la 1,9 milioane la 4 milioane.
Politicile de asimilare și imigrație activă în Berlinul de Vest au adus valuri de imigrație în anii 1960 și 1970. În prezent, Berlinul este casa a în jur de 200.000 de turci, aceștia fiind cea mai mare comunitate turcă din afara Turciei. În anii 1990, Aussiedlergesetze a dat posibilitatea imigrării în Germania a unor rezidenți din fosta Uniune Sovietică. Astăzi, etnicii germani din țările ex-sovietice constituie cea mare comunitate vorbitoare de limbă rusă. Ultimul deceniu a experimentat un aflux din diferite țări occidentale și anumite regiuni africane. Tineri germani, europeni din alte țări UE și israeliți s-au stabilit în oraș.

### Comunități internaționale
În decembrie 2013, 538.729 rezidenți (15,3% din populație) erau de naționalitate străină, originari din peste 180 de țări diferite. Alți 460.000 cetățeni estimați în 2013 sunt descendenți ai migranților internaționali ce au devenit cetățeni germani sau au obținut cetățenia datorită nașterii în Germania. În 2008, în jur de 25%–30% din populație era de origine străină. 45 de procente din rezidenții sub vârsta de 18 ani au origini străine. Se estimează că Berlinul are de la 100.000 la 250.000 locuitori neînregistrați.
Sunt mai mult de 25 comunități nebăștinașe cu o populație de cel puțin 10.000 de oameni. Este vorba de turci, poloni, ruși, libanezi, palestinieni, sârbi, italieni, bosniaci, vietnamezi, americani, români, bulgari, chinezi, austrieci, ghanezi, ucraineni, francezi, britanici, spanioli, israeliți, thailandezi, iranieni, egipteni, sirieni. 
De obicei, cele mai vorbite limbi străine în Berlin sunt turca, engleza, rusa, araba, polona, kurda, vietnameza, sârba, croata și franceza. Turca, araba, kurda și croata sunt auzite mai mult în partea vestică, datorită comunităților mari din centrul Europei de Est și din țările ex-iugoslave. Engleza, vietnameza, rusa și polona au mai mulți vorbitori nativi în estul Berlinului.

### Religia
| Religia în Berlin - 2010 | Religia în Berlin - 2010 | Religia în Berlin - 2010 | Religia în Berlin - 2010 | Religia în Berlin - 2010 |
| ------------------------ | ------------------------ | ------------------------ | ------------------------ | ------------------------ |
|                          |                          |                          |                          |                          |
| Areligioși               | Areligioși               |                          | 60.0%                    | 60.0%                    |
| Protestanți evangheliști | Protestanți evangheliști |                          | 18.7%                    | 18.7%                    |
| Romano-catolici          | Romano-catolici          |                          | 9.1%                     | 9.1%                     |
| Musulmani                | Musulmani                |                          | 8.1%                     | 8.1%                     |
| Alți creștini            | Alți creștini            |                          | 2.7%                     | 2.7%                     |
| Altă religie             | Altă religie             |                          | 1.0%                     | 1.0%                     |

Mai mult de 60% din locuitorii Berlinului nu s-au înregistrat în vreo afiliere religioasă. În 2010, cele mai mari denominațiuni erau corpul regional bisericesc protestant al Bisericii Evanghelice din Berlin-Brandenburg-Silezia (EKBO) (o biserică compusă mai mult din luterani și puțini reformați și congregații protestante unite; EKBO este membră a Bisericii Evanghelice din Germania (EKD) și a Uniunii Evangelischer Kirchen (UEK)) cu 18.7% din populație, și Biserica Romano-Catolică cu 9.1% membri înregistrați. Circa 2.7% din populație se identifică cu alte denominațiuni creștine (în special cu cea ortodoxă răsăriteană), iar 8.1% sunt musulmani. 0.9% din berlinezi aparțin altor religii. Aproximativ 80% din cei 12,000 (0.3%) de iudei întregistrați care își au reședința în Berlin provin din țările ex-sovietice. 

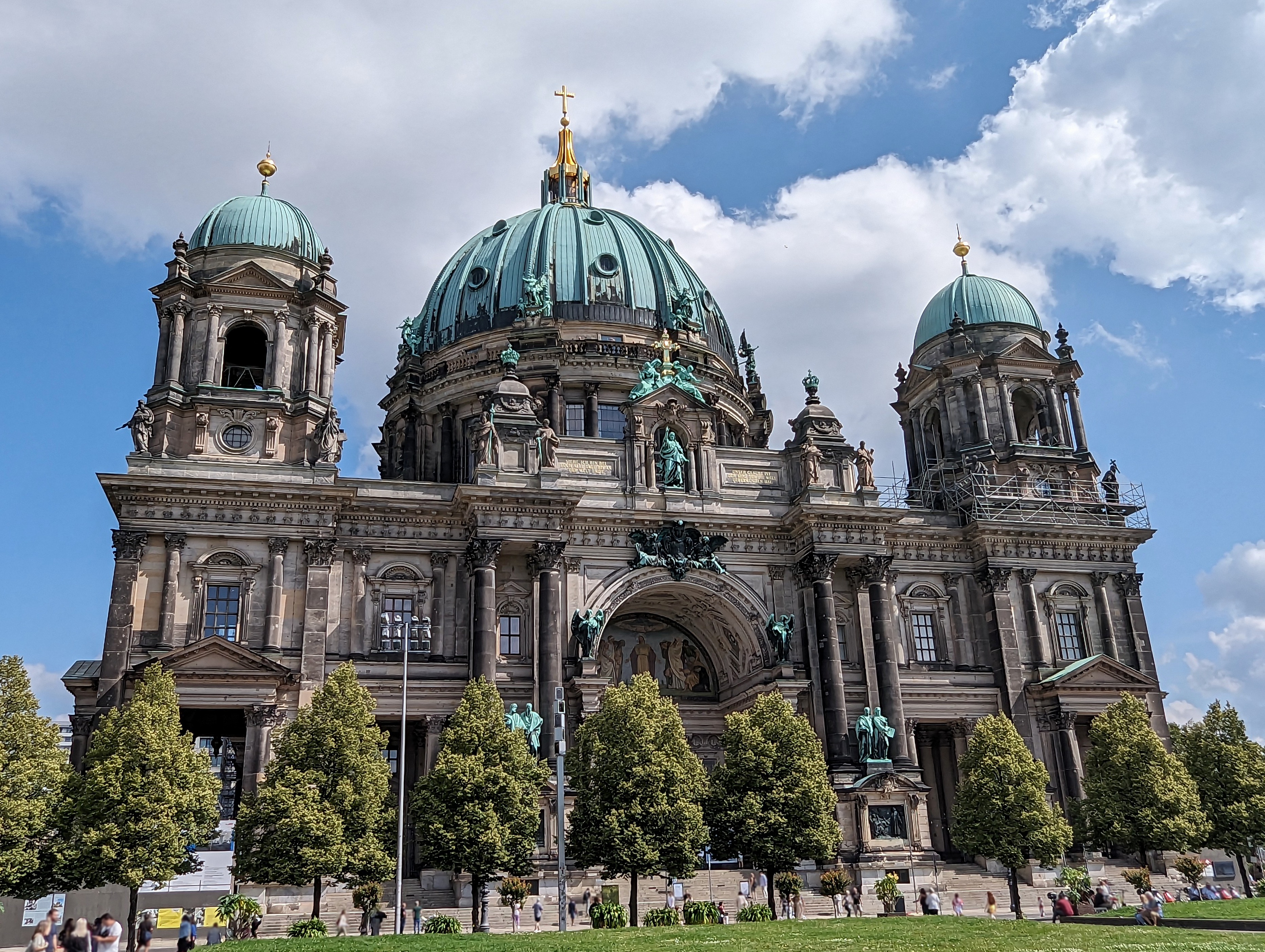
Catedrala protestantă din Berlin, deținută de Biserica Evanghelică din Germania (EKD).

Berlin este sediul arhiepiscopului romano-catolic de Berlin și al persoanei alese de Biserica Evanghelică din Berlin-Brandenburg-Silezia ca episcop al acesteia. În plus, Berlin este sediul multor catedrale ortodoxe, precum Catedrala Sf. Boris Botezătorul, unul dintre cele două sedii ale Eparhiei Ortodoxe Bulgare a Europei Occidentale și Centrale, și Catedrala Învierea lui Hristos, ce ține de Eparhia Berlinului (Patriarhia Moscovei).
Credincioșii diferitor religii și denominațiuni se găsesc în multele locuri de cult din Berlin. Biserica Luterană Evanghelică Independentă are opt parohii în de diferite mărimi în Berlin. Sunt 36 congregații baptiste (în cadrul Uniunii Evanghelice a Congregațiilor Bisericești Libere din Germania), 29 biserici nouapostolice, 15 biserici metodiste unite, opt congregații evanghelice libere, șase congregații a Bisericii lui Isus Hristos a Sfinților din Zilele din Urmă (mormone), o biserică veche-catolică și o biserică anglicană în Berlin.
Berlin are 76 moschei, 11 sinagogi și două temple budiste, în afară de grupurile umaniste și ateiste.

## Politică și administrație

### Orașul land

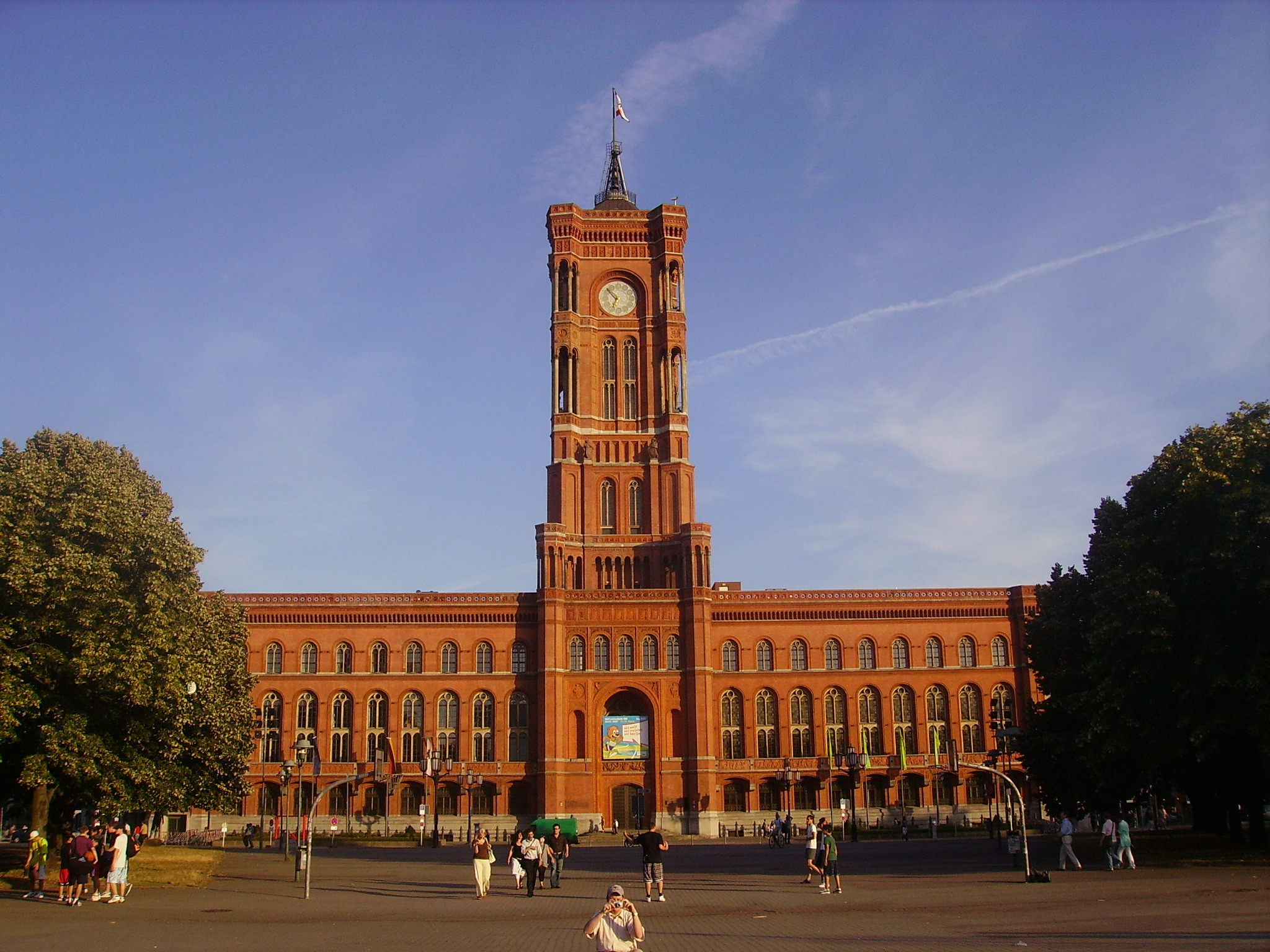
Rotes Rathaus, sediul Senatului Berlinului

În urma reunificării din 3 octombrie 1990, Berlin a devenit unul dintre cele trei orașe-land ale Germaniei, printre cele 16 landuri ale țării. Parlamentul orașului și landului este Casa Reprezentanților (Abgeordnetenhaus), care în prezent are 141 de locuri. Corpul executiv al Berlinului este Senatul Berlinului (Senat von Berlin). Senatul Berlinului constă din primarul guvernant (Regierender Bürgermeister) și opt senatori ce dețin poziții ministeriale, iar una dintre ele deține titlul oficial de „primar” (Bürgermeister), ca deputat al primarului guvernant.
Primarul guvernant este de asemenea primarul general al orașului (Oberbürgermeister der Stadt) și prim-ministrul Statului Federal (Ministerpräsident des Bundeslandes). Oficiul primarului guvernant este Rotes Rathaus (primăria roșie). Din 2023, acest oficiu este deținut de Kai Wegner de la CDU.
Bugetul total anual al Berlinului pe 2007 a fost de €20,5 ($28,7) de miliarde, inclusiv surplusul de buget de €80 ($112) de milioane. Bugetul total a inclus o sumă estimată de €5,5 ($7,7) miliarde, care este finanțată direct de guvernul german sau de Bundesländerul german.

#### Alegeri
Partidul Social Democrat (SPD) și Stânga (Die Linke) au preluat controlul asupra guvernării orașului după alegerile pentru parlamentul de land din 2001 și au câștigat și au câștigat și alegerile din 2006. În urma alegerilor pentru parlamentul de land din 2011, s-a format o coaliție dintre Partidul Social Democrat și Uniunea Creștin-Democrată, și pentru prima dată, iar Partidul Piraților a câștigat pentru prima dată locuri într-un parlament de land din Germania. 
La 18 septembrie 2011 au avut loc în Berlin alegeri pentru parlamentul de land (care în Berlin este numit Senat). Pe primul loc s-a situat SPD, cu 28,3% din voturi, urmat de CDU 23,3 %, Verzii 17,6%, Die Linke (Stânga) 11,7%, Pirații 8,9%. În fostul Berlin de Vest CDU s-a situat pe primul loc, cu 29,5%, urmat de SPD, cu 27,9%.
La 24 noiembrie 2011, Klaus Wowereit (SPD) a fost ales pentru un nou mandat în funcția de primar al Berlinului, susținut de o mare coaliție SPD-CDU. Wowereit a anunțat, în data de 26 august 2014, că va demisiona din funcție pe 11 decembrie 2014. Din 2014 până în 2021 Michael Müller a fost primar al Berlinului. În data de 21 decembrie 2021 Franziska Giffey a fost aleasă în funcția de primar al Berlinului. Din 27 aprilie 2023 Kai Wegner este primar al Berlinului.

### Sectoarele Berlinului
Din punct de vedere administrativ Berlinul se împarte în 12 sectoare (districte) (Bezirk). Fiecare sector cuprinde un număr de localități (Ortsteile), multe din care au origini în municipalitățile mai vechi care au precedat formarea Marelui Berlin pe 1 octombrie 1920 și au devenit urbanizate și încorporate în oraș. Mulți rezidenți se identifică cu localitățile sau sectoarele lor. În prezent, Berlinul este compus din 96 localități, care de obicei sunt formate din diferite cartiere ale orașului—numite Kiez în dialectul berlinez—ce sunt mici teritorii rezidențiale. 
Fiecare sector este administrat de un consiliu sectorial (Bezirksamt) format din cinci consilieri (Bezirksstadträte), inclusiv primarul sectorului (Bezirksbürgermeister). Consiliul sectorial este ales de adunarea sectorială. (Bezirksverordnetenversammlung). Sectoarele Berlinului nu sunt municipalități independente. Puterea administrației sectorului este limitată și subordonată Senatului Berlinului. Primarii sectoarelor formează consiliul primarilor (Rat der Bürgermeister), care este condus de primarul guvernant al orașului, care se consultă cu senatul. Localitățile nu au corpuri guvernamentale locale. 

Cele doisprezece sectoare ale Berlinuui și cele 96 localități ale lor.

Iată care sunt cele 12 sectoare ale Berlinului:
- Charlottenburg-Wilmersdorf
- Friedrichshain-Kreuzberg
- Lichtenberg
- Marzahn-Hellersdorf
- Mitte (Bezirk Mitte)
- Neukölln
- Pankow
- Reinickendorf
- Spandau
- Steglitz-Zehlendorf
- Tempelhof-Schöneberg
- Treptow-Köpenick

La rândul lor sectoarele se subîmpart în cartiere (Ortsteil și Ortslage).

### Orașe înfrățite
Berlin întreține parteneriate oficiale cu 17 orașe. Înfrățirea dintre Berlin și alte orașe a început cu înfrățirea cu Los Angelesul în 1967. Parteneriatele Berlinului de Est au fost anulate după reunificarea Germaniei, iar mai târziu au fost parțial restabilite. Parteneriatele Berlinului de Vest erau limitate la nivel sectorial. În timpul Războiul Rece, parteneriatele reflectau diferitele blocuri de putere, Berlinul de Vest având parteneriate cu capitalele occidentale, iar Berlinul de Est având parteneriate mai mult cu orașe ale țărilor Pactului de la Varșovia și a aliaților lor.
Sunt mai multe proiecte comune cu multe alte orașe, precum Beirut, Belgrad, São Paulo, Copenhaga, Helsinki, Johannesburg, Mumbai, Oslo, Shanghai, Seoul, Sofia, Sydney, New York City și Viena. Berlin participă la asociațiile orășenești internaționale, precum Uniunea Capitalelor Uniunii Europene, Euroorașele, Rețeaua Orașelor Europene ale Culturii, Conferința Summit a Orașelor Majore ale Lumii și Conferința Orașelor Capitală ale Lumii. Orașele înfrățite oficial cu Berlinul sunt:
| - 1967 Los Angeles, Statele Unite - 1987 Paris, Franța - 1988 Madrid, Spania - 1989 Istanbul, Turcia - 1991 Varșovia, Polonia - 1991 Moscova, Rusia | - 1992 Bruxelles, Belgia - 1992 Budapesta, Ungaria - 1993 Tashkent, Uzbekistan - 1993 Mexico City, Mexic - 1993 Jakarta, Indonezia - 1994 Beijing, China | - 1994 Tokyo, Japonia - 1994 Buenos Aires, Argentina - 1995 Praga, Cehia - 2000 Windhoek, Namibia - 2000 Londra, Regatul Unit - 2023 Kiev, Ucraina |

### Orașul capitală
Berlin este capitala Republicii Federale Germane. Președintele Germaniei, ale cărui funcții sunt mai mult ceremoniale, potrivit Constituției germane, își are reședința oficială la Schloss Bellevue. Berlin este sediul executivului german, care își desfășoară ședințele la cancelarie, la Bundeskanzleramt („Casa Albă” a Germaniei). Cancelaria este Bundestagul, iar Parlamentul German își desfășoare ședințele în Clădirea Reichstagului de când guvernul s-a mutat înapoi la Berlin în 1998. Bundesratul („consiliul federal”, îndeplinește funcția unei camere superioare) este reprezentarea landurilor federale (Bundesländer) ale Germaniei și este sediul fostei Case Prusace a Lorzilor. 

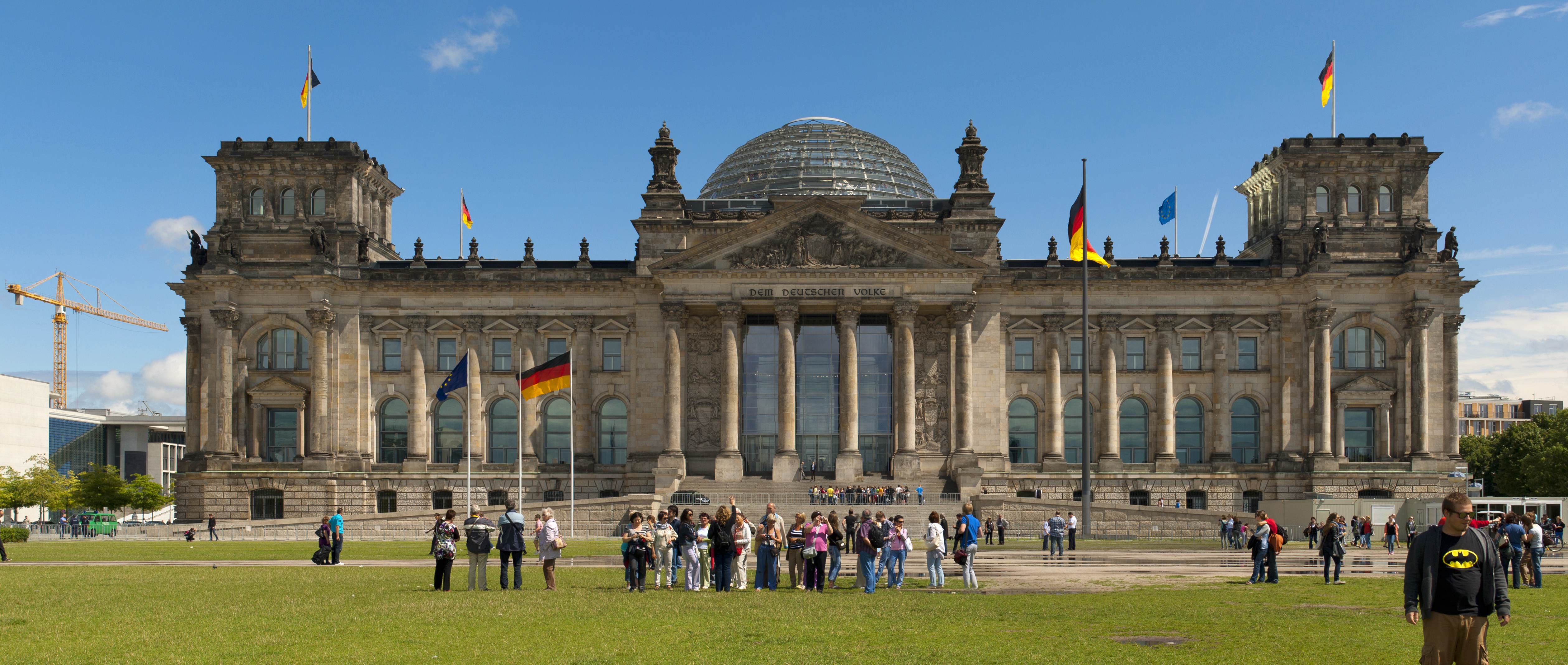
Reichstag, sediul Bundestagului
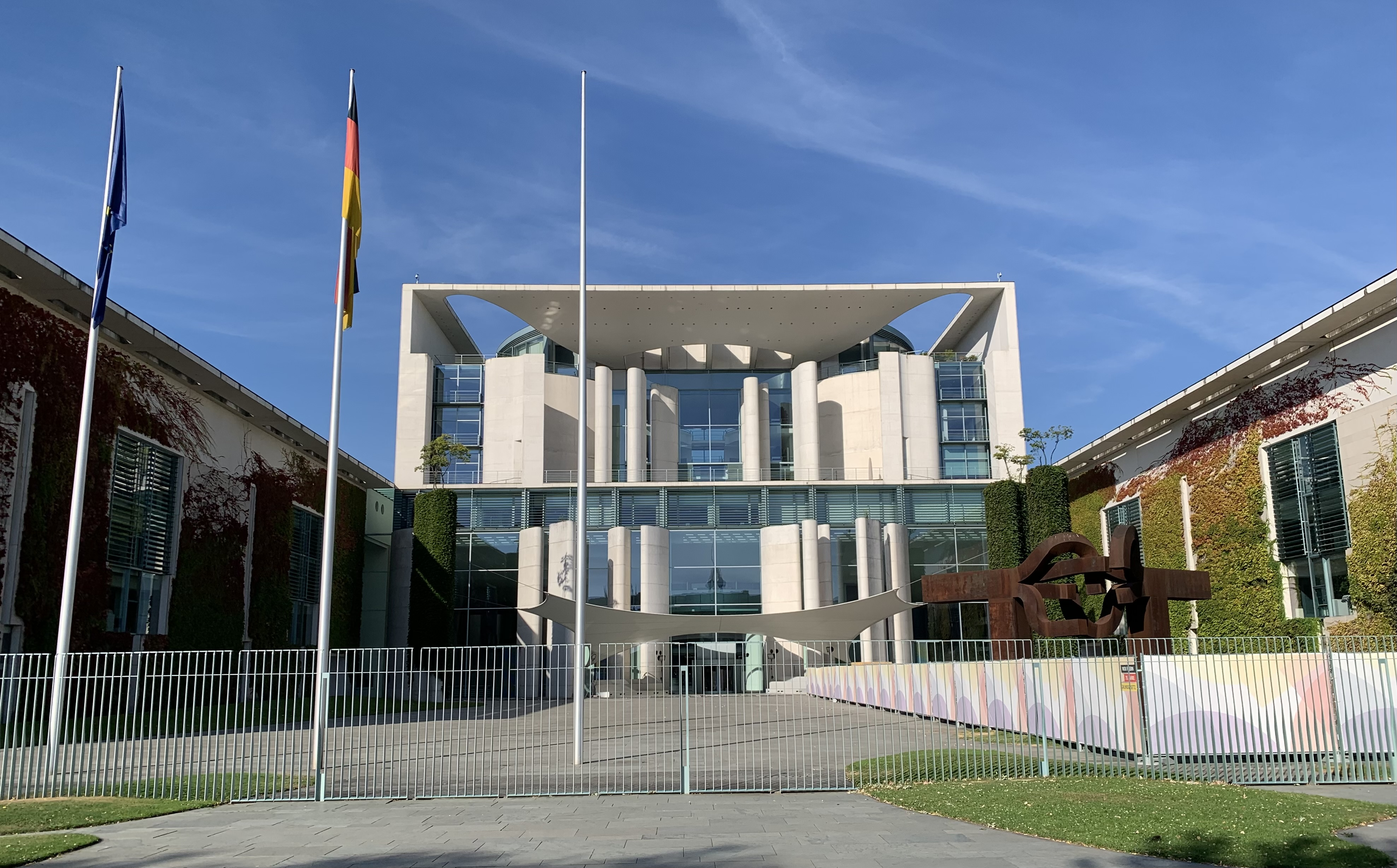
Cancelaria germană
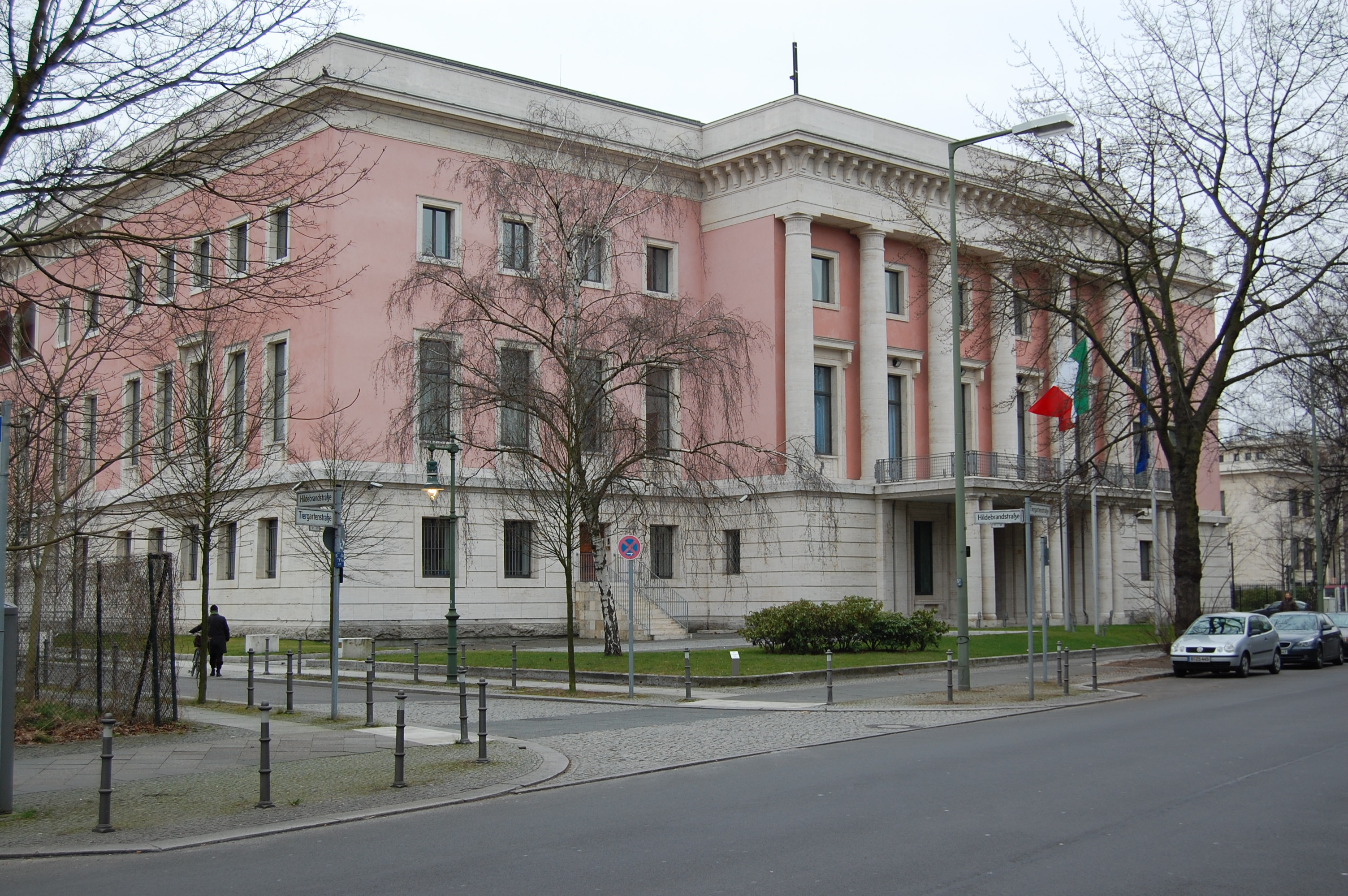
Ambasada italiană
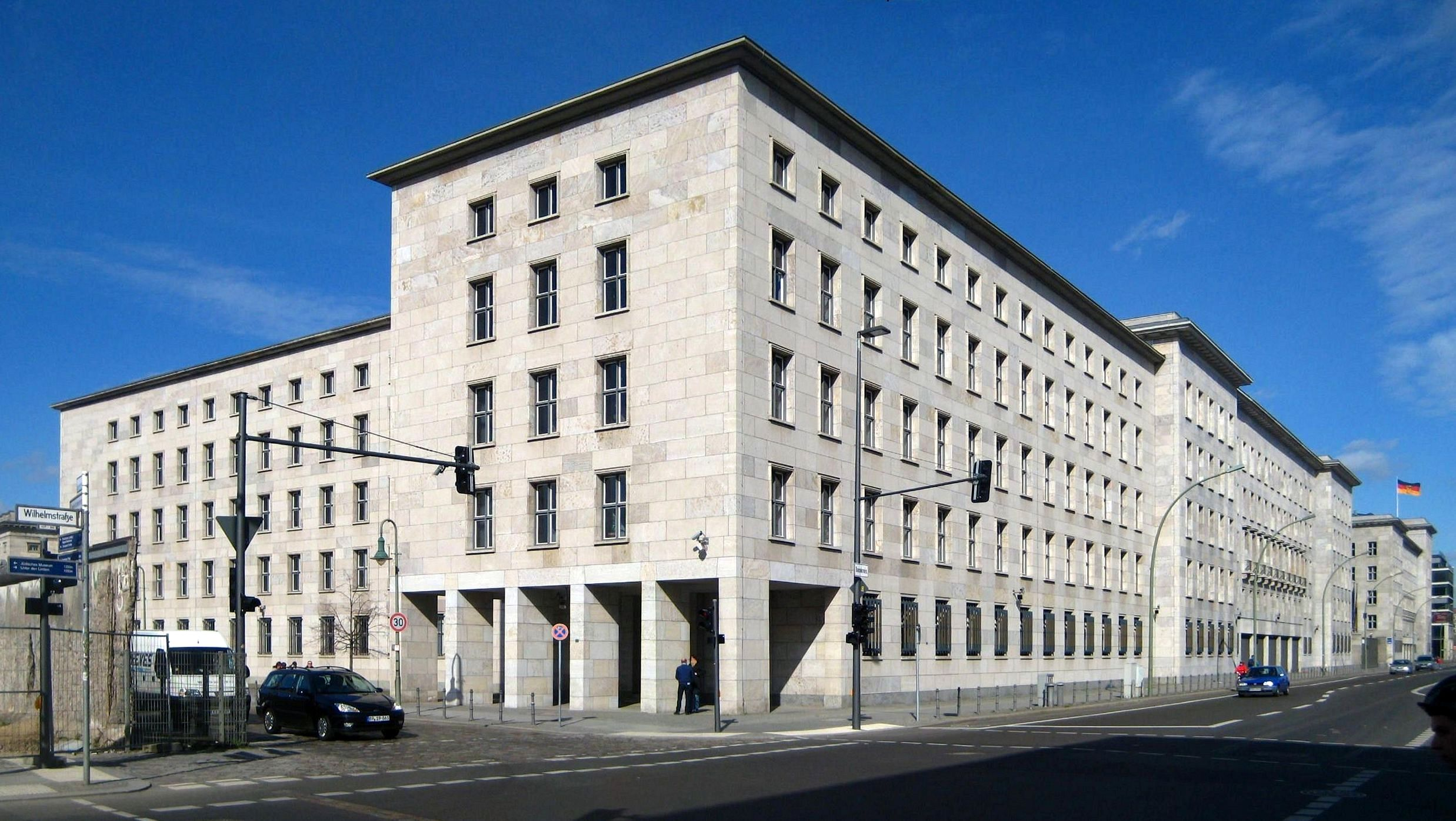
Ministerul federal al Finanțelor

Mutarea guvernului și Bundestagului la Berlin a fost terminată în 1999, unele ministere și departamente minore rămânând totuși în orașul federal Bonn, fosta capitală a Germaniei de Vest. Discuții cu privire la mutarea ramurilor rămase continuă. Ministerele și departamentele Apărării, Justiției și Protecției Consumatorului, Finanțelor, de Interne, de Externe, a Afacerilor Economice și Energiei, a Afacerilor Sociale și Muncii, a Chestiunilor Familiale, al Mediului Înconjurător Conservării Naturii, Construcției și Securității Nucleare, a Alimentației și Agriculturii, a Cooperării și Dezvoltării Economice, a Sănătății, a Transportului și Infrastructurii Digitale, a Educației și Cercetării, își au sediile în capitală. 
Berlin găzduiește 158 de ambasade străine, precum și multe think tankuri, sindicate, organizații non-profit, grupuri lobby și asociații profesionale. Datorită influenței și parteneriatelor internaționale ale Republicii Federale Germane ca stat, orașul capitală a devenit loc de întâlnire al afacerilor germane și europene. Vizitele oficiale frecvente și consultațiile diplomatice între reprezentanții guvernamentali și liderii naționali sunt obișnuite în Berlinul contemporan.

## Economie

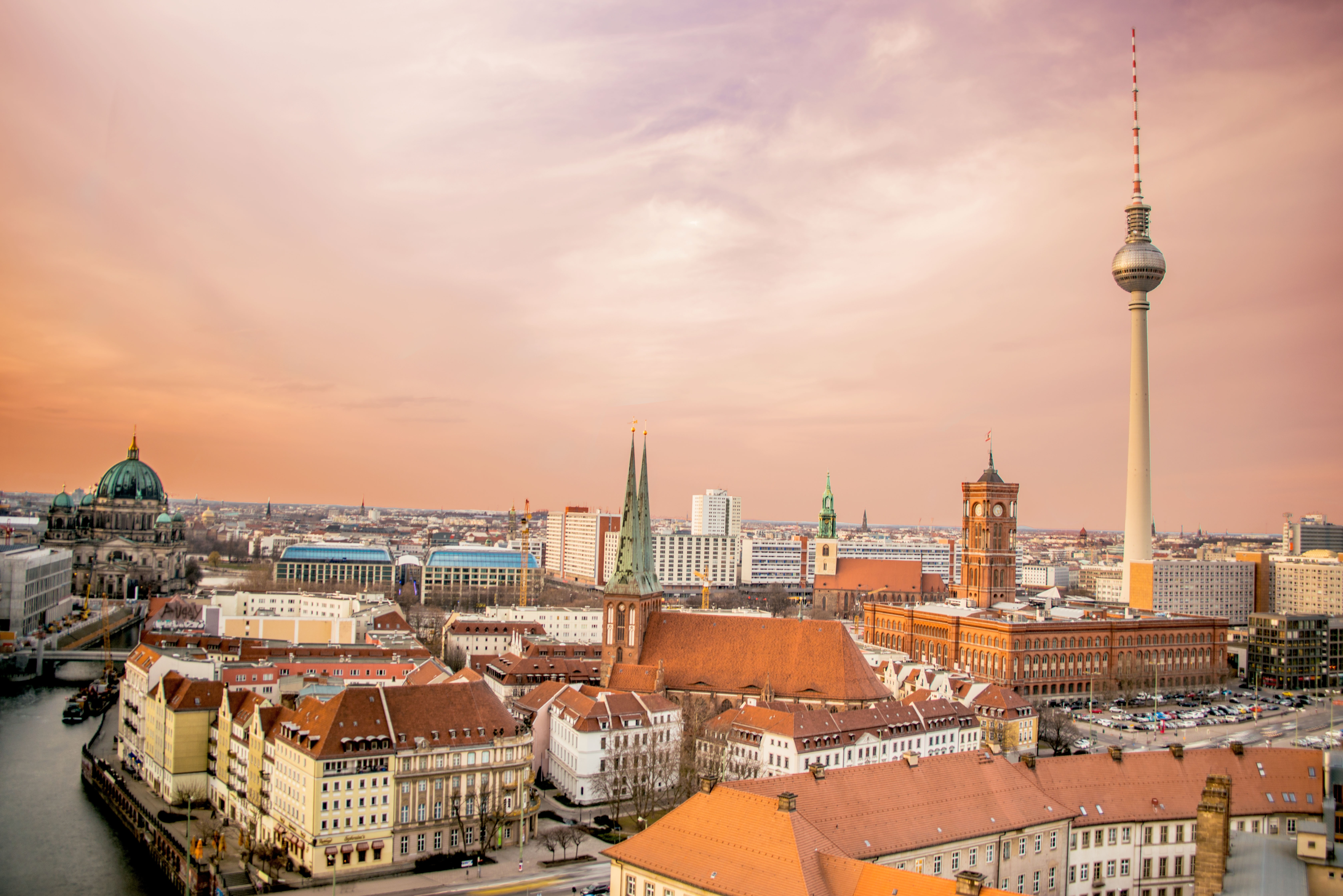
Berlin este un „oraș al designului” UNESCO; este recunoscut pentru industriile creative și ecositemul inaugurat.

În 2021, PIB-ul nominal al orașului land Berlin a avut o rată a creșterii de 3.3% și totaliza €163 miliarde. Economia Berlinului este dominată de sfera serviciilor, iar în jur de 80% din companii fac business în servicii. Rata șomajului era 2018 de 7.9%.
Sectoare economice importante ale Berlinului sunt științele vieții, transportul, tehnologiile informaționale și de comunicare, media și muzica, publicitatea și designul, biotehnologia, serviciile legate de mediul înconjurător, construcția, e-comerțul, afacerile hoteliere și ingineria medicală.
Cercetarea și dezvoltarea au semnificație economică pentru oraș. Regiunea metropolitană este considerată a fi în topul celor 3 locații inovatoare ale UE. Parcul Științei și Businessului din Adlershof este cel mai mare parc de tehnologie din Germania, potrivit măsurii veniturilor. În cadrul zonei euro, Berlin a devenit centru al relocării businessului și al investițiilor internaționale. În 2015, Berlin a generat capitalul cu cele mai multe acțiuni comerciale pentru companiile startup din Europa.

### Companii

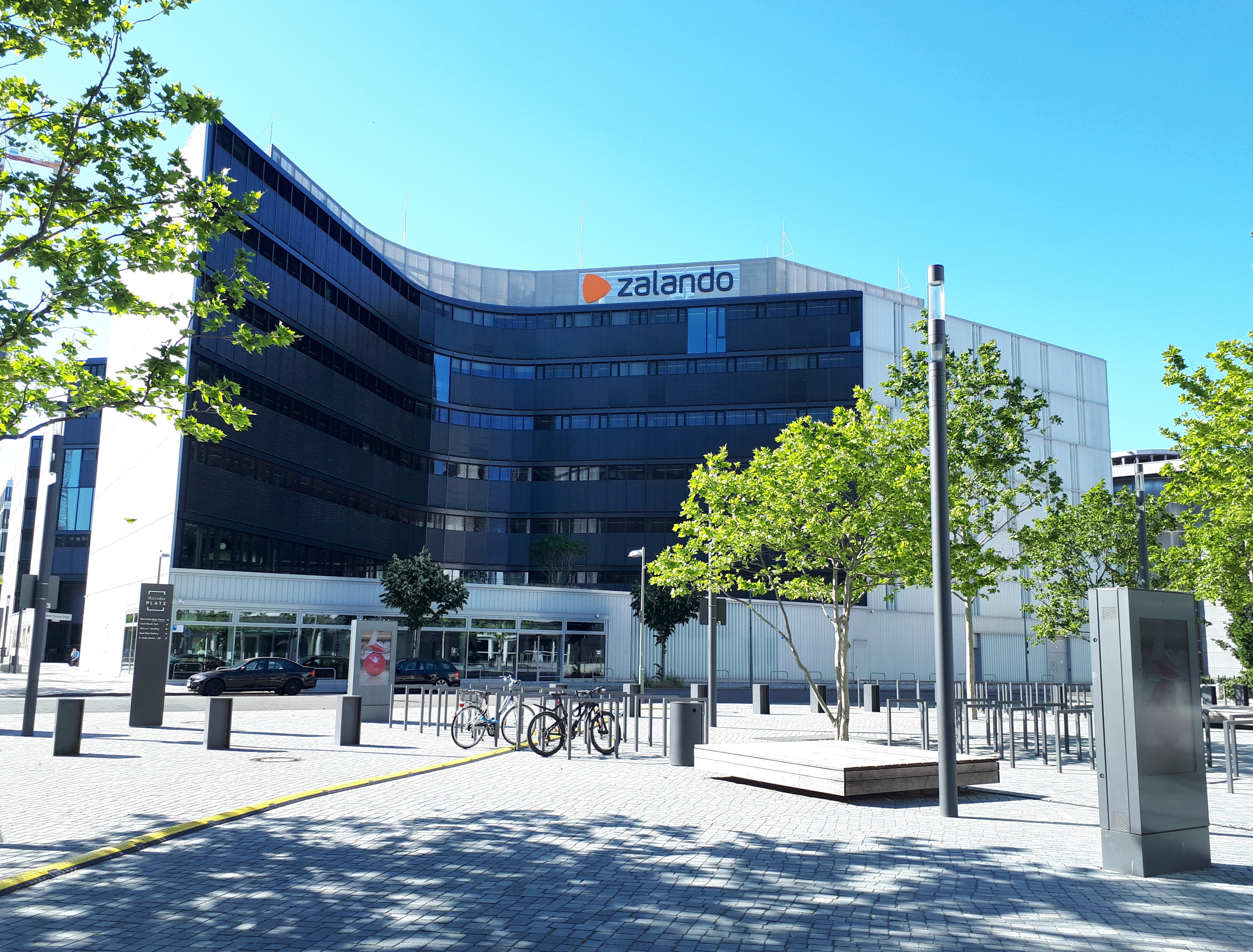
Zalando

Multe companii germane și internaționale au centre de business sau servicii în oraș. În unii ani, Berlin a fost recunoscut centru al antreprenoriatului în Europa. Printre 10 cei mai mari antreprenori ai Berlinului sunt Orașul-Land Berlin, furnizorii pentru spitale Charité și Vivantes, furnizorul de transport public BVG și Deutsche Telekom.
Mercedes Benz fabrică mașini, iar BMW construiește motociclete în Berlin. Bayer Health Care și Berlin Chemie sunt mari companii farmaceutice cu sediul în oraș.
Siemens, o companie din cadrul Global 500 listată în DAX își are baza parțial în Berlin. Operatorul național al căilor ferate, Deutsche Bahn și firmele listate în MDAX, Axel Springer SE și Zalando își au sediile în sectoarele centrale. Berlin are un grup de companii de tehnologie feroviară, iar în el se află sediul Bombardier Transportation, Siemens Mobility, Stadler Rail și Thales Transportation.

### Turism și convenții
În 2014, Berlin avea 788 de hotele cu 134,399 paturi. Orașul a înregistrat 28.7 milioane de șederi în hotel peste noapte și 11.9 milioane de oaspeți în hotele în 2014. Turismul s-a dublat în ultimii zece ani, iar Berlinul a devenit al treia cea mai vizitată destinație orășenească din Europa. Cele mai mari grupuri de vizitatori sunt din Germania, Olanda, Italia, Spania și Statele Unite. 
Berlin este în topul celor trei orașe de congres din lume și este casa celui mai mare centru de convenție din Europa, Estrel Berlin. Anumite afaceri de scală largă precum cea de electronice IFA, ILA Berlin Air Show, Săptămâna Modei în Berlin (inclusiv expoziția de pâine și unt), Săptămâna Verde, afacerea de transporturi InnoTrans, afacerea turistică ITB și distracția pentru adulți și afacerea erotică Venus, au loc anual în oraș, atrăgând un număr semnificativ de vizitatori businessmani.

### Industrii creative

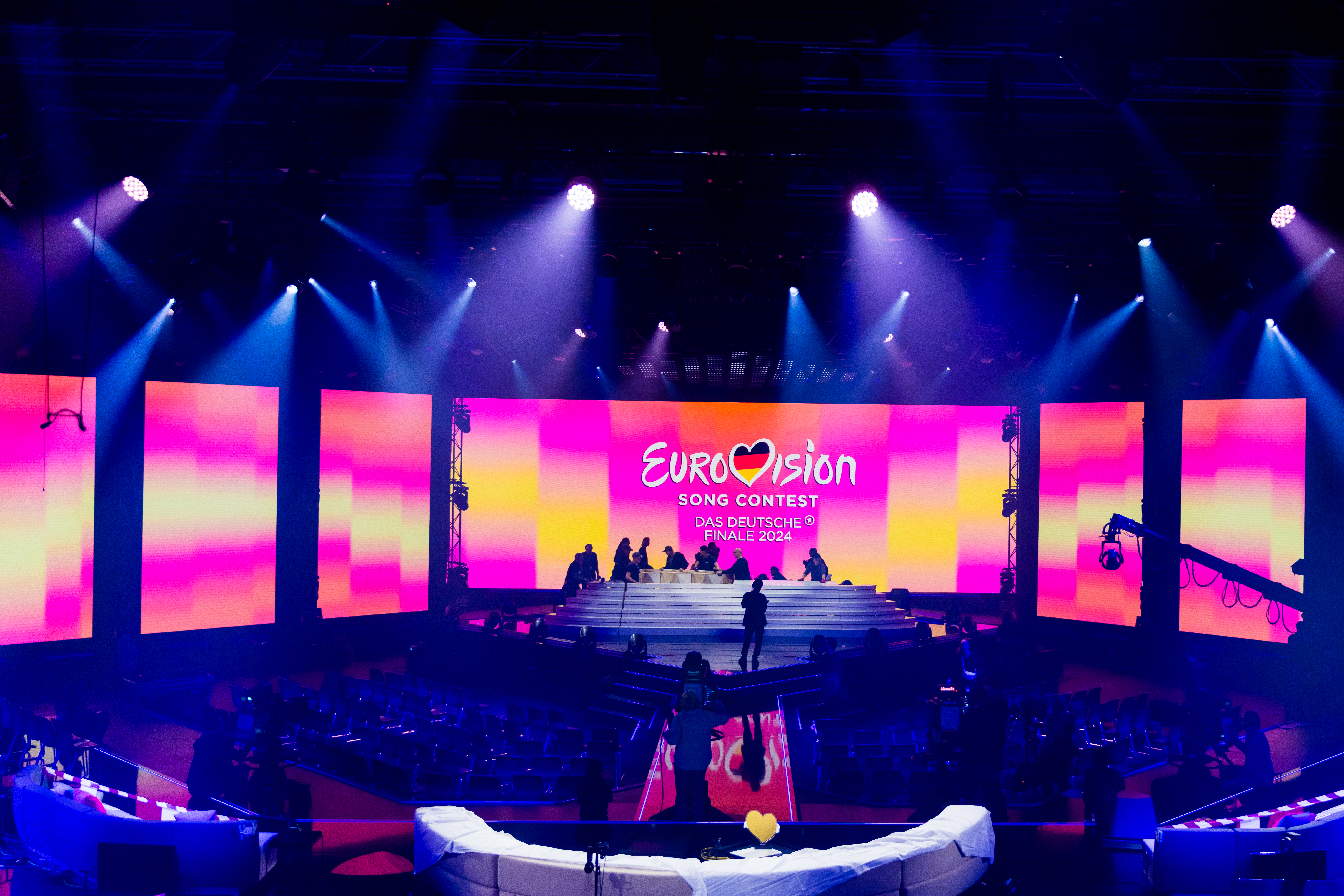
Producție de televiziune

Industriile care fac business în arte și divertisment creativ sunt un sector important și voluminos al economiei Berlinului. Sectorul artelor creative cuprinde muzica, filmul, publicitatea, arhitectura, arta, designul, moda, artele spectacolului, publicitatea, R&D, software, TV, radio și jocurile video. În jur de 22,600 de întreprinderi creative, predominante fiind SME-urile, generează peste 18,6 miliarde de euro ca venituri. Industriile creative ale Berlinului au contribuit cu un procent estimat de 20% din PIB în 2005.

### Media
Berlin este casa multor televiziuni și stații de radio internaționale și regionale. Emițătorul public RBB își are sediile în Berlin ca și emițătorii comerciali MTV Germany și Welt. Emițătorul public internațional german, Deutsche Welle, își are unitatea de producție TV în Berlin, iar cei mai mulți emițători germani au un studio în oraș, inclusiv ZDF și RTL.

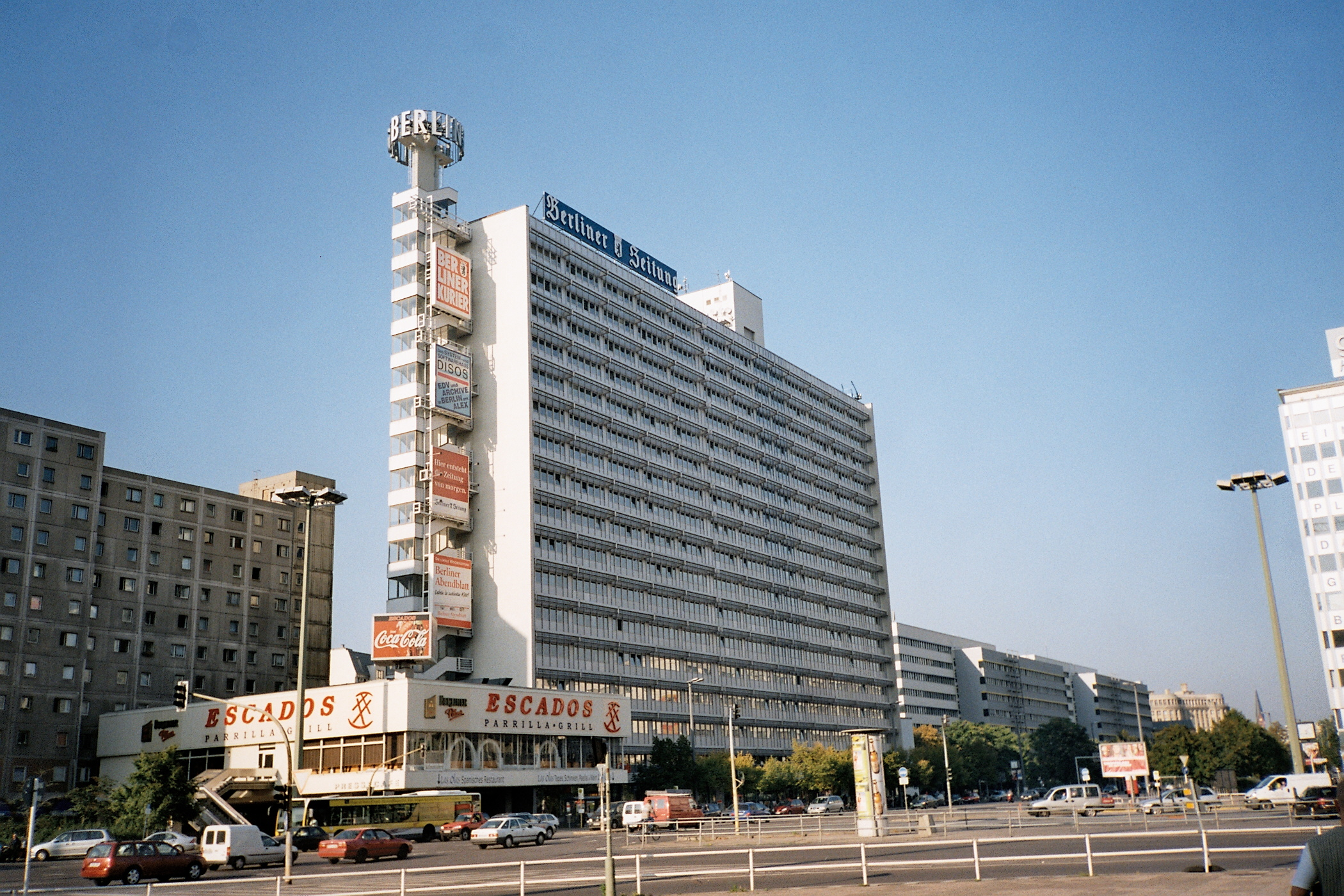
Sediul Berliner Verlag

Berlin are cel mai mare numărul de ziare cotidiene din Germania, acestea având numeroase foi locale (Berliner Morgenpost, Berliner Zeitung, Der Tagesspiegel). Orașul are și trei tabloizi mari, precum și cotidiene naționale de dimensiuni variate, fiecare cu o afiliere politică diferită, precum Die Welt, Neues Deutschland și Die Tageszeitung. Exberliner, o revistă lunară, este publicația periodică în limba engleză din Berlin. Aceasta se concentrează pe arte și divertisment.
Berlin este de asemenea sediul a două edituri de limbă germană, Walter de Gruyter și Springer, ambele publicând cărți, publicații periodice și producții multimedia. 
Berlin este un centru important al industriei filmului german și european. Este casa a peste o mie de companii de producție de filme și televiziune, a 270 de cinematografe și a în jur de 300 coproducții naționale și internaționale filmate în regiune în fiecare an. Istoricul Babelsberg Studios și compania de producție UFA sunt localizate în Potsdam, oraș vecin cu Berlinul. Orașul este de asemenea casa Academia Europeană de Film și a Academiei Germane de Film, iar aici are loc anual Festivalul Internațional de Film de la Berlin (Berlinale). Cu în jur de 500,000 de admiteri, este cel mai mare festival de film frecventat în mod public din lume.

## Infrastructură

### Transport

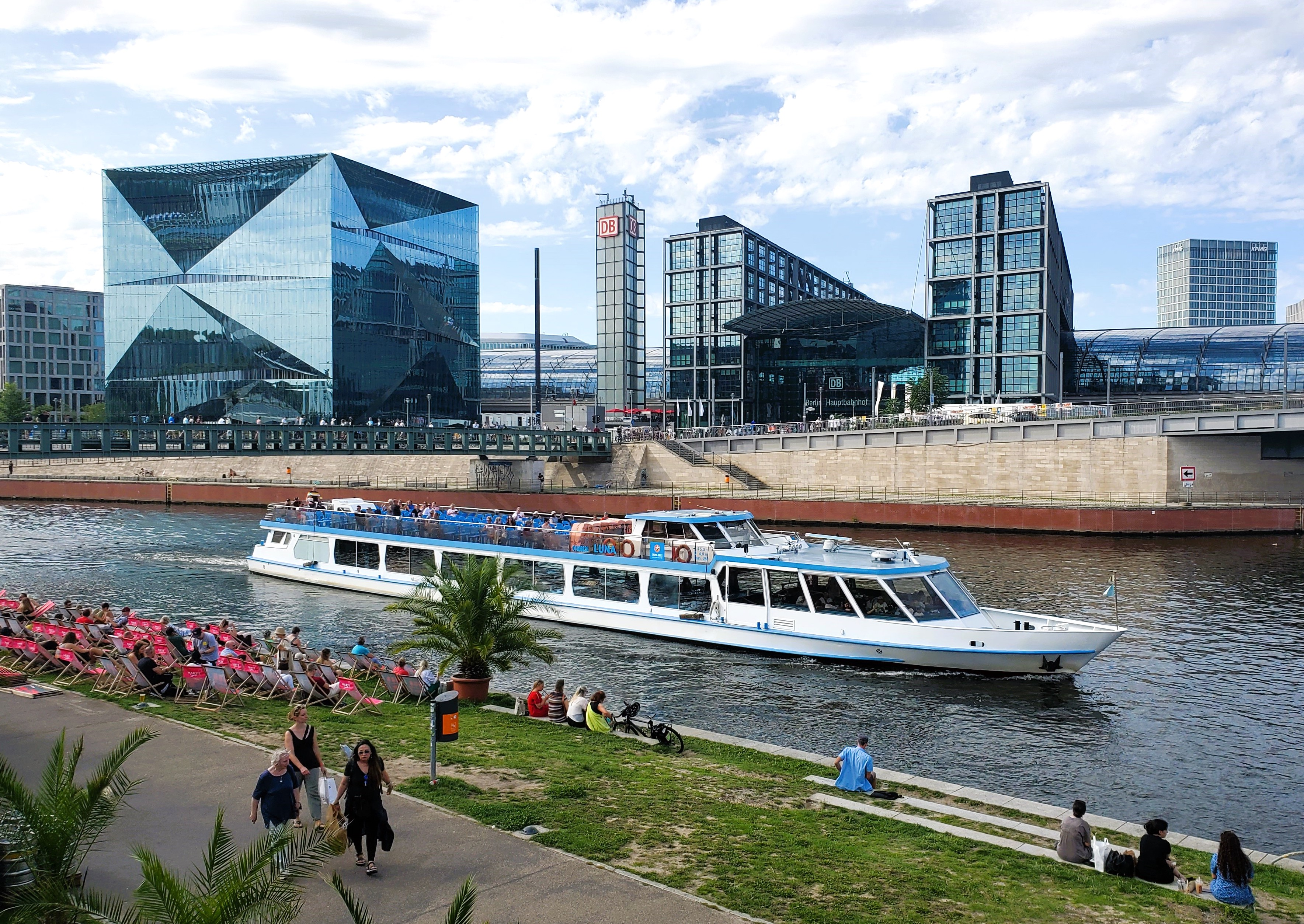
Berlin Hauptbahnhof este cea mai mare gară feroviară denivelată din Europa.

Infrastructura transportului Berlinului este foarte complexă, asigurând o gamă diversă de mobilitate urbană. Un număr de 979 poduri traversează 197 km (122 mi) de căi navigabile din interiorul orașului. 5.422 km (3.369 mi) de drumuri trec prin Berlin, din care 77 km (48 mi) sunt autostrăzi („Autobahn”). În 2013, 1.344 milioane de autovehicule au fost înregistrate în oraș. Cu 377 mașini per 1000 de rezidenți în 2013 (570/1000 în Germania), Berlin ca oraș global occidental are unul dintre cele mai mici numere de mașini per capita.
Liniile feroviare de distanță lungă fac conexiune între Berlin și alte orașe mari ale Germaniei și cu multe orașe din țările europene vecine. Liniile feroviare regionale asigură accesul la regiuni înconjurătoare, precum Brandenburgul și la Marea Baltică. Berlin Hauptbahnhof este cea mai mare gară feroviară separată gradat din Europa. Deutsche Bahn duce trenurile la destinații interne precum Hamburg, München, Köln și altele. De asemenea administrează un serviciu feroviar expres pentru aeroport. Principalele destinații internaționale ale trenurilor care pleacă din Berlin sunt Viena, Praga, Zürich, Varșovia și Amsterdam.
Transport public
Berliner Verkehrsbetriebe și Deutsche Bahn administrează niște sisteme de transport public urban dens.
| Sistem  | Stații/ Linii/ Lungimea rețelei  | Pasageri pe an | Operator/ Note                                                            |
| ------- | -------------------------------- | -------------- | ------------------------------------------------------------------------- |
| S-Bahn  | 166 / 15 / 332 km (206 mi)       | 402 milioane   | DB/ În special suprateran ca sistem de metrou cu stații suburbane.        |
| U-Bahn  | 173 / 10 / 151 km (94 mi)        | 507 milioane   | BVG/ Sistem în special suprateran. Serviciu de 24 de orie în weekend-uri. |
| Tramvai | 398 / 22 / 192 km (119 mi)       | 189 milioane   | BVG/ Operează predominant în sectoarele estice.                           |
| Autobuz | 2627 / 149 / 1.626 km (1.010 mi) | 409 milioane   | BVG/ Servicii ample în toate sectoarele. 46 linii nocturne                |
| Bac     | 6 linii                          |                | BVG/ Toate feluri de transport pot fi accesate cu același bilet.          |

Aeroporturi
Aeroportul Berlin Brandenburg (BER) a fost inaugurat pe 30 octombrie 2020. Se află la 24 km sud-est de Berlin, Germania, în landul Brandenburg. A înlocuit aeroporturile Berlin-Tegel și Berlin-Schönefeld. Ambele aeroporturi au avut împreună 26,3 milioane de pasageri în 2013. În 2014, 67 linii aeriene berlineze au condus la 163 destinații în 50 de țări. Aeroportul Berlin Brandenburg servește ca destinație importantă pentru linii aeriene ca easyJet.
Ciclism
Berlinul este cunoscut pentru bine dezvoltatul sistem de culoare pentru biciclete. Se estimează că Berlinul are 710 biciclete pe 1000 de locuitori. În jur de 500,000 de șoferi de bicicletă zilnici au constituit 13% din traficul total în 2009. Cicliștii au acces la 620 km (385 mi) de drumuri pentru bicicletă, inclusiv aproximativ 150 km (93 mi) de drumuri obligatoare pentru bicicletă, 190 km (118 mi) de rute de bicicletă în afara șoselelor, 60 km (37 mi) de culoare pentru bicicletă pe șosele, 70 km (43 mi) de culoare pentru autobuz care sunt permise și cicliștilor, 100 km (62 mi) de drumuri pentru pietoni și biciclete și 50 km (31 mi) de culoare pentru biciclete marcate pe trotuarele de la marginea drumului.

### Energie

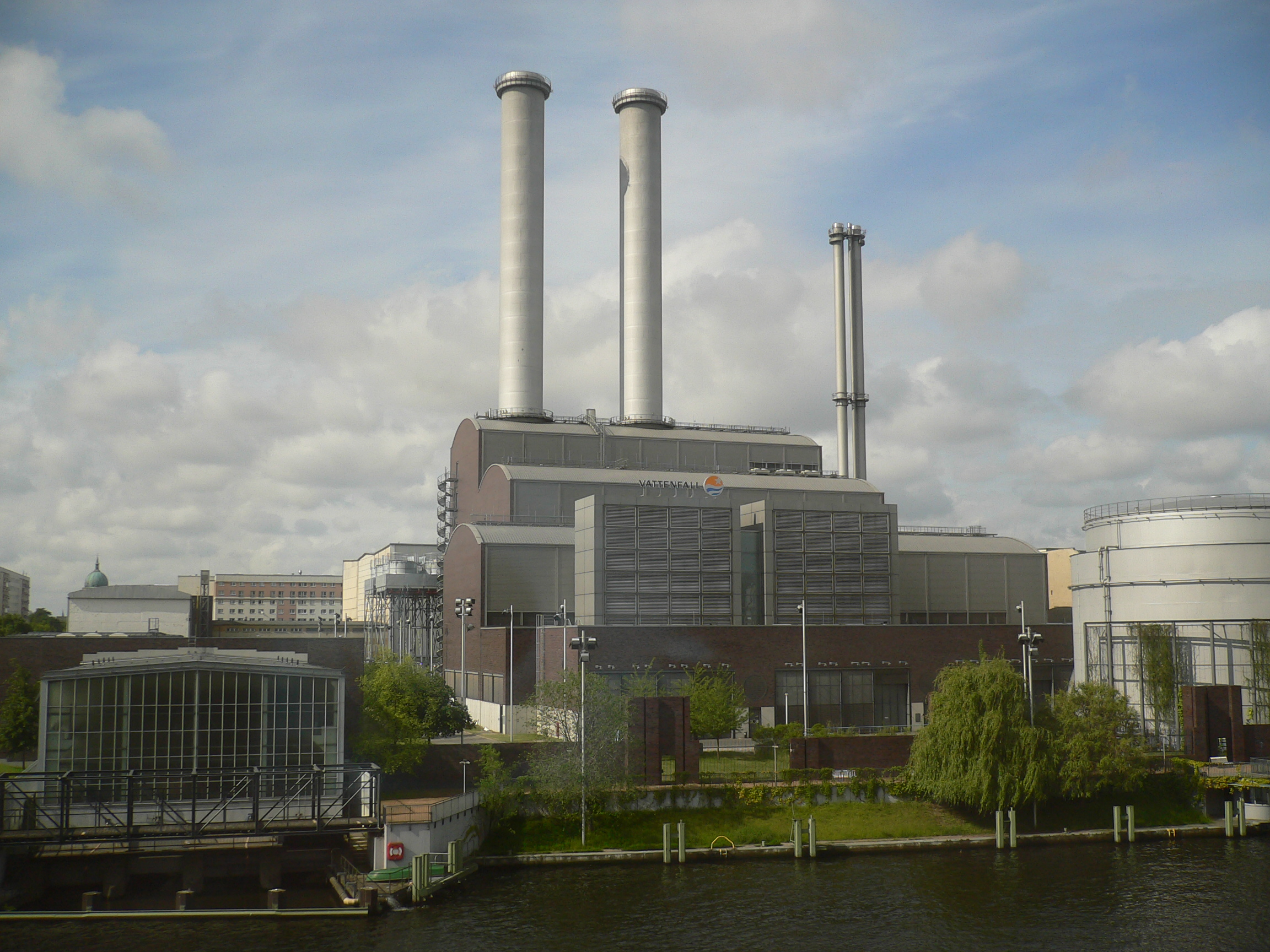
Centrală electrică Heizkraftwerk Mitte

Energia Berlinului este suplimentată în principal de firma suedeză Vattenfall, ce se bazează mai mult decât alți producători de electricitate pe lignit ca sursă de energie. Întrucât lignitul aprins produce emanații nocive, Vattenfall și-a anunțat angajamentul de a trece la surse mai sănătoase, precum energia regenerabilă.
În 1993, conexiunile rețelelor de alimentare cu teritoriile din jur au fost restabili. În sectoarele occidentale ale Berlinului, aproape toate liniile de alimentare subterane; doar două linii, de380 kV și 110 kV, ce vin din substația Reuter la urbanul Autobahn, folosesc linii supraterane. Linia electrică de 380-kV din Berlin a fost construită când rețeaua electrică din Berlinul de Vest nu era conectată la cea din Estul sau Vestul Germaniei. Ea a devenit acum coloana vertebrală a rețelei de energie a orașului.

### Sănătate

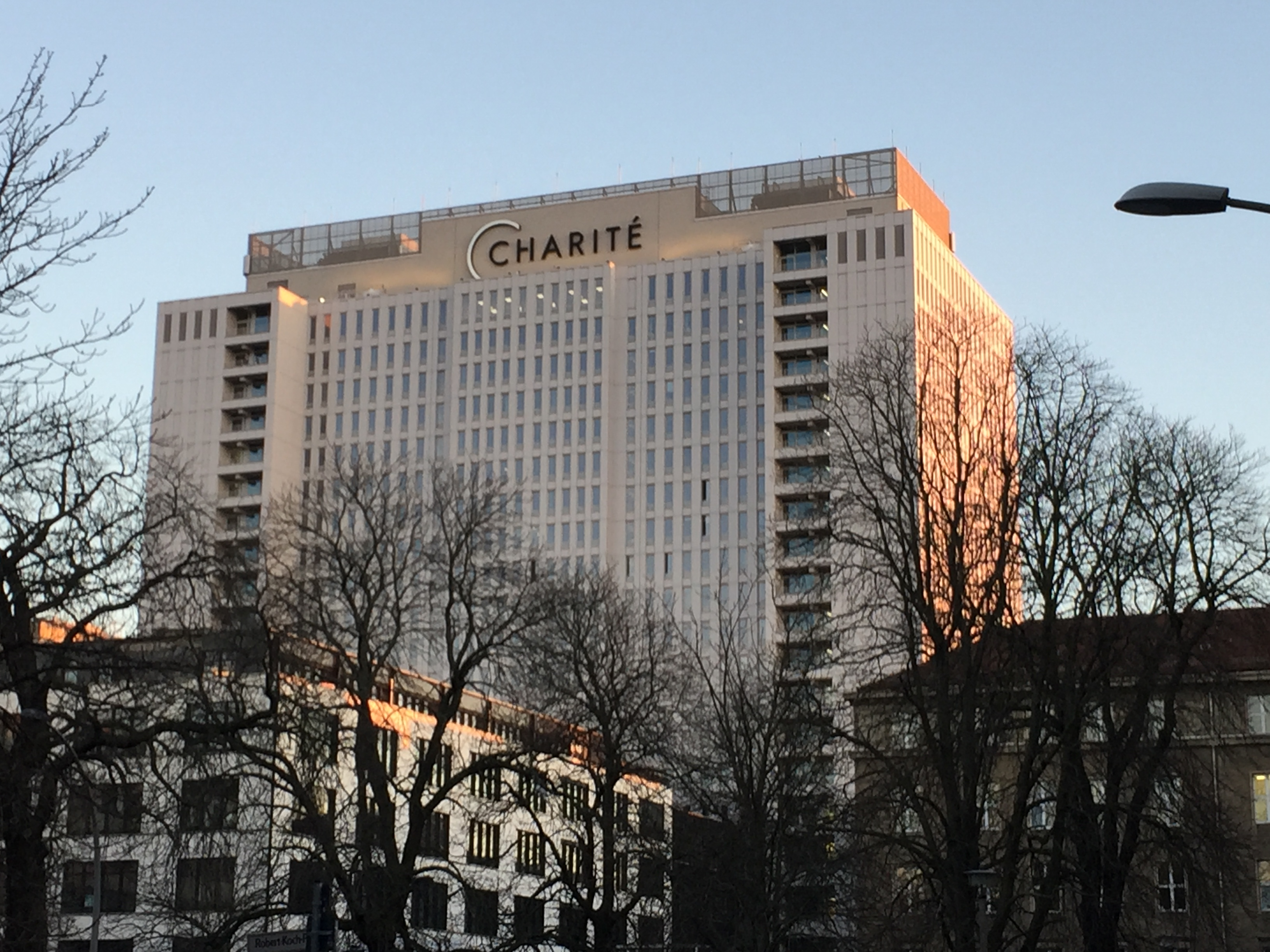
Spitalul universitate Charité.

Berlinul are o istorie lungă de descoperiri în medicină și inovații în tehnologia medicală. Istoria modernă a medicinei a fost influențată semnificativ de savanți din Berlin. Rudolf Virchow a fost fondatorul patologiei celulare, iar Robert Koch a dezvoltat vaccinuri pentru antrax, holeră și tuberculoză.
Complexul Charité este cel mai mare spital universitate din Europa. Are origini din anului 1710. Charité este repartizat în patru locuri și cuprinde 3,300 paturi, în jur de 14,000 de angajați, 7,000 de studenți și mai mult de 60 de săli de operație. De asemenea, are un circuit de peste un miliard de euro anual. Charité este o instituție comună a Universității Libere din Berlin și a Universității Humboldt din Berlin, care includ o gamă mare de instituții și centre medicale specializate. 
Printre acestea se numără Centrul German al Inimii, unul dintre cele mai renumite centre de transplantare, Centrul-Max-Delbrück pentru Medicină Moleculară și Institutul-Max-Planck pentru Genetică Moleculară. Cercetarea științifică la aceste instituții este completată de multe departamente de cercetare precum Siemens și Bayer. World Health Summit și mai multe convenții asociate au loc anual la Berlin.

## Educație

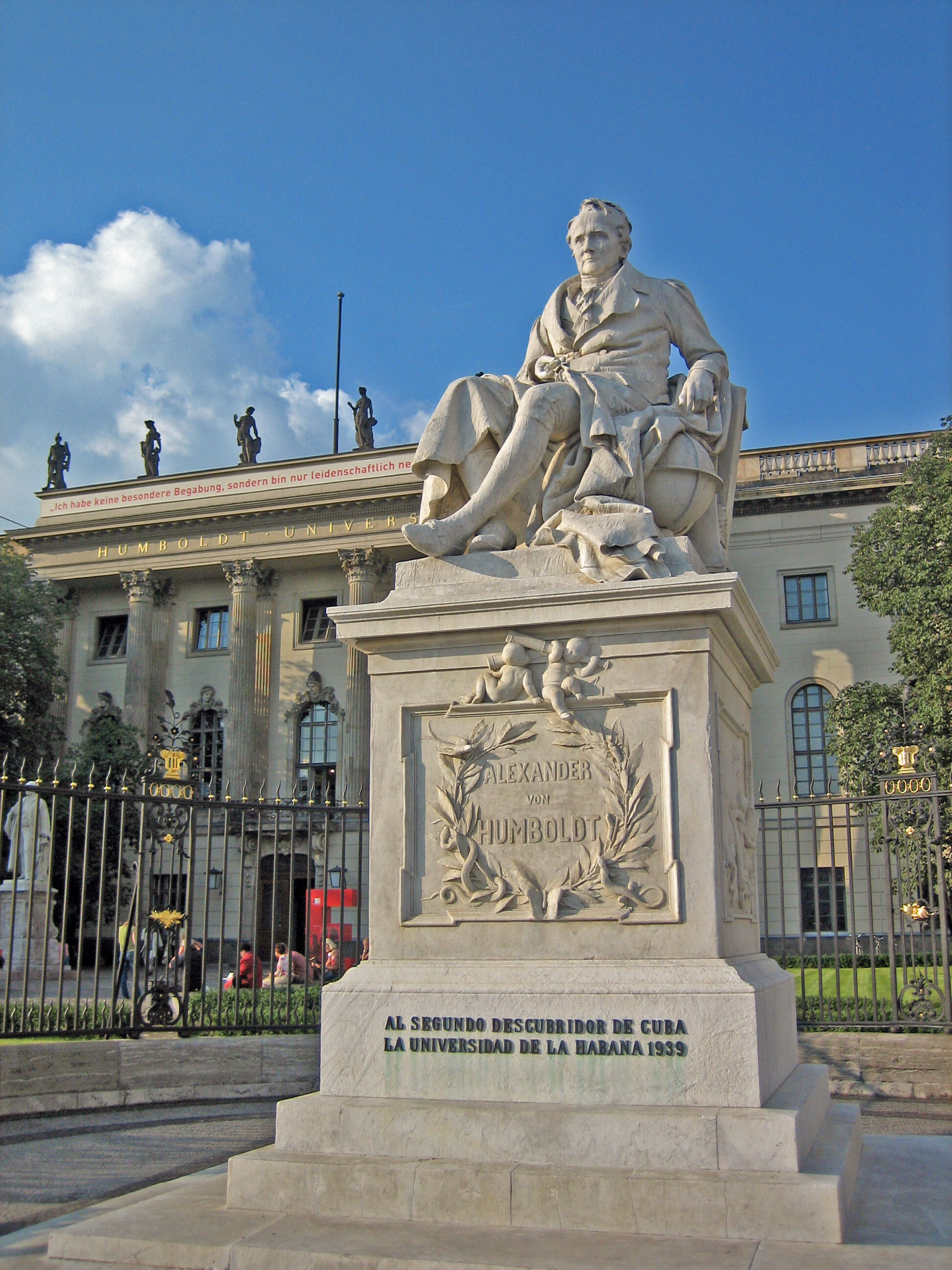
Universitatea Humboldt. 40 de câștigători ai Premiului Nobel sunt afiliați la universități și colegii cu baza la Berlin.

Berlinul are 878 de școli, care învață 340,658 copii în 13,727 clase și 56,787 stagiari în businesses și în alte părți. Orașul are un program educațional primar de șase ani. După terminarea școlii primare, studenții continuă să învețe la Sekundarschule (o școală cuprinzătoare) sau la gimnaziu (școală pregătitoare pentru colegiu). Berlinul are un program școlar special bilingv introdus în „Europaschule”, în care copiilor li se predă curriculumul în germană și într-o limbă străină, începând din școala primară și continuând în cea superioară. Nouă mari limbi europene pot fi alese ca limbi străine în 29 de școli.
Französisches Gymnasium Berlin, care a fost fondat în 1689 pentru a-i învăța carte pe copiii refugiaților hughenoți, oferă instrucție (în germană/franceză). Școala John F. Kennedy, o școală publică bilingvă germano-americană localizată în Zehlendorf, este populară, având copii de diplomați și din comunitatea anglofonă expatriată. În patru școli se predă latina și greaca clasică. Două dintre ele sunt școli de stat (Gimanaziul Steglitzer în Steglitz și Gimnaziul Goethe în Wilmersdorf), una este protestantă (Evangelisches Gymnasium zum Grauen Kloster în Wilmersdorf), iar alta este iezuită (Canisius-Kolleg în „Cartierul Ambasadei” în Tiergarten).

### Educația superioară

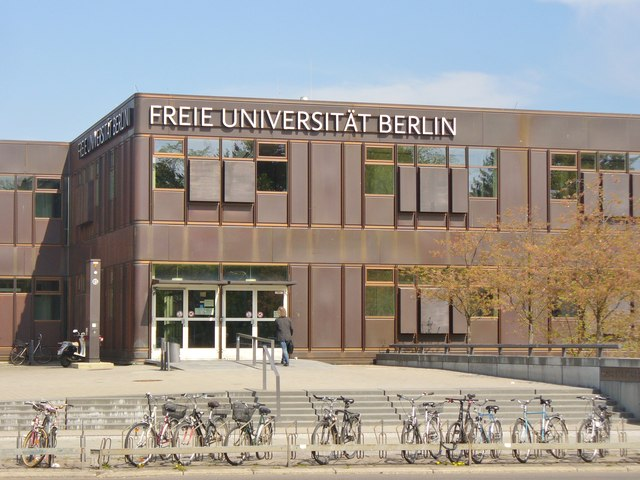
Universitatea Liberă

Regiunea Berlin-Brandenburg este una dintre cele mai prolifice centre de educație superioară și cercetare din Germania și Europa. Istoric, 40 de câștigători ai Premiului Nobel sunt afiliați unor universități cu baza la Berlin. 
Orașul are patru universități de cercetare publică și 40 colegii private, profesionale și tehnice (Hochschulen), ce oferă o gamă largă de discipline. Peste 200,000 au fost înrolați în iarna anului 2021/22.
Cele mai mari trei universități au împreună aproximativ 110.000 de studenți înmatriculați. Acestea sunt Humboldt Universität zu Berlin (HU Berlin) cu 35,000 de studenți, Freie Universität Berlin (Universitatea Liberă din Berlin, FU Berlin) cu în jur de 35,000 de studenți și Technische Universität Berlin (TU Berlin) cu 35,000 de studenți. Universität der Künste (UdK) are în jur de 4,500 de studenți, iar Școala de Economie și Drept din Berlin are circa 9,000 de studenți înscriși.

### Cercetare

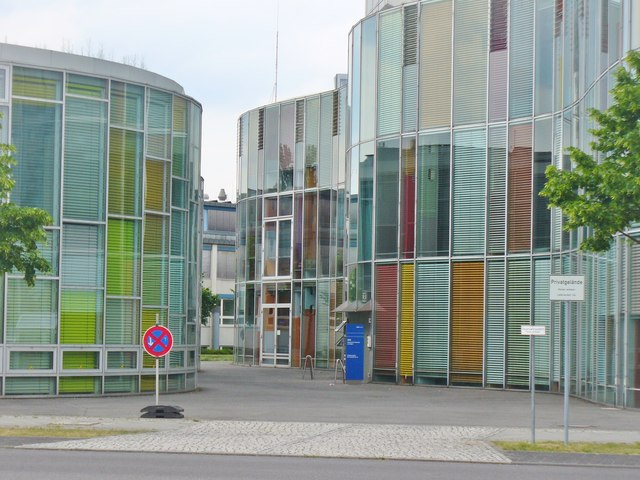
Parcul Științei și Tehnologiei din Adlershof

Orașul are o mare densitate de instituții de cercetare, precum Societatea Fraunhofer, Asociația Leibniz și Societatea Max Planck, care sunt independente de universitățile lor sau asociate vag cu acestea. În 2008, 62,000 de savanți lucrau în cercetare și dezvoltare în oraș. Berlin este unul dintre centrele de cunoaștere și de comunități inovatoare din Institutul European de Inovare și Tehnologie (EIT). Unul dintre centrele mari de cercetare și tehnologie se află la WISTA, în Berlin-Adlershof, cu mai mult de 1,000 de companii afiliate și 16 instituții științifice.
În plus față de bibliotecile care sunt afiliate variator universități, Staatsbibliothek zu Berlin este o mare bibliotecă de cercetare. Cele două locații principale ale sale sunt pe Potsdamer Straße și pe bulevardul Unter den Linden. Sunt de asemenea 86 de biblioteci publice în oraș.
Researchgate, o rețea socială globală pentru savanți, își are sediul la Berlin.

### Premiul Nobel

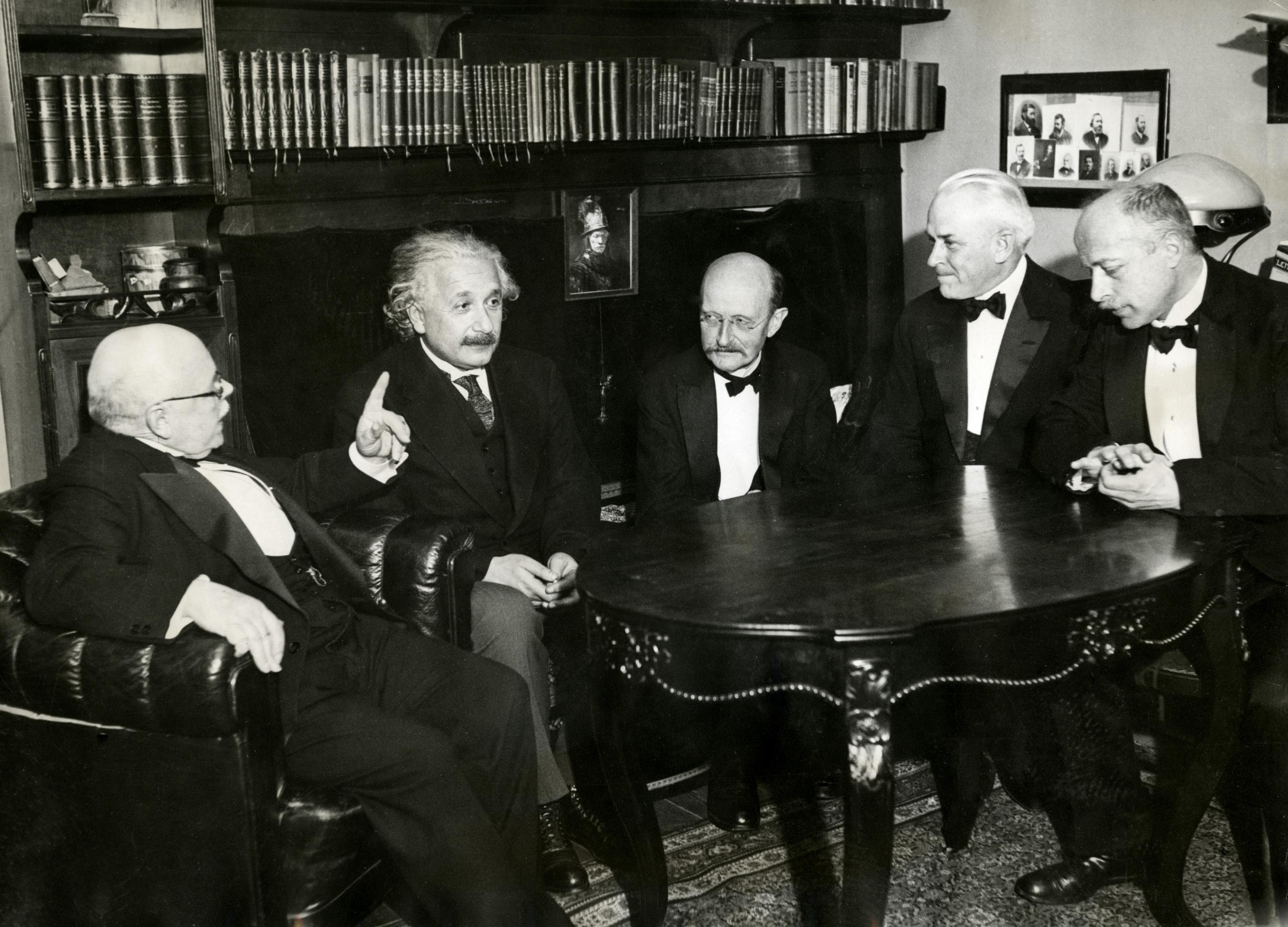
Nernst, Einstein, Planck, von Laue (Berlin, 1931)

| - 1901 Jacobus Henricus van 't Hoff - 1901 Emil Adolf von Behring - 1902 Emil Fischer - 1902 Theodor Mommsen - 1905 Adolf von Baeyer - 1905 Robert Koch - 1907 Albert Abraham Michelson - 1907 Eduard Buchner - 1908 Paul Ehrlich - 1909 Karl Ferdinand Braun - 1910 Otto Wallach - 1910 Albrecht Kossel - 1910 Paul Heyse - 1911 Wilhelm Wien - 1914 Max von Laue - 1915 Richard Willstätter - 1918 Fritz Haber - 1918 Max Planck - 1920 Walther Nernst - 1921 Albert Einstein - 1925 Gustav Ludwig Hertz - 1925 James Franck | - 1925 Richard Adolf Zsigmondy - 1928 Adolf Otto Reinhold Windaus - 1929 Hans von Euler-Chelpin - 1931 Otto Heinrich Warburg - 1932 Werner Heisenberg - 1933 Erwin Schrödinger - 1935 Hans Spemann - 1936 Peter Debye - 1939 Adolf Butenandt - 1944 Otto Hahn - 1950 Kurt Alder - 1950 Otto Diels - 1953 Fritz Albert Lipmann - 1953 Hans Adolf Krebs - 1954 Max Born - 1956 Walther Bothe - 1986 Ernst Ruska - 1991 Bert Sakmann - 1994 Reinhard Selten - 2007 Gerhard Ertl - 2009 Herta Müller - 2020 Emmanuelle Charpentier |

## Cultura
Berlinul este cunoscut pentru numeroasele sale instituții culturale, multe dintre care au reputație internațională. Muzica, dansul și arta scenică s-au dezvoltat în forme inovatoare în secolul 21.  
Tineri, artiști internaționali și antreprenori au continuat să se stabilească în oraș și au făcut din Berlin un centru de divertisment popular în toată lumea.
În 2005, Berlin a fost numit „Oraș al designului” de UNESCO.

### Galerii și muzee

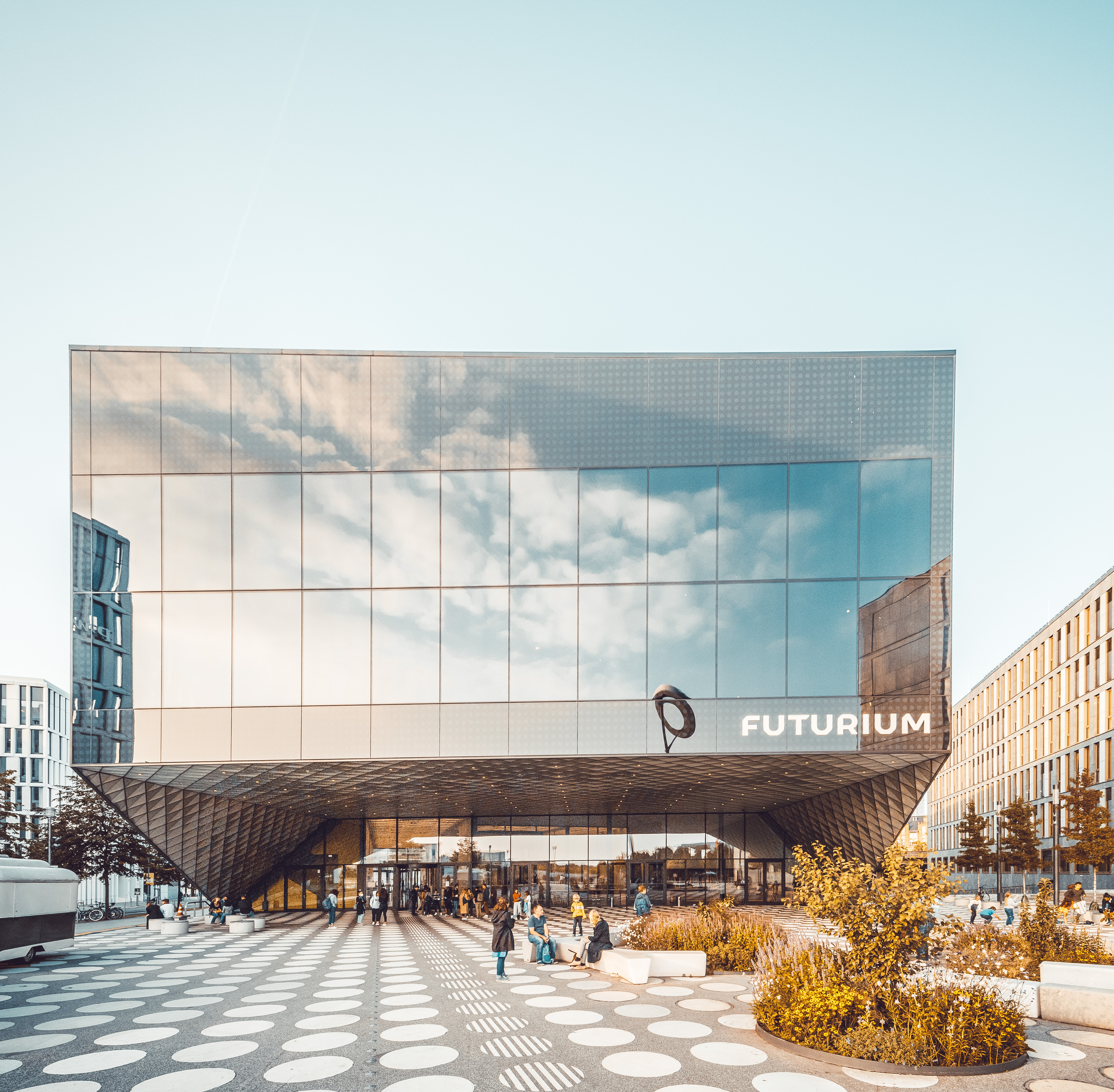
Futurium 2021, muzeul viitorului

Din 2011, Berlinul este casa a 138 de muzee și a mai mult de 400 galerii de artă.
 Ansamblul Muzeului Insulei este parte a Patrimoniului Mondial UNESCO și este situat în partea de nord a insulei Spree, între Spree și Kupfergraben. În 1841 a fost desemnat „district dedicat artei și antichităților” printr-un decret monarhic. Ulterior, Muzeul Altes a fost construit în Lustgarten. Muzeul Neues, care expune bustul reginei egiptene Nefertiti, Alte Nationalgalerie, Muzeul Pergamon și Muzeul Bode au fost construite aici. Deși aceste clădiri adăpostesc diferite colecții, numele clădirilor nu corespund neapărat cu numele colecțiilor. 
Aparte de Muzeul Insulei, sunt multe muzee adiționale în oraș. Gemäldegalerie (Galeria Picturii) se centrează pe picturi ale „vechilor maeștri” din secolul 13 până în secolul 18, pe când Neue Nationalgalerie (Noua Galerie Națională, construită de Ludwig Mies van der Rohe) prezintă picturi europene din secolul 20. Hamburger Bahnhof, aflat în Moabit, prezintă o colecție mare de artă modernă și contemporană. În primăvara anului 2006, întinsul Muzeul Istoric German a fost redeschis în Zeughaus, având o privire de ansamblu asupra istoriei germane de până la căderea Zidului Berlinului în 1989. Bauhaus-Archiv este un muzeu de arhitectură.

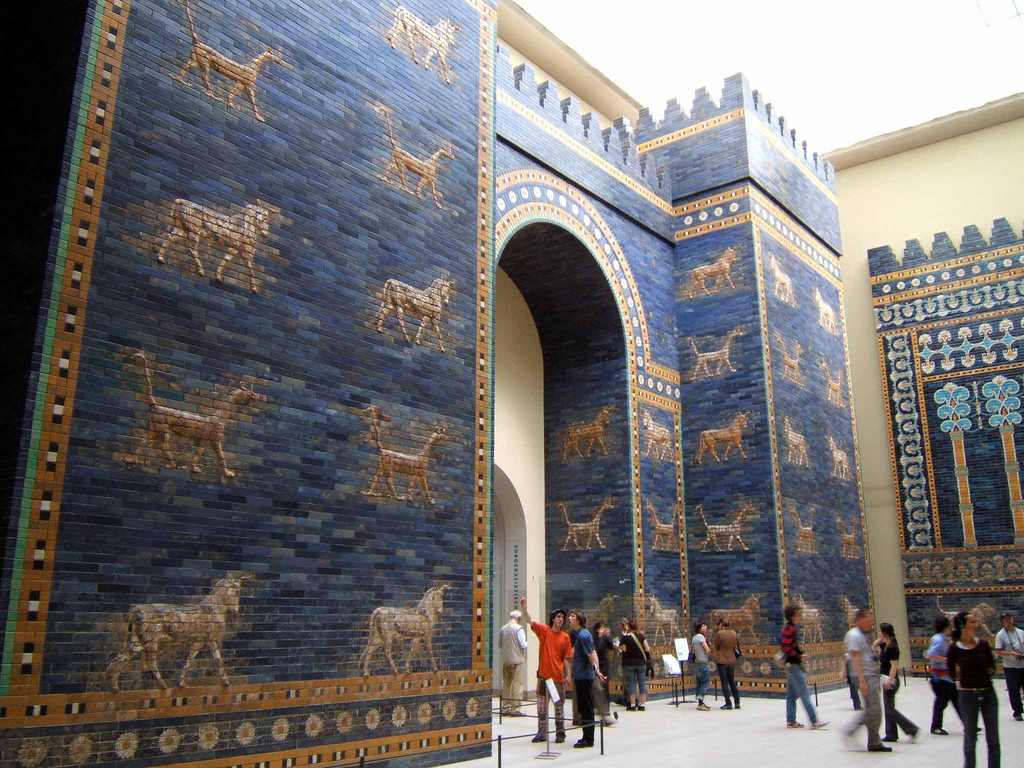
Poarta Iștar a Babilonului, reconstruită la Muzeul Pergamon.

Muzeul evreiesc are o expoziție permanentă a două milenii de istorie germano-evreiască. Muzeul German de Tehnologie din Kreuzberg are o mare colecție de artefacte tehnice istorice. Museum für Naturkunde este un muzeu de istorie naturală. Are cel mai mare dinozaur montat din lume (un Giraffatitan) și o specie prezervată de pasăre timpurie, Archaeopteryx.
În Dahlem, sunt diferite muzee ale artei și culturii mondiale, precum Muzeul de Artă Asiatică, Muzeul Etnologic, Muzeul Culturilor Europene, precum și Muzeul Aliaților (un muzeul al Războiului Rece) și Muzeul Brücke (un muzeu de artă). În Lichtenberg, în locul unde se afla fostul Minister pentru Securitatea Statului al Germaniei de Est (Stasi), se află Muzeul Stasi. Locul punctului de control Charlie, unul dintre cele mai cunoscute puncte de trecere ale Zidului Berlinului, este încă conservat și de asemenea are un muzeul al punctului de control Charlie.

### Viața de noapte și festivalurile

Catedrala franceză în timpul Festivalului anual al Luminilor

Viața de noapte a Berlinului este una dintre cele mai diverse și mai vibrante de acest tip din Europa. În timpul anilor 1990, oameni cu vârsta între 20 și 30 de ani din diferite țări, în special din Europa occidentală și centrală, au făcut din scena de club a Berlinului o premieră a vieții de noapte. După căderea Zidului Berlinului în 1989, multe clădiri istorice din Berlin-Centru, fostul centru al Berlinului de Est, au fost ocupate ilegal de niște tineri. Aceștia le-au reconstruit, clădirile devenind un teren fertil pentru adunări subterane și contraculturale. În sectoarele centrale sunt multe cluburi de noapte, printre care cluburile Watergate, Tresor, E-Werk și Berghain. KitKatClub și alte locații sunt cunoscute pentru petreceri neinhibate din punct de vedere sexual. 
Cluburile nu sunt solicitate la ore fixe în weekend-uri, iar multe petreceri durează până dimineața sau tot weekend-ul. Berghain scoate în relief Panorama Bar, un bar care își deschide jaluzelele în zori, permițând petrecăreților să aibă o priveliște panoramică a Berlinului după ce au dansat toată noaptea. Weekend Club, aflat în apropierea Alexanderplatz, scoate în relief o terasă pe tavan ce permite facerea petrecerilor în orice moment al zilei. 

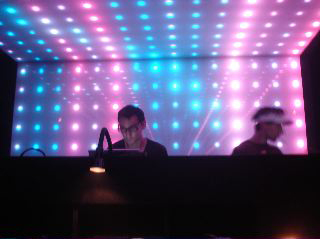
Discotecă

Clubul SO36 din Kreuzberg, s-a concentrat inițial în mare măsură pe muzică punck, dar astăzi este mult mai divers. SOUND, aflat din 1971 până în 1988 în Tiergarten, a primit o proastă reputație la sfârșitul anilor 1970 din cauza folosirii drogurilor.
Potrivit unor autori, în anii 1920, Berlinul a devenit Capitala gay a Europei. În 1896, în Berlin a fost începută prima revistă gay, iar prima demonstrație gay a avut loc în 1922. Astăzi, orașul are un număr mare de cluburi și festivaluri gay.
Karneval der Kulturen (Carnavalul Culturilor) este o paradă stradală multietnică ce are loc anual, în weekendul în care se sărbătoresc Rusaliile. Berlin este de asemenea cunoscut pentru festivalul cultural, Berliner Festspiele, care include un festival de jazz, JazzFest Berlin. Anumite conferințe și festivaluri de artă media și tehnologică au loc în oraș, inclusiv Transmediale și Chaos Communication Congress. În fiecare an, la Berlin are loc una dintre cele mai mari sărbători de Revelion din lume, la care participă milioane de oameni. Punctul principal este Poarta Brandenburg, unde sunt concentrate artificiile de la miezul nopții. Peste tot în oraș, artificii debutate sunt manifestate în toate cartierele. Petrecăreții Germaniei sărbătoresc adesea Anul Nou cu o sticlă de vin spumos.

### Arte în desfășurare

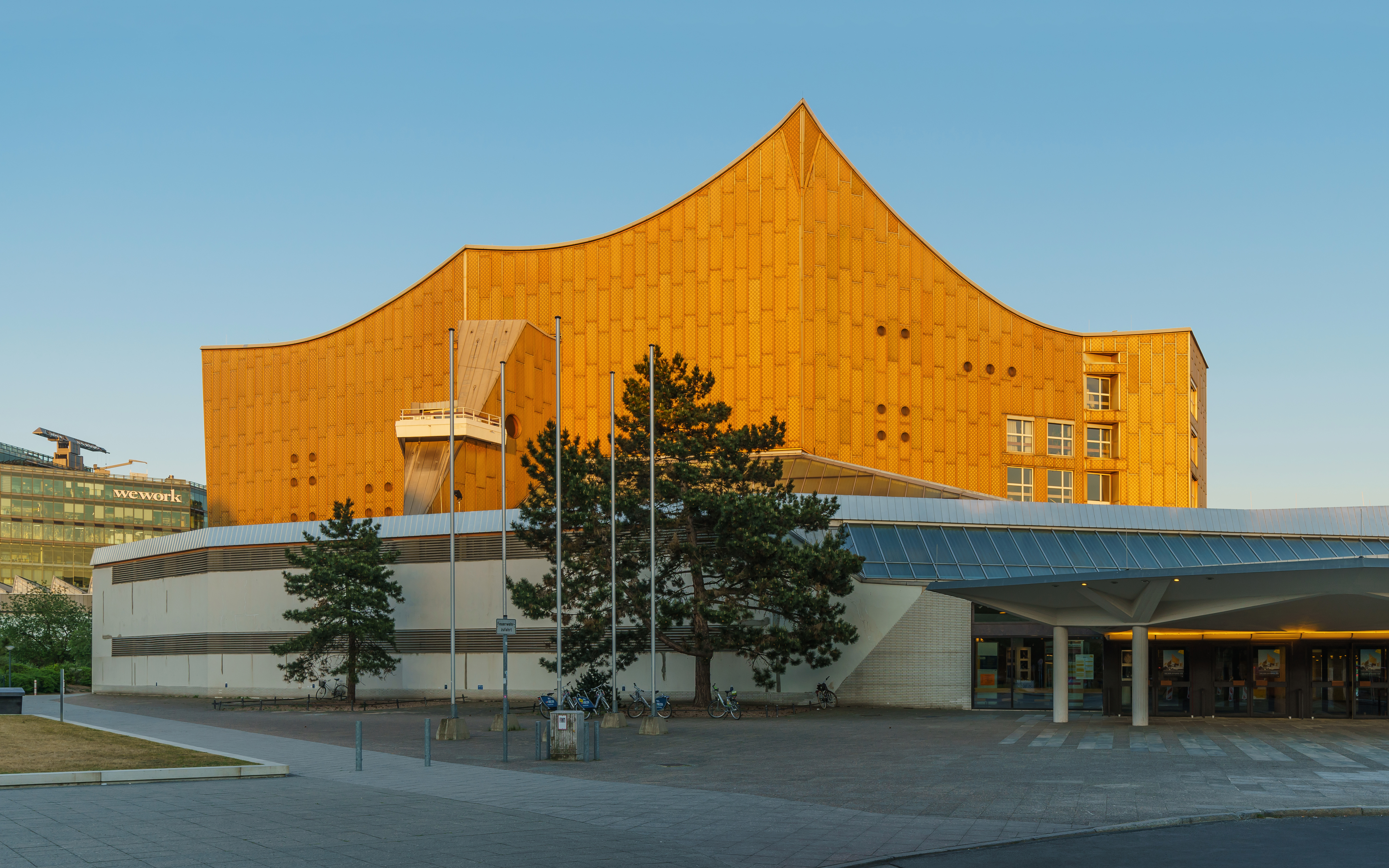
Filarmonica din Berlin

În Berlin își desfășoară activitatea 44 teatre. Deutsches Theater din Berlin-Centru a fost construit în 1849–50 și de atunci activează în continuu, cu excepția unei pauze de un an (1944–45), cauzată de cel de-Al Doilea Război Mondial. Teatrul Volksbühne, din Piața Rosa Luxembrug, a fost construit în 1913–14, deși compania a fost fondată în 1890. Ansamblul Berlinez, faimos pentru executarea lucrărilor lui Bertolt Brecht, a fost înființat în 1949, nu departe de Deutsches Theater. Schaubühne a fost fondat în 1962 într-o clădire din Kreuzberg, dar în 1981 s-a mutat într-o clădire a fostului cinema Universum. Cu 1,891 de locuri și o podea scenică de 2,854 metri pătrați (30,720 sq ft), Friedrichstadt-Palast este cel mai mare palat de spectacole din Europa.

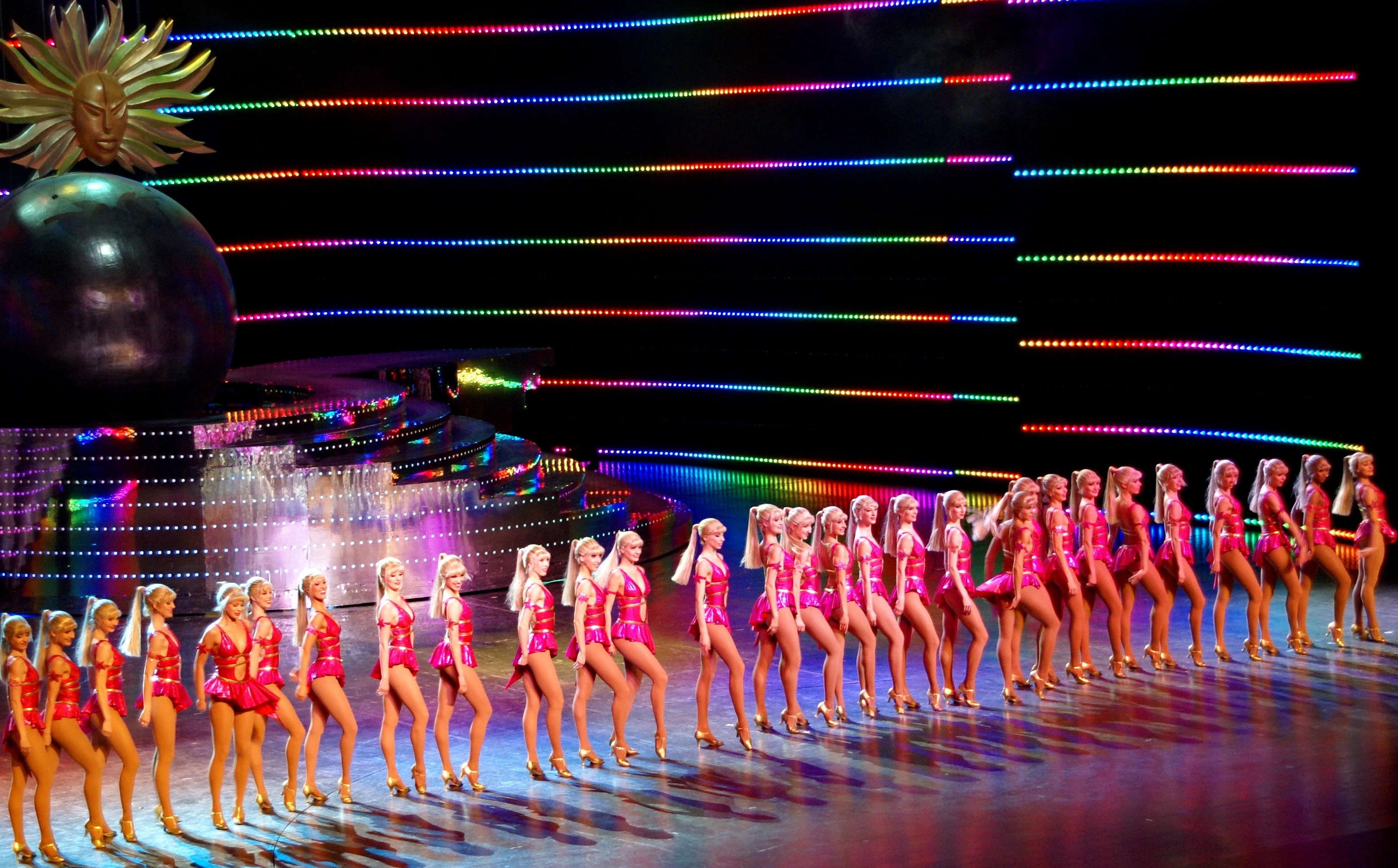
Spectacol de dansuri la Friedrichstadt-Palast

Berlin are trei mari opere: Deutsche Oper, Opera de Stat din Berlin și Komische Oper. Opera de Stat, aflată pe bulevardul Unter den Linden, a fost deschisă în 1742 și este cea mai veche din cele trei. Actualul ei director muzical este Daniel Barenboim (2022). Komische Oper este tradițional specializată în operete și se află pe Unter den Linden, de asemenea. Deutsche Oper a fost deschisă în 1912 la Charlottenburg. În perioada când orașul era divizat, din 1961 până 1981, a fost singura operă mare din Berlinul de Vest. Principalele locuri destinate spectacolelor de teatru muzical sunt Teatrul am Potsdamer Platz și Teatrul Vestului (construit în 1895).
Sunt șapte orchestre simfonice în Berlin. Orchestra Filarmonică din Berlin este una din orchestrele proeminente pe plan mondial; își are sediul în Filarmonica Berlineză, lângă Potsdamer Platz, pe strada ce poartă numele celui care a dirijat orchestra cel mai mult timp, Herbert von Karajan. Konzerthausorchester Berlin a fost fondată în 1952 ca orchestră pentru Berlinul de Est, deoarece Filarmonica își avea baza în Berlinul de Vest. Haus der Kulturen der Welt prezintă variate expuneri ce au de-a face cu chestiuni interculturale și pun în scenă muzică și conferințe.

### Bucătăria

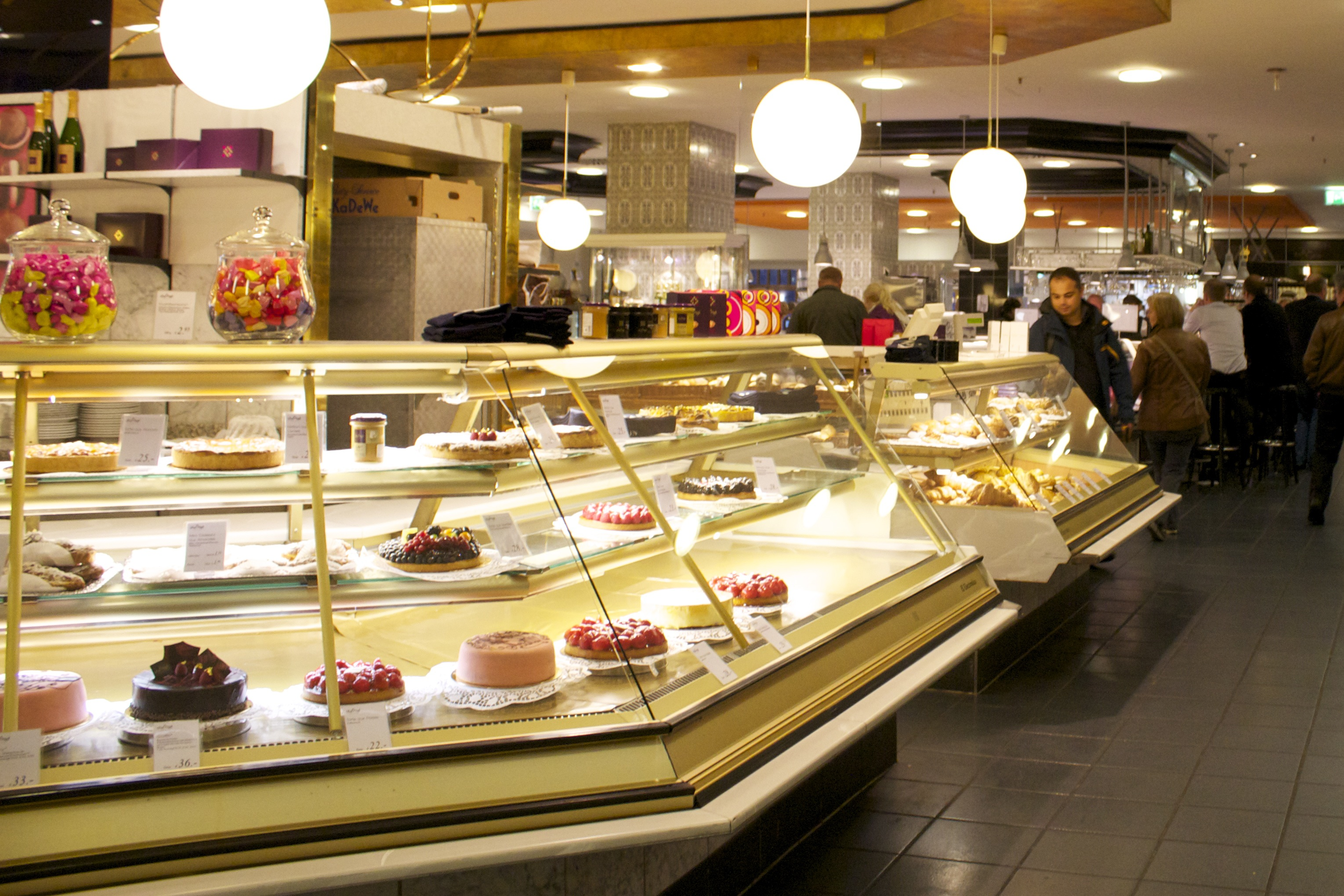
Prăjituri germane

Ofertele culinare ale Berlinului variază foarte mult. Doisprezece restaurante din Berlin au fost incluse în Ghidul Michelin al anului 2015, care pune orașul în top pentru numărul restaurantelor sale. Afară de asta, Berlinul este cunoscut pentru ofertele sale vaste de mâncare vegetariană, vegană și organică.
Multe mâncăruri locale își au originile în tradițiile culinare nord-germane și printre ele întâlnim feluri de mâncare rustice și consistente cu porc, gâscă, pește, mazăre, fasole, castraveți sau cartofi. Brutăriile germane oferă o varietate de pâini, iar patiseria este larg răspândită. Printre mâncărurile tipic berlineze se numără cârnatul german, inventat în 1949, Buletten (găluști netede, prăjite în tigaie) și patiseria berlineză cunoscută în Berlin ca Pfannkuchen.
Berlin este de asemenea casa unei diverse scene gastronomice ce reflectă istoria imigrantă a orașului. Imigranții turci și arabi și-au adus tradițiile culinare în oraș, de exemplu falafelul și lahmacunul, care au devenit produse fast food obișnuite. Versiunea modernă a kebabului rotativ a fost inventată la Berlin în 1971. Bucătării asiatice precum cea chineză, vietnameză și thailandeză, baruri tapas, restaurante sushi, precum și bucătăria italiană, cea greacă și cea indiană, pot fi găsite în multe părți ale orașului.

### Recreere

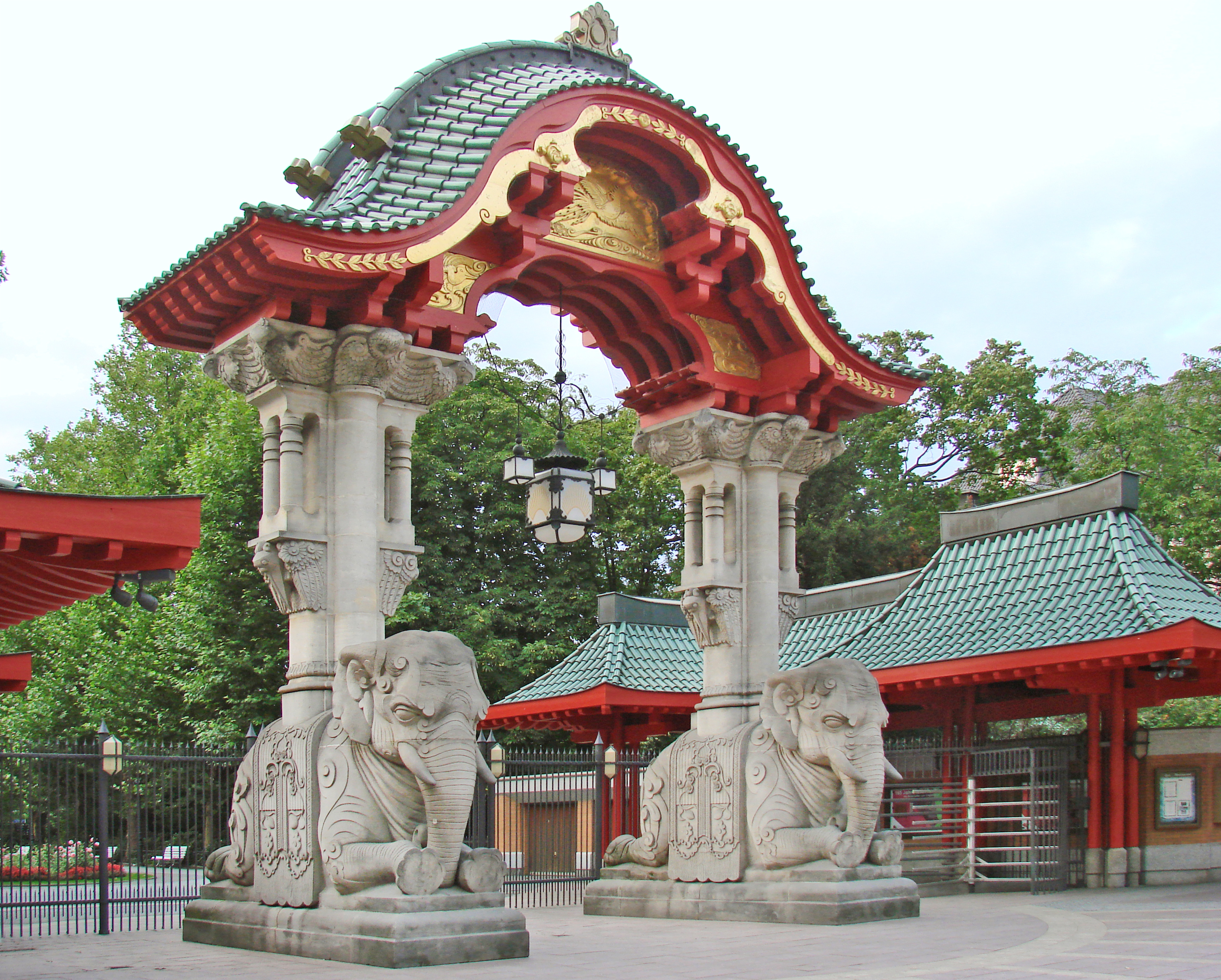
Zoologischer Garten Berlin este cea mai vizitată grădină zoologică din Europa și prezintă cea mai diversă gamă de specii din lume.

Zoologischer Garten Berlin, cea mai veche din cele două grădini zoologice ale orașului, a fost fondată în 1844 și prezintă cea mai diversă gamă de specii din lume. Este casa celebrului urs polar născut în captivitate, Knut. Cealaltă grădină zoologică din oraș, Tierpark Friedrichsfelde, a fost fondată în 1955.
Botanischer Garten include Muzeul Botanic al Berlinului. Cu un teritoriu de 43 hectare (110 acri) și în jur de 22,000 de specii diferite de plante, este una dintre cele mai mari și diverse colecții de viață botanică din lume. Printre alte grădini botanice ale orașului se numără Britzer Garten și Erholungspark Marzahn (cunoscută de asemenea ca Grădinile lumii).
Tiergarten, amplasat în Berlin-Centru, este cel mai mare parc berlinez și a fost proiectat de Peter Joseph Lenné. În Kreuzberg, Viktoriapark furnizează un punct de vedere asupra părții sudice a orașului Berlin. Parcul Treptower, aflat lângă Spree în Treptow are în prim plan un mare memorial al războiului sovietic. Volkspark, aflat în Friedrichshain, a fost deschis în 1848 și este cel mai vechi parc din oraș. Are monumente, un cinematograf de vară în aer liber și niște teritorii pentru sport.
Berlinul este de asemenea cunoscut pentru numeroasele cafenele, baruri pe plajă aflate de-a lungul râului Spree, piețe de vechituri și buticuri ce sunt o sursă pentru recreere și timp liber.

### Sporturi

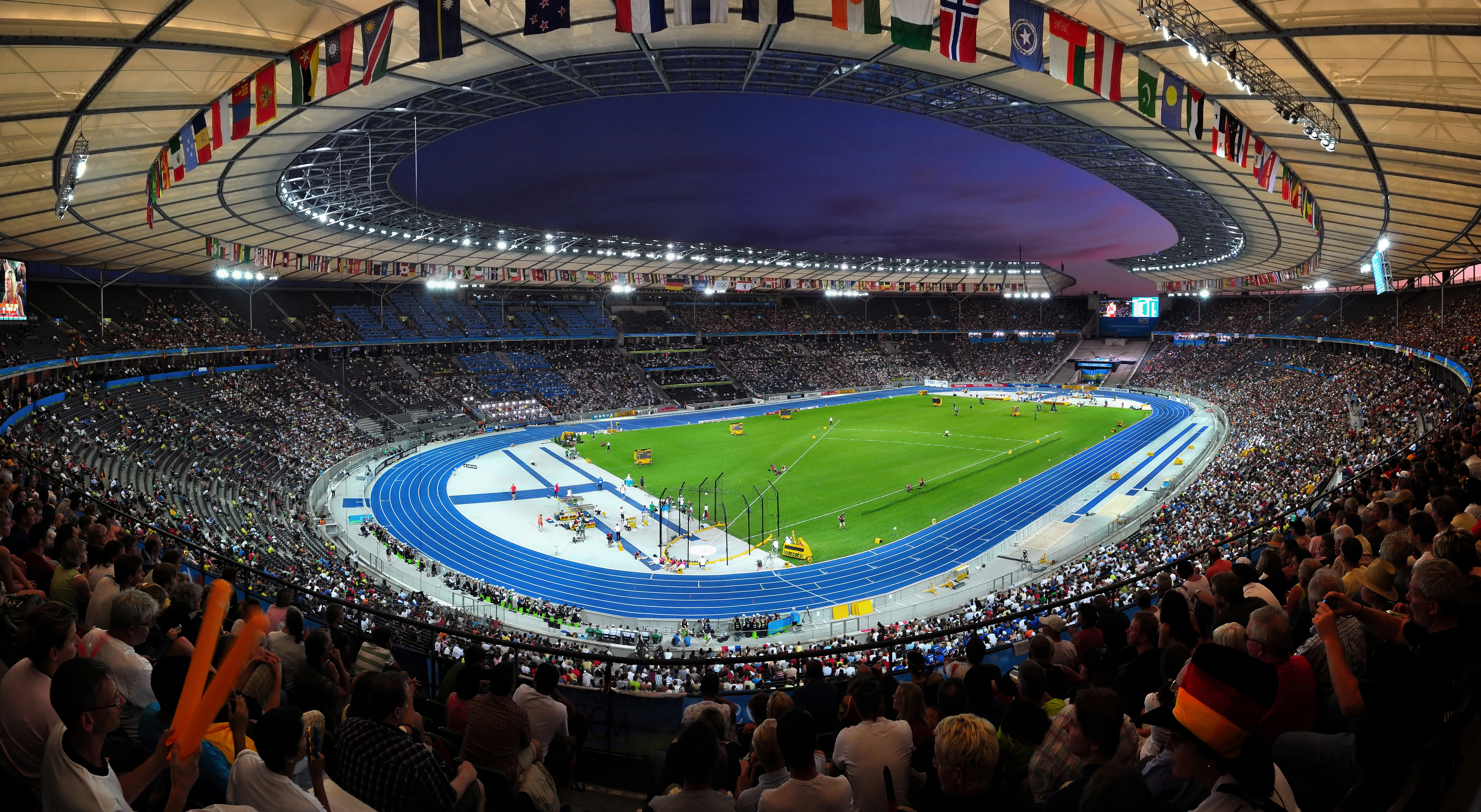
Stadionul Olimpic a găzduit Jocurile Olimpice de vară din 1936 și Campionatului Mondial de Fotbal 2006.

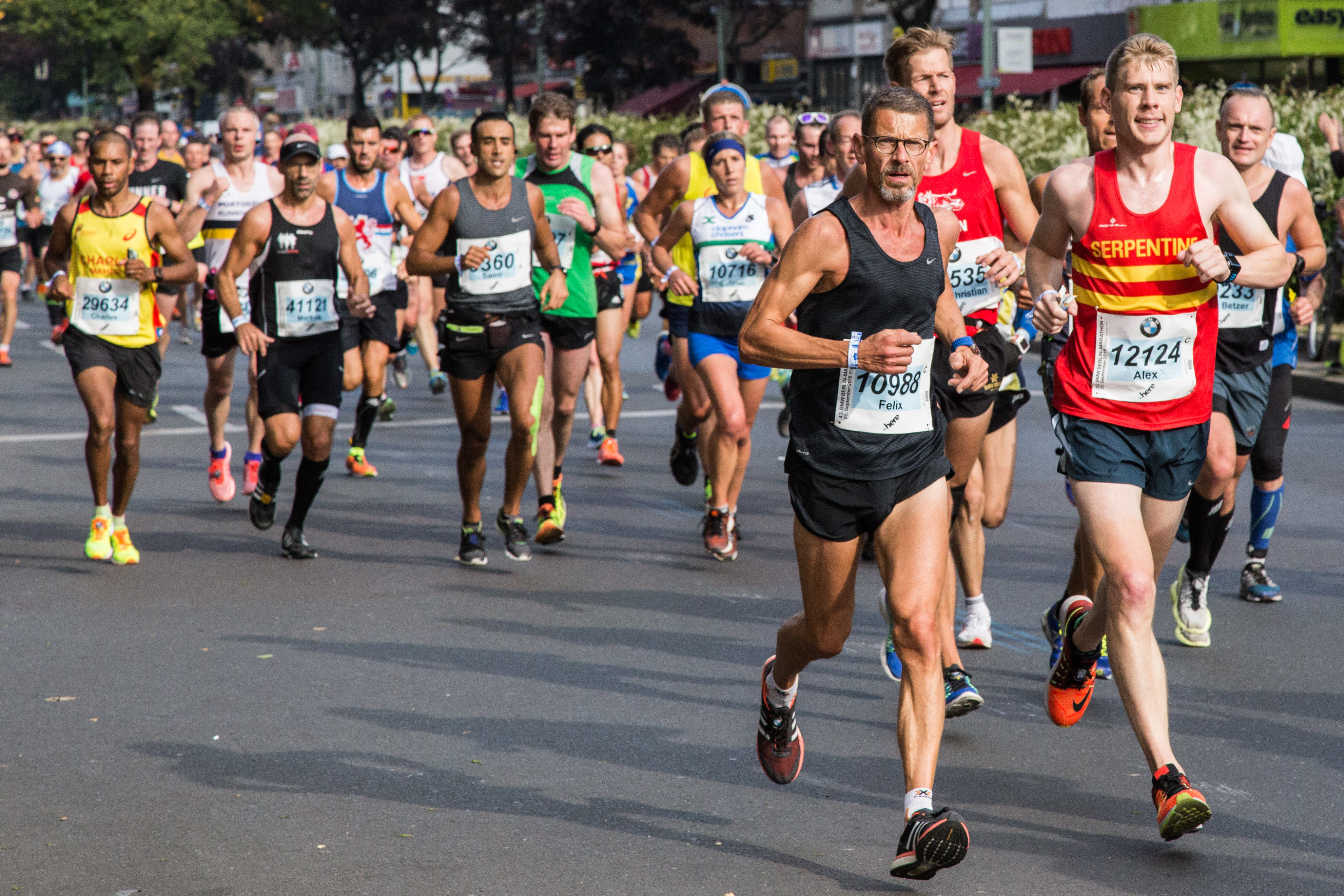
Anualul Maraton al Berlinului este cunoscut ca o cursă accelerată.

Berlinul are o mare reputație de oraș gazdă a evenimentelor sportive internaționale. Orașul a găzduit Jocurile Olimpice de vară din 1936 și a fost orașul gazdă pentru finala Campionatului Mondial de Fotbal 2006. Campionatul Mondial de Atletism din 2009 s-a desfășurat pe Stadionul Olimpic din Berlin.
Anualul Maraton al Berlinului — o cursă ce deține topul de 10 recorduri la alergare — și ISTAF sunt evenimente atletice bine statornicite în oraș. Turneul mondial FIVB, un eveniment de volei pe plajă, are loc anual în interiorul orașului, pe când Mellowpark din Köpenick este unul dintre cele mai mari parcuri de patinaj și BMX din Europa.
În 2022, în jur de 684.000 berlinezi au fost înregistrați în unul sau mai multe din cele 2.400 de cluburi de sport și fitness. Iată diferite cluburi profesionale ce își au baza la Berlin: 
| Club                     | Sport            | Fondat în | Liga       | Loc                            |
| ------------------------ | ---------------- | --------- | ---------- | ------------------------------ |
| Hertha BSC               | Fotbal           | 1892      | Bundesliga | Stadionul Olimpic              |
| 1. FC Union Berlin       | Fotbal           | 1966      | Bundesliga | Stadion An der Alten Försterei |
| ALBA Berlin              | Baschet          | 1991      | BBL        | Mercedes-Benz Arena            |
| Eisbären Berlin          | Hochei pe gheață | 1954      | DEL        | Mercedes-Benz Arena            |
| Füchse Berlin            | Handbal          | 1891      | HBL        | Max-Schmeling-Halle            |
| Wasserfreunde Spandau 04 | Polo pe apă      | 1904      | DWL        |                                |

## Berlinul în cultura de masă

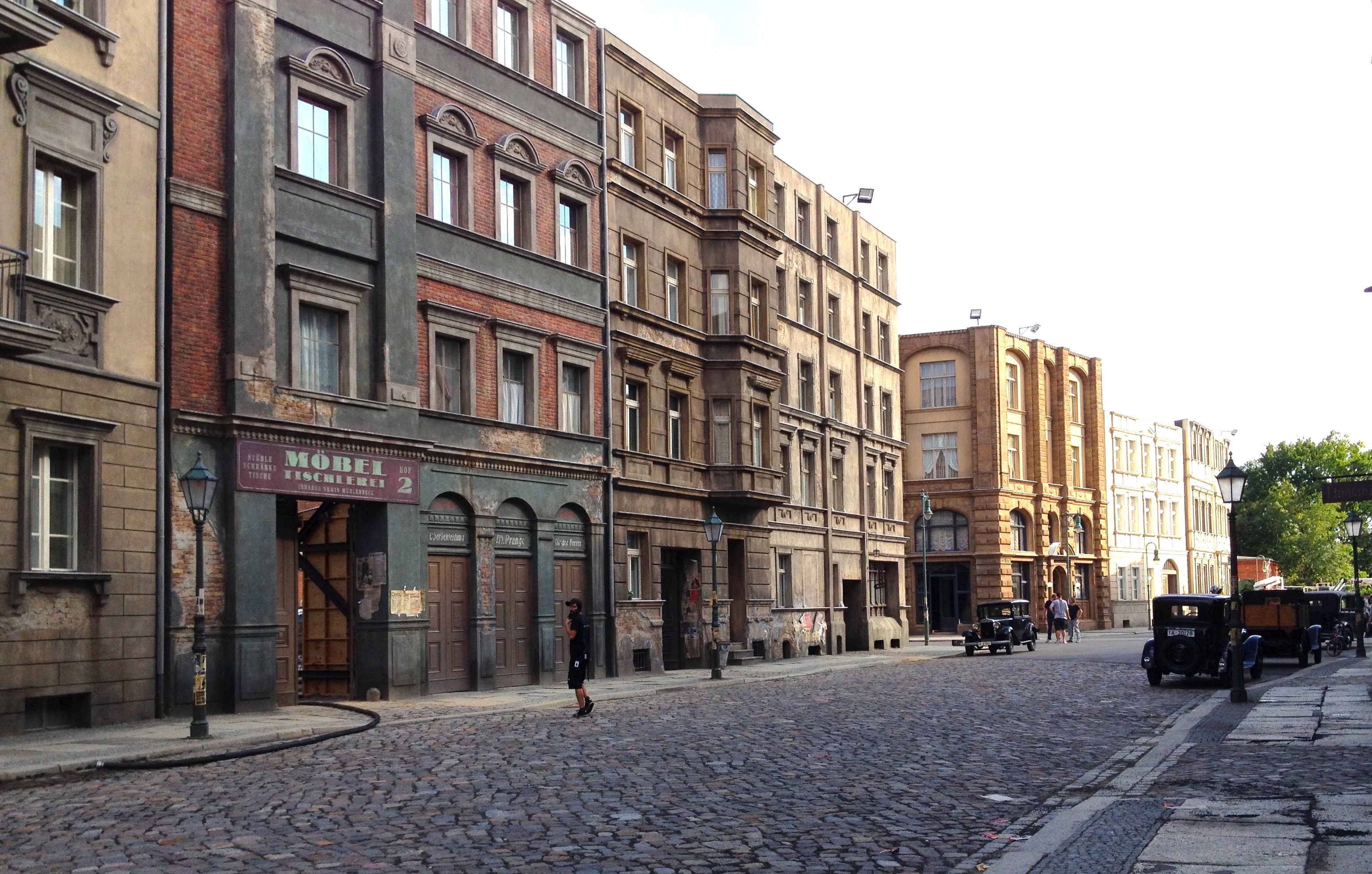
Babylon Berlin

### În film
- Regizorul german Walther Ruttmann a lansat, în 1927, filmul Berlin, simfonia unui mare oraș, situată ca gen între documentar și film experimental. Pelicula este structurată în cinci acte, dezvăluind o mare varietate de aspecte ale vieții cotidiene berlineze.[178]
- Bourne
- Babylon Berlin

### În literatură
- Romanul Berlin Alexanderplatz de Alfred Döblin a fost publicat în anul 1929 și este considerat ca fiind unul dintre cele mai importante și inovative romane ale Republicii de la Weimar. Romanul are ca temă lumea interlopă berlineză a anilor 1920.

## Imagini

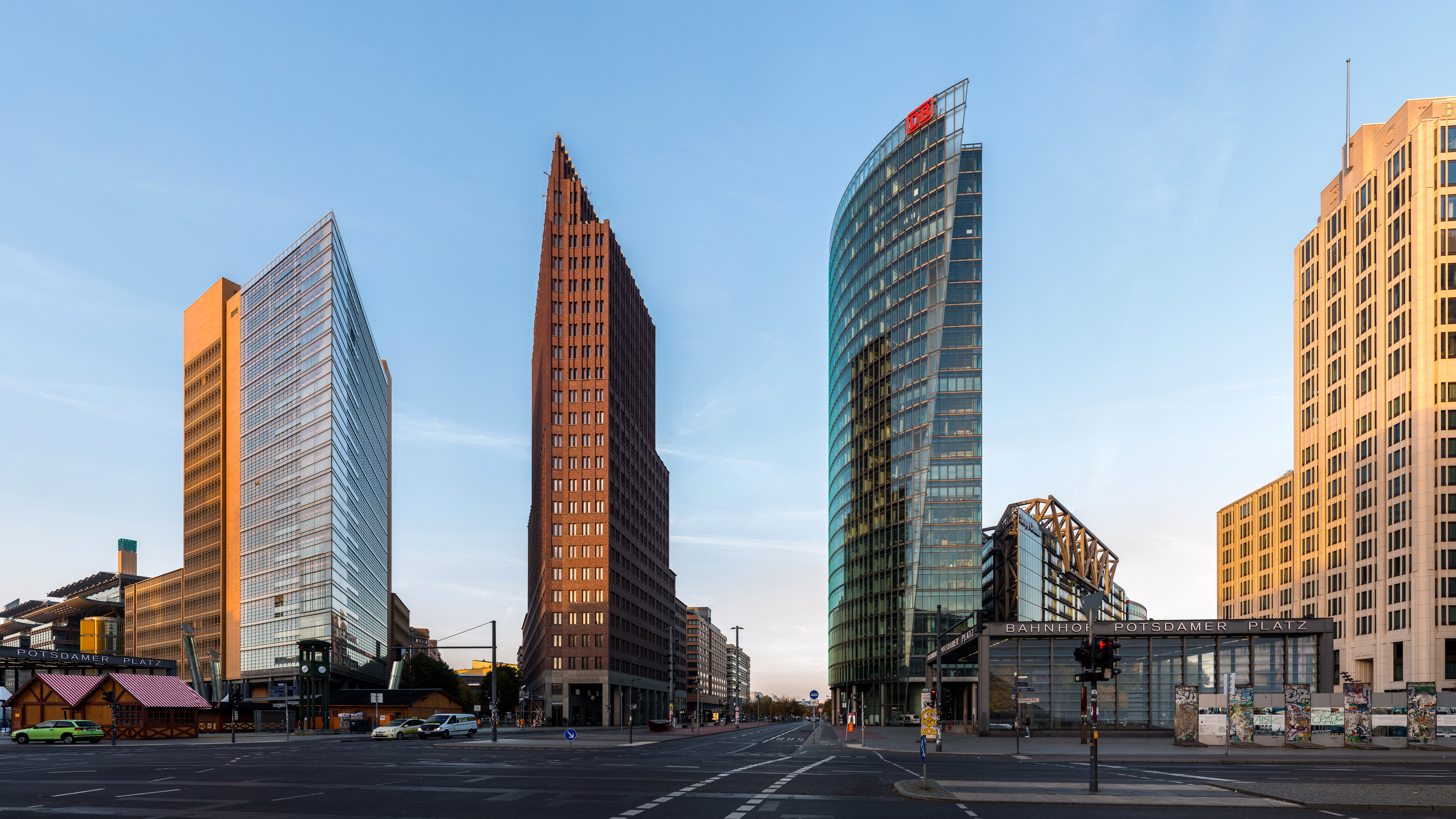
Potsdamer Platz
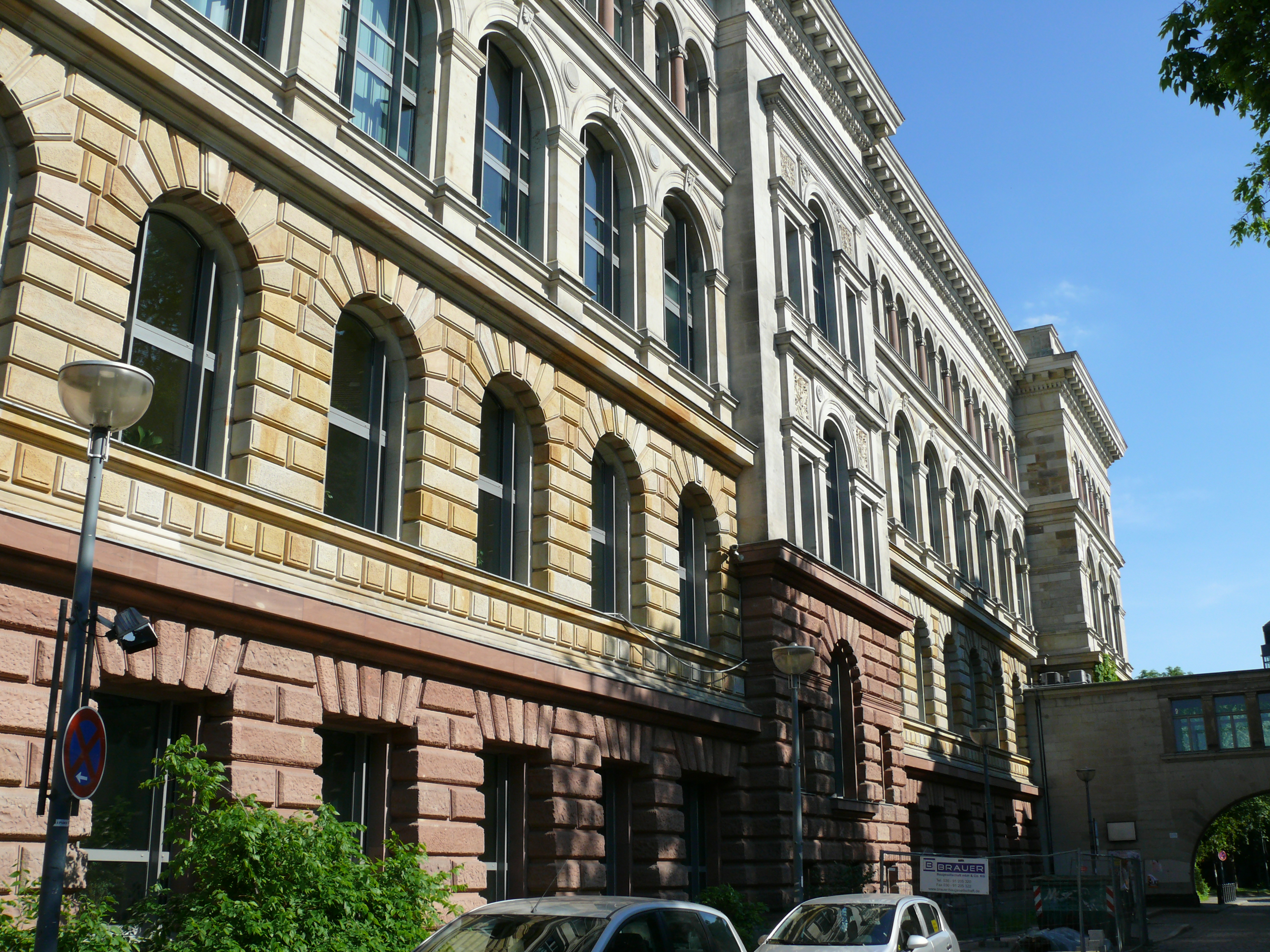
TU Berlin
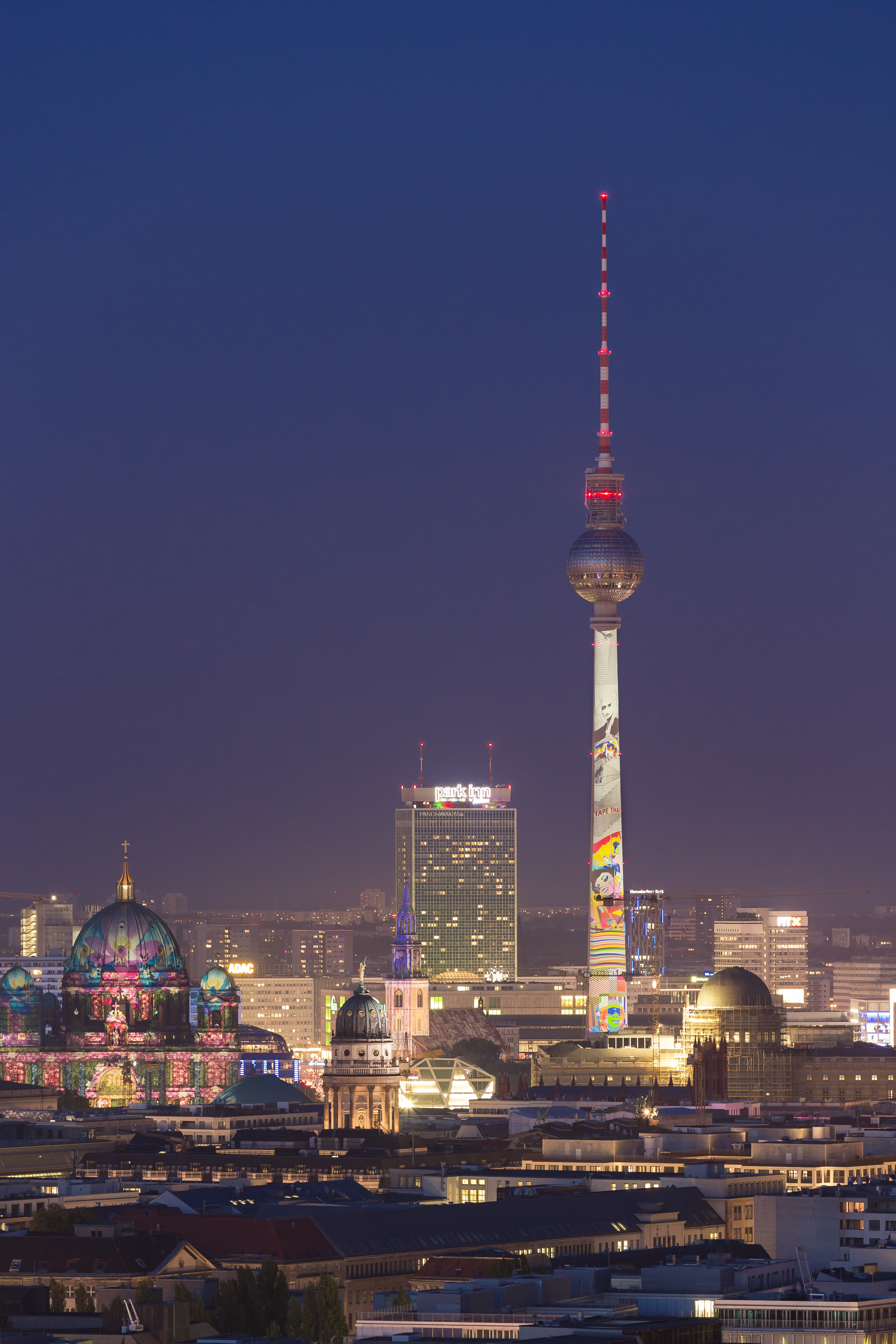
Turnul de televiziune din Berlin
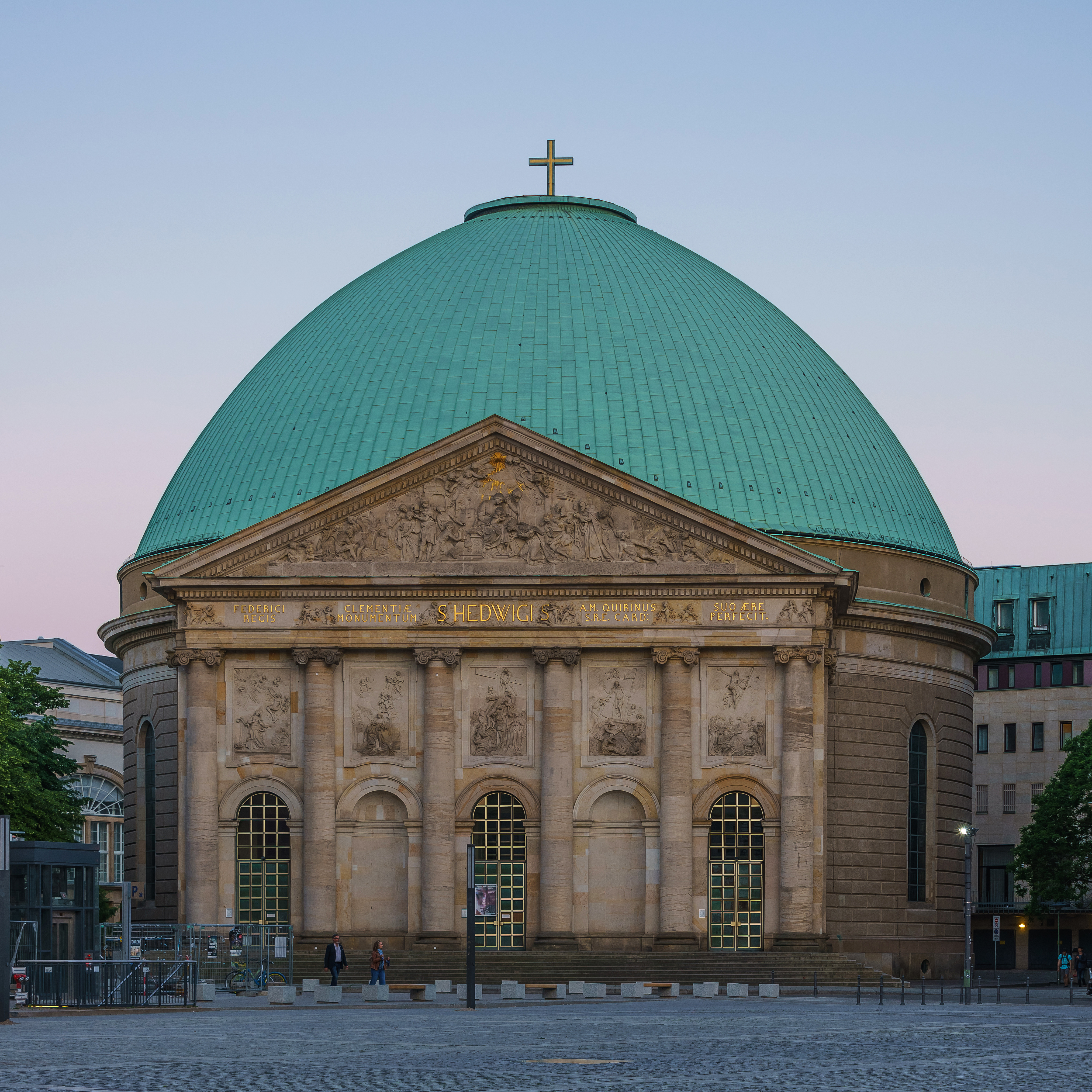
Sankt-Hedwigs-Kathedrale
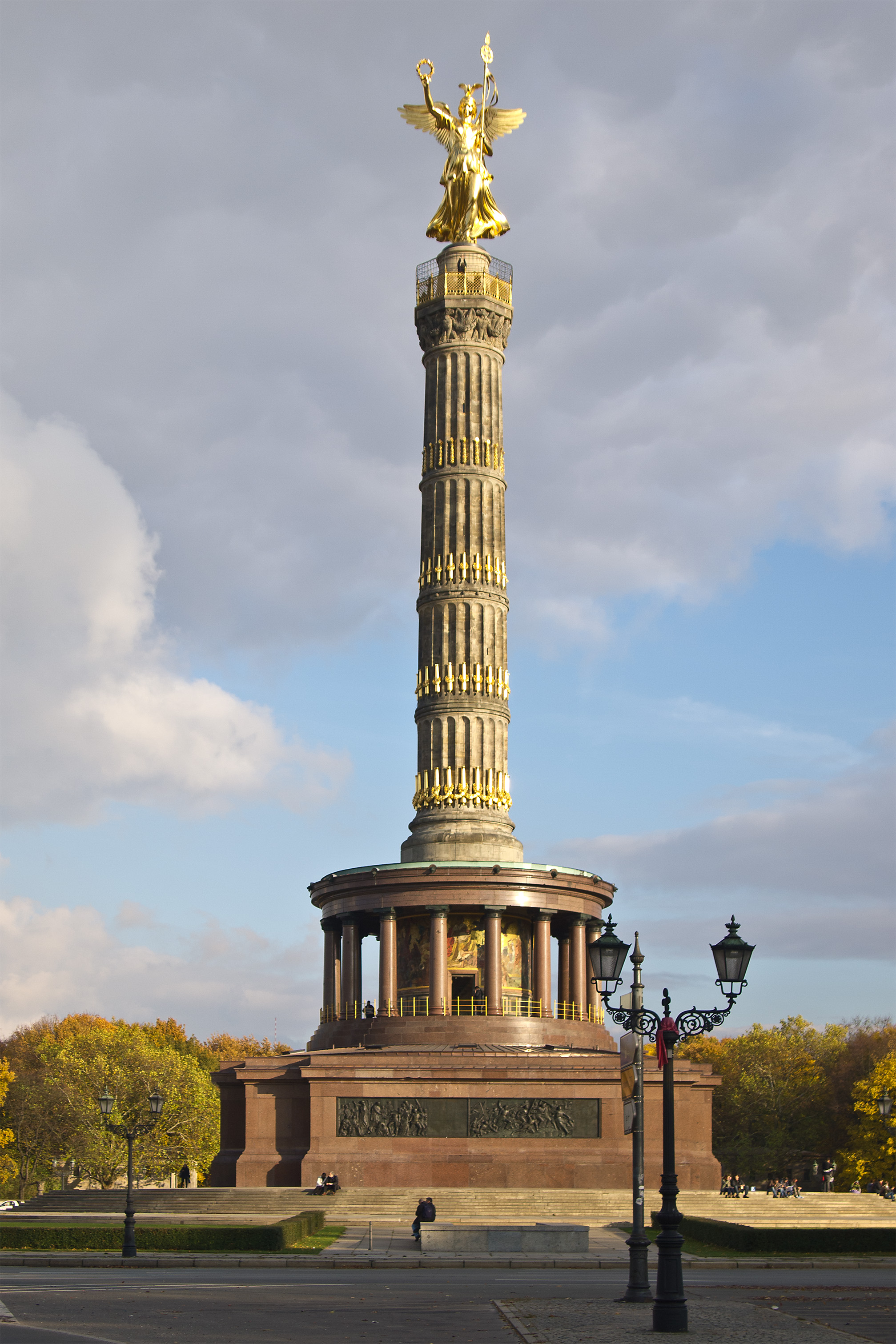
Siegessäule - Coloana victoriei
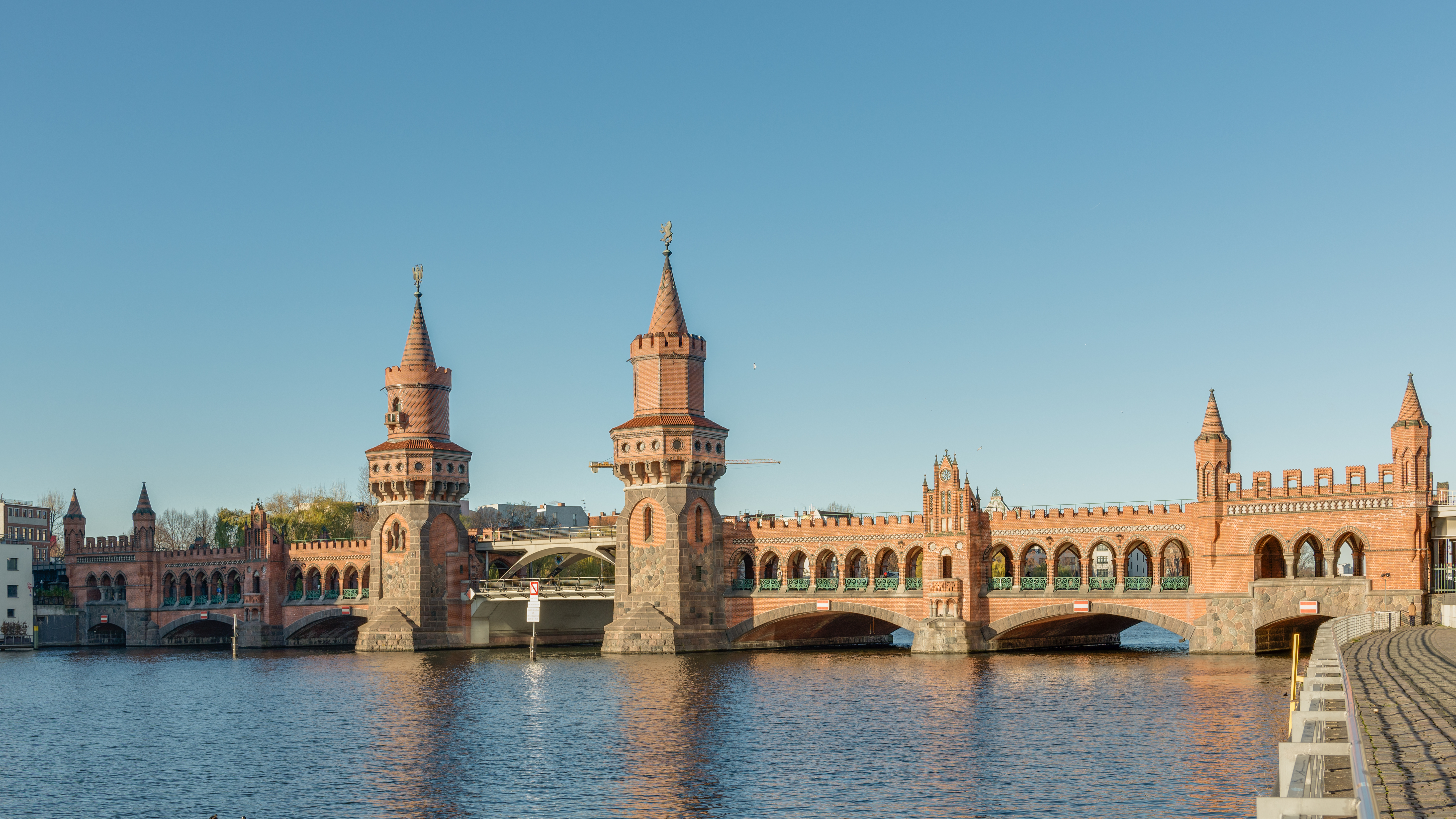
Oberbaumbrücke

## Personalități

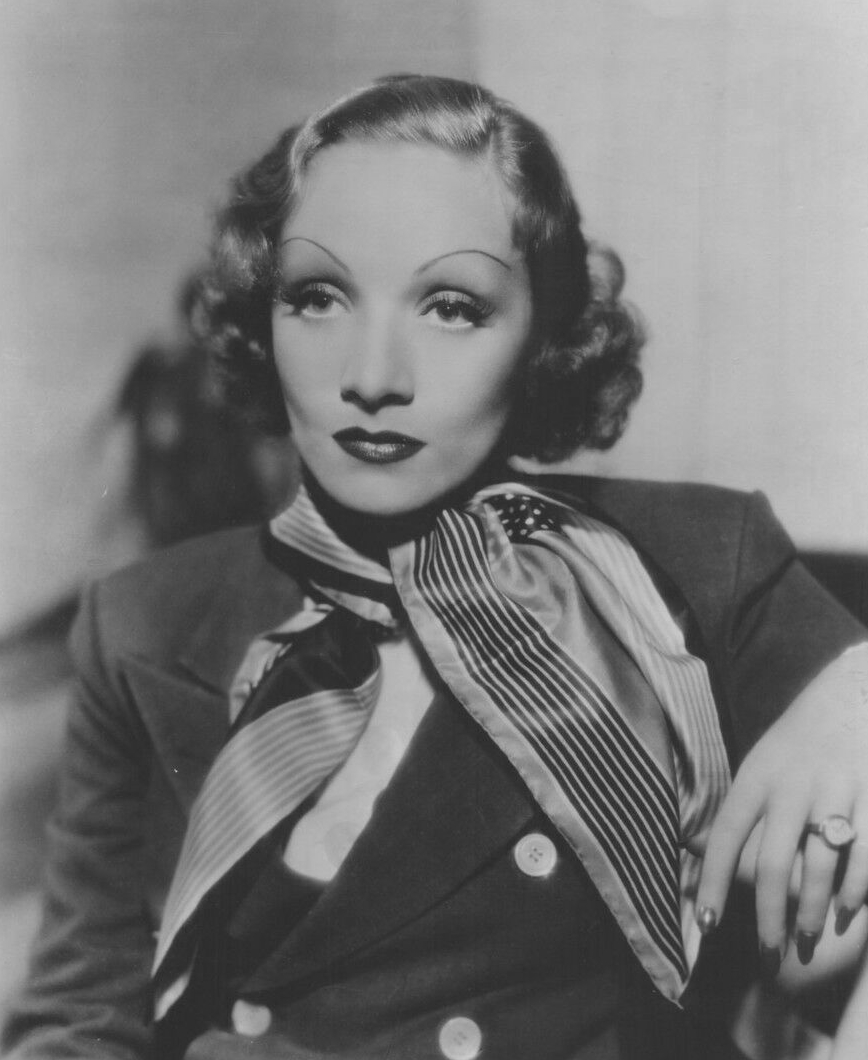
Marlene Dietrich

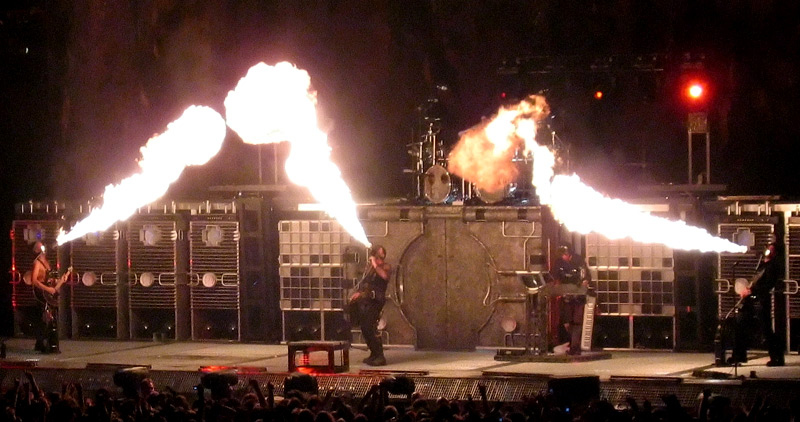
Rammstein

Printre personalitățile notabile născute în Berlin, se pot enumera:
- Marlene Dietrich (1901 - 1992), actriță, cântăreață, stabilită în SUA, devenită celebră la Hollywood;
- Alexander von Humboldt (1769 - 1859), geograf și naturalist, care a contribuit la formarea geografiei ca disciplină științifică; cercetări în diverse domenii științifice;
- Alfred Wegener (1880 - 1930), meteorolog, creatorul teoriei plăcilor tectonice;
- Rainer Weiss (n. 1932), fizician; Premiul Nobel pentru Fizică;
- Heinrich Gustav Magnus (1802 - 1870), chimist, fizician; a descoperit efectul care îi poartă numele;
- Herbert Marcuse (1898 - 1979), filozof, sociolog; a pus bazele Școlii de la Frankfurt;
- Ernst Zermelo (1871 - 1953), matematician cu contribuții în teoria mulțimilor;
- Emil du Bois-Reymond (1818 - 1896), medic, fondatorul electrofiziologiei experimentale;
- Paul Du Bois-Reymond (1831 - 1889), matematician, fratele lui Emil du Bois-Reymond;
- Constantin Carathéodory (1873 - 1950), matematician, cu contribuții în calculul variațional și termodinamică;
- Gabriele Münter (1877 - 1962), pictor expresionist; împreună cu Kandinski, Marc și alții, a înființat grupul "Der Blaue Reiter";
- Wolfgang Döblin (1915 - 1940), matematician cu contribuții în teoria grafurilor;
- Karl Dönitz (1891 - 1980), amiral, om politic, președinte interimar al Germaniei după sinuciderea lui Hitler;
- Ferdinand Georg Frobenius (1849 - 1917), matematician cu contribuții în teoria ecuațiilor diferențiale și a grupurilor;
- Ludwig Tieck (1773 - 1853), scriitor romantic;
- Wilhelm Furtwängler (1886 - 1954), compozitor și dirijor;
- Alexandre Grothendieck (1928 - 2014), matematician și filozof al științei[;
- Eduard Heine (1821 - 1881), matematician cu contribuții în teoria funcțiilor;
- Rammstein, trupă germană formată în anul 1994.